# Saint-Lô
Vous lisez un « bon article » labellisé en 2007.
Pour les articles homonymes, voir Lô.
Saint-Lô est une commune française de 19 352 habitants, située dans le département de la Manche en région Normandie. Deuxième plus grande ville de la Manche par le nombre d'habitants après Cherbourg-en-Cotentin, elle accueille la préfecture du département. Elle est également chef-lieu d'un arrondissement et bureau centralisateur de deux cantons (Saint-Lô-1 - Saint-Lô-2).
Ses habitants sont appelés Saint-Lois. Les noms de Laudois, Laudiens ou Laudiniens sont également cités. Ville martyre de la Seconde Guerre mondiale, Saint-Lô fut décorée de la Légion d'honneur en 1948 et reçut le surnom de « Capitale des Ruines », une expression popularisée par Samuel Beckett. Depuis 2014, la ville connaît une réhabilitation progressive de son centre historique.

## Géographie

### Situation
Saint-Lô est située dans le centre de la Manche, au milieu du bocage saint-lois, à 57 km à l'ouest de Caen, à 78 km au sud de Cherbourg-en-Cotentin et à 119 km au nord de Rennes.

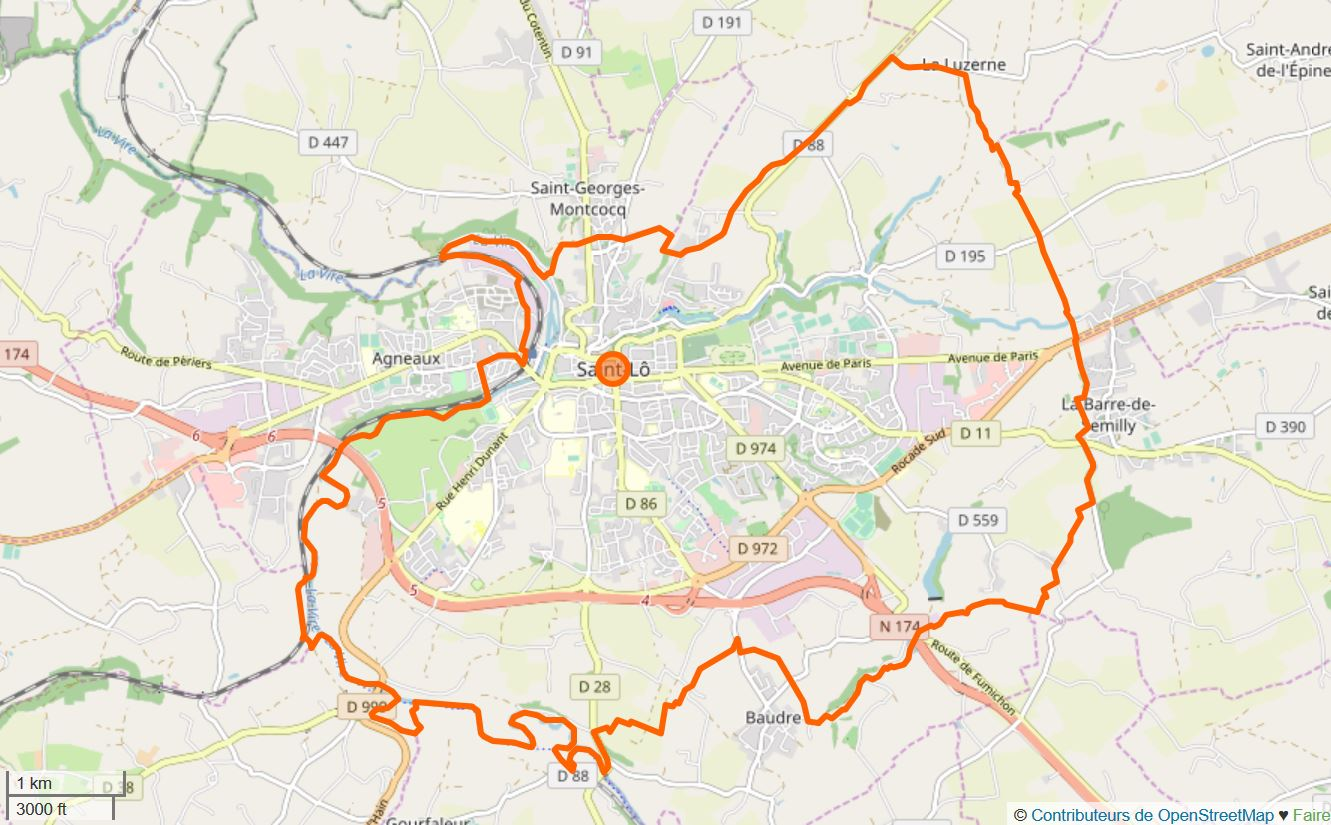
Carte de la commune.

La cité est née sous le nom de Briovère sur un éperon rocheux, dans le Cotentin, entre les confluents de la Vire — que le centre-ville domine — avec la Dollée et le Torteron, deux cours d'eau canalisés dans leur partie urbaine. Ce cœur historique de la ville est devenu L'Enclos, un site bien adapté à la défense passive.
L'Est du territoire est l'ancienne commune de Sainte-Croix-de-Saint-Lô, le Sud celle de Saint-Thomas-de-Saint-Lô, absorbées en 1964.
| Agneaux                                           | Saint-Georges-Montcocq, Le Mesnil-Rouxelin      | La Luzerne                                  |
| Saint-Gilles                                      | Saint-Lô                                        | Saint-André-de-l'Épine, La Barre-de-Semilly |
| Canisy (comm. dél. de Saint-Ébremond-de-Bonfossé) | Bourgvallées (comm. dél. de Gourfaleur), Baudre | Condé-sur-Vire                              |

### Géologie
Saint-Lô est le stratotype du Briovérien.
La commune est située sur un éperon rocheux en schiste, appartenant au Massif armoricain.

### Hydrographie
La commune est située dans le bassin Seine-Normandie. Elle est drainée par la Vire, le Fumichon, l'Hain, le ruisseau de la Dollee, le ruisseau des Etangs de Semilly, le cours d'eau 09 du Hamel, le fossé 01 de la Coudraie, le fossé 01 du Moulin l'Abbé, le fossé 01 du Pont de Gourfaleur, le fossé 03 de la commune de Saint-Lo, le ruisseau de la Pierie, la Vire et divers autres petits cours d'eau,.
La Vire, d'une longueur de 128 km, prend sa source dans la commune de Vire Normandie et se jette  dans la baie de Seine en limite d'Osmanville et de Carentan-les-Marais, après avoir traversé 27 communes. Les caractéristiques hydrologiques de la Vire sont données par la station hydrologique située sur la commune. Le débit moyen mensuel est de 12,9 m3/s. Le débit moyen journalier maximum est de 245 m3/s, atteint lors de la crue du 15 février 1990. Le débit instantané maximal est quant à lui de 256 m3/s, atteint le même jour.

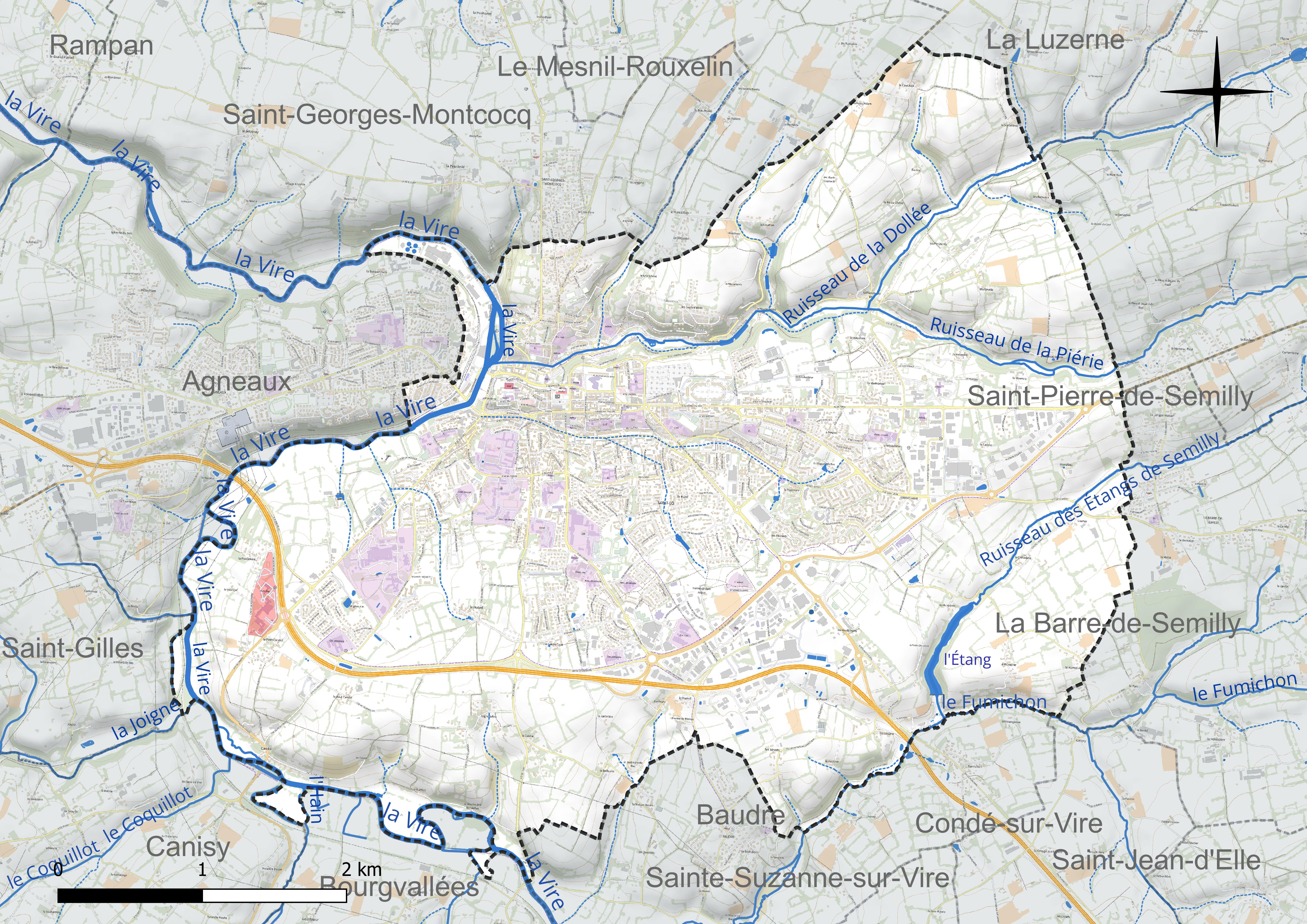
Réseau hydrographique de Saint-Lô.

Un plan d'eau complète le réseau hydrographique : l'étang (4,3 ha),.

### Climat
Pour des articles plus généraux, voir Climat de la Normandie et Climat de la Manche.
En 2010, le climat de la commune est de type climat océanique franc, selon une étude du CNRS s'appuyant sur une série de données couvrant la période 1971-2000. En 2020, Météo-France publie une typologie des climats de la France métropolitaine dans laquelle la commune est exposée à un climat océanique et est dans la région climatique Normandie (Cotentin, Orne), caractérisée par une pluviométrie relativement élevée (850 mm/a) et un été frais (15,5 °C) et venté. Parallèlement le GIEC normand, un groupe régional d’experts sur le climat, différencie quant à lui, dans une étude de 2020, trois grands types de climats pour la région Normandie, nuancés à une échelle plus fine par les facteurs géographiques locaux. La commune est, selon ce zonage, exposée à un « climat contrasté des collines », correspondant au Bocage normand, bien arrosé, voire très arrosé sur les reliefs les plus exposés au flux d’ouest, et frais en raison de l’altitude.
Pour la période 1971-2000, la température annuelle moyenne est de 10,8 °C, avec une amplitude thermique annuelle de 11,9 °C. Le cumul annuel moyen de précipitations est de 878 mm, avec 14,1 jours de précipitations en janvier et 8,3 jours en juillet. Pour la période 1991-2020, la température moyenne annuelle observée sur la station météorologique la plus proche, située sur la commune de Condé-sur-Vire à 8 km à vol d'oiseau, est de 11,3 °C et le cumul annuel moyen de précipitations est de 956,7 mm,. Pour l'avenir, les paramètres climatiques de la commune estimés pour 2050 selon différents scénarios d'émission de gaz à effet de serre sont consultables sur un site dédié publié par Météo-France en novembre 2022.

## Urbanisme

### Typologie
Au 1er janvier 2024, Saint-Lô est catégorisée centre urbain intermédiaire, selon la nouvelle grille communale de densité à sept niveaux définie par l'Insee en 2022.
Elle appartient à l'unité urbaine de Saint-Lô, une agglomération intra-départementale regroupant quatre communes, dont elle est ville-centre,,. Par ailleurs la commune fait partie de l'aire d'attraction de Saint-Lô, dont elle est la commune-centre,. Cette aire, qui regroupe 63 communes, est catégorisée dans les aires de 50 000 à moins de 200 000 habitants,.

### Occupation des sols
L'occupation des sols de la commune, telle qu'elle ressort de la base de données européenne d’occupation biophysique des sols Corine Land Cover (CLC), est marquée par l'importance des territoires agricoles (59,2 % en 2018), en diminution par rapport à 1990 (67,3 %).
La répartition détaillée en 2018 est la suivante : prairies (47,2 %), zones urbanisées (25,6 %), zones industrielles ou commerciales et réseaux de communication (15,2 %), terres arables (12 %).
L'évolution de l’occupation des sols de la commune et de ses infrastructures peut être observée sur les différentes représentations cartographiques du territoire : la carte de Cassini (XVIIIe siècle), la carte d'état-major (1820-1866) et les cartes ou photos aériennes de l'IGN pour la période actuelle (1950 à aujourd'hui).

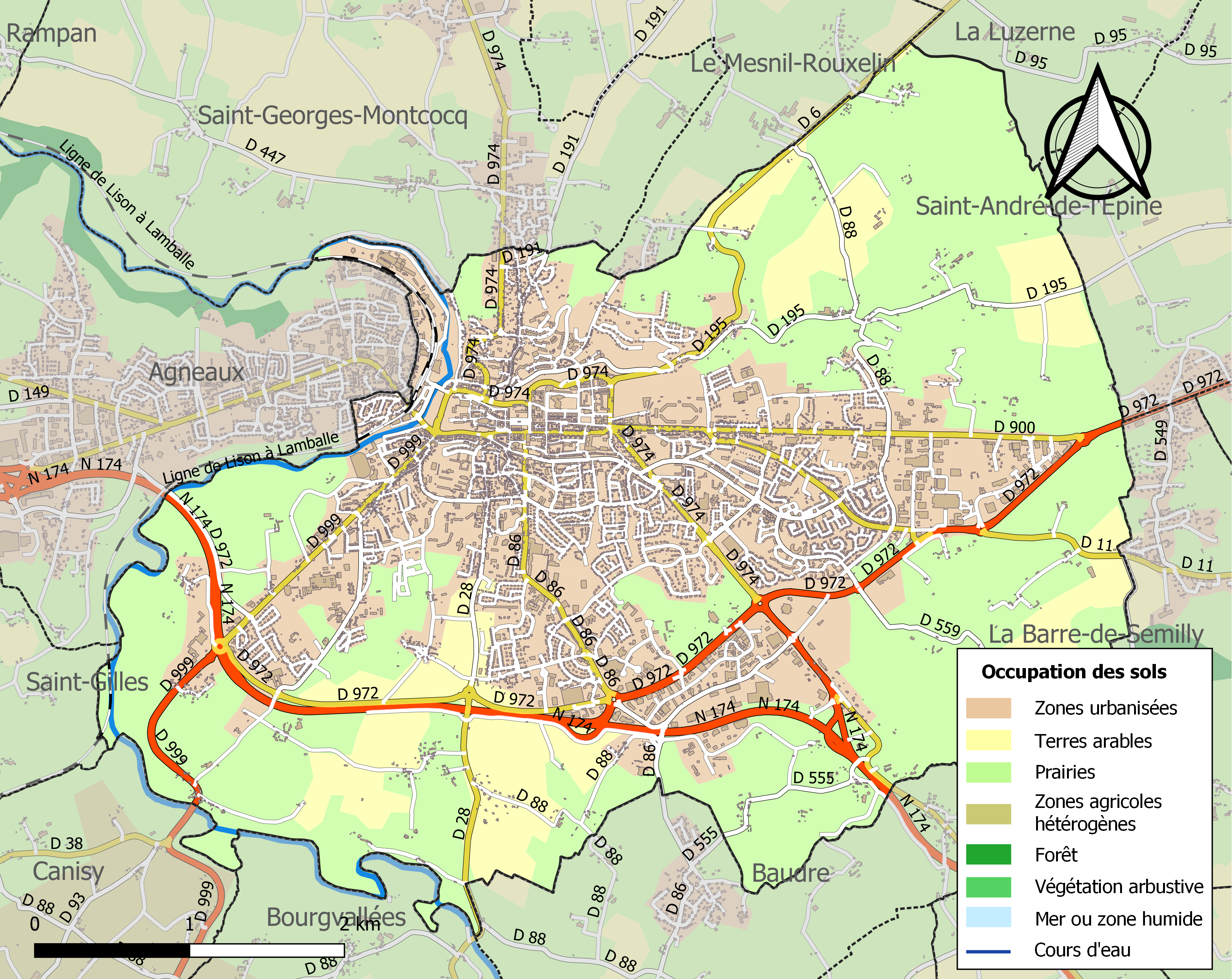
Carte des infrastructures et de l'occupation des sols de la commune en 2018 (CLC).

### Transports
Saint-Lô est située au centre du département de la Manche et constitue donc un nœud de communication entre le Nord-Cotentin et le Sud-Manche.

#### Réseau routier

Réseau routier de la Manche.

Saint-Lô se situant à mi-chemin de l'axe Coutances - Bayeux (D 972), une rocade a été mise en service dans les années 1980 pour permettre de désengorger la ville par le sud. Pour désenclaver le port de Cherbourg, la région et le département ont décidé la construction d'une 2 × 2 voies, la route nationale 174. Elle constitue un maillon de la route européenne E03 et permet une liaison directe vers Rennes et l'Europe du Sud par l'échangeur de Guilberville. Le tronçon Sud relie désormais Saint-Lô directement à l'autoroute A84, permettant un accès autoroutier vers Caen et Rennes. Le tronçon Nord permet quant à lui un accès vers Cherbourg et l'Angleterre via la route nationale 13. La construction de la 2 × 2 voies a permis l'extension de la petite rocade Sud vers l'ouest et sa mutation en véritable périphérique urbain. Elle a également permis la création et l'extension de nouvelles zones d'activités qui contribuent fortement à l'essor actuel de l'agglomération.

#### Liaisons ferroviaires
La gare de Saint-Lô est desservie par des trains TER de la ligne de Caen à Rennes. Il s'agit en majorité de liaisons pour les voyageurs en direction de Caen via Lison ou en direction de Coutances. Quelques trains — deux allers-retours quotidiens — vont jusqu'à Rennes via Avranches.
À la suite de l'électrification de la section ferroviaire entre Lison et Saint-Lô durant l'année 2006, la SNCF et les collectivités locales ont expérimenté une liaison Intercités directe (sans changement de train) jusqu'à Paris (gare Saint-Lazare) pendant deux ans (entre décembre 2008 et décembre 2010). Cette expérience n'a pas été pérennisée faute d'un nombre suffisant de voyageurs. On compte également l'ancienne ligne à usage industriel (désaffectée) vers Condé-sur-Vire. La section entre Gourfaleur et Condé-sur-Vire, jouxtant le chemin du halage longeant la Vire, est utilisée par le vélorail de la vallée de la Vire depuis 2007.

#### Réseau de transport urbain
Le transport urbain est assuré par le réseau de bus Saint-Lô Agglo Mobilité ou SLAM BUS (anciennement Transports Urbains Saint-Lô Agglo) est créée en 1980 et renommée en 2019. Elle est composée de cinq lignes avec quinze bus et deux petits bus (transport à la demande) et deux minibus électriques.

L'habillage des véhicules est en livrée cyan et blanc et répondent aux nouvelles normes d'accessibilité des transports en commun (annonces sonores, bandeaux défilants).

Réseau ferré de la Manche.

| Ligne | Terminus                                                            | Dessertes principales |
| ----- | ------------------------------------------------------------------- | --- |
| A     | Saint-Lô # Agglo 21 <> Agneaux # Villechien                         | Agglo 21, école de l'Aurore, les Sycomores, centre Mersier, centre commercial Carrefour, Lycée Pasteur, Quartier de la Ferronnière, Hôtel de ville, Gare SNCF, Établissement Privé de l'Institut, La Palière, ZA Croix carrée, centre commercial Leclerc |
| B     | Saint-Lô # Conseil Départemental< > Saint-Georges-Montcocq # Mairie | Conseil Départemental, Hôpital, Collège Lavalley, Gare SNCF, Hôtel de Ville, Quartier de la Dollée, Église de St.–Georges, Mairie de Saint-Georges |
| C     | Saint-Lô # La Madeleine <> Saint-Lô # Centre Aquatique              | Clinique Saint-Jean, Haras, Hôtel de ville, Gare SNCF, Campus universitaire, Lycée Curie-Corot, Centre commercial Intermarché, ZI Chevalerie, Parc des expositions, Centre aquatique                                                                     |

#### Réseau de transport inter-urbain

Réseau TUSA (janvier 2011).

La commune est associée au transport en commun régional par autocars (NOMAD) par les lignes :
- LN1 : Cherbourg-en-Cotentin - Carentan-les-Marais ;
- LN2 : Saint-Lô - Carentan-les-Marais ;
- LN3 : Valognes - Coutances ;
- LN4 : Saint-Lô - Vire Normandie ;
- LN5 : Granville - Lison ;
- LN6 : Saint-Lô - Avranches ;
- LN7 : Avranches - Granville ;
- LN8 : Granville - Le Mont-Saint-Michel ;
- LN9 : Avranches - Vire Normandie.

Lignes régulières estivales (juillet - août) :
- LN53 : Coutances vers les plages ;
- LN54 : du Coutançais au Granvillais par la côte.

#### Transports aériens et fluviaux
Malgré son statut de préfecture, il n'existe pas d'aérodrome dans les environs de la commune. Le plus proche est celui de Lessay, et pour un aéroport, il faut rejoindre ceux de Caen-Carpiquet, de Cherbourg - Maupertus ou de Rennes - Saint-Jacques.
Le transport fluvial sur la Vire a existé avec des gabares assurant le transport de la tangue. Il n'est désormais plus possible, faute d'entretien des différents équipements et de la Vire.

### Parcs et espaces verts

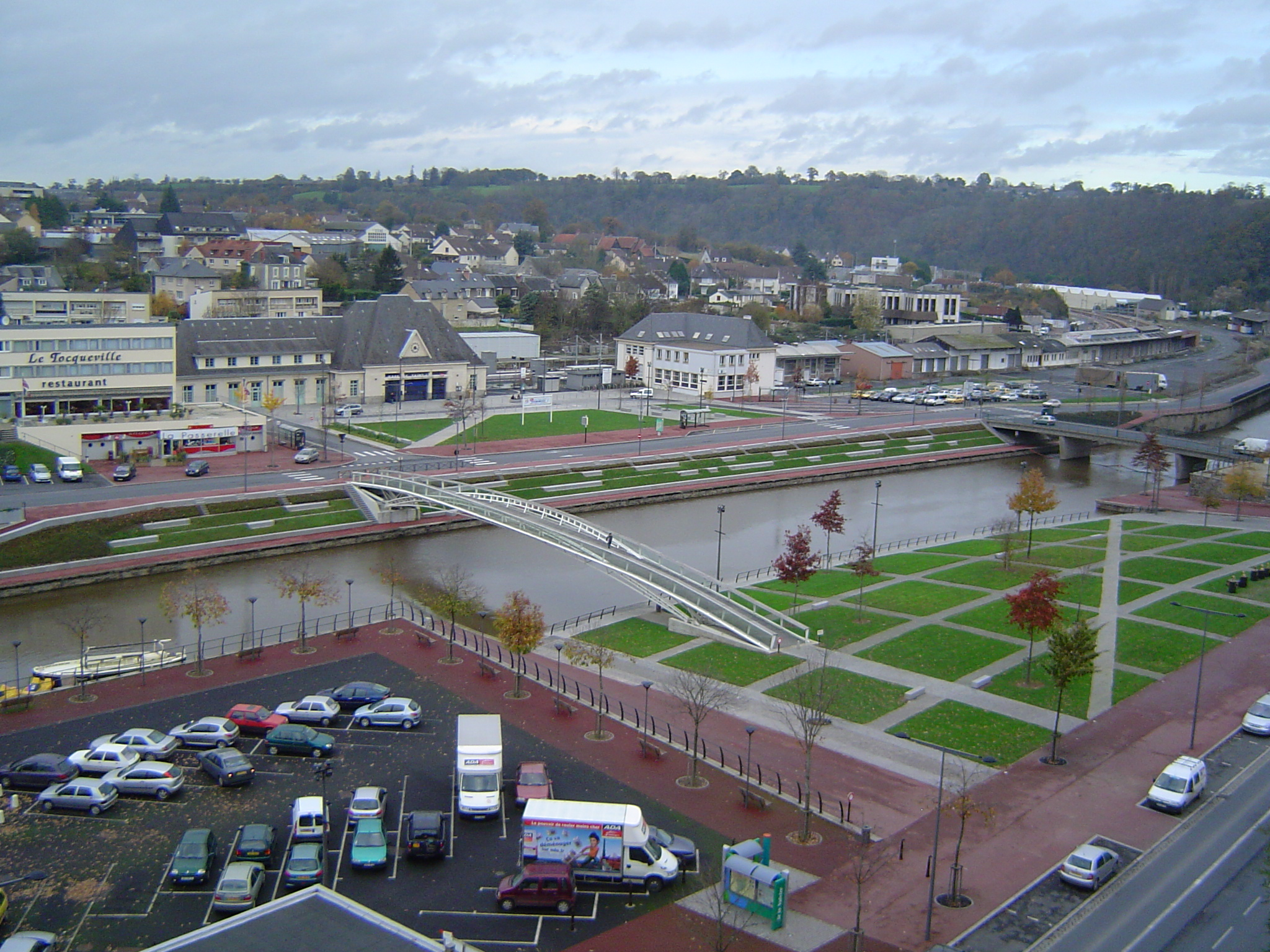
La Plage verte.

La commune est une ville fleurie ayant obtenu trois fleurs au concours des villes et villages fleuris :
- le jardin public situé dans l'Enclos, entre la tour des Beaux-Regards et la cité administrative. Le point de vue est imprenable sur la Vire et la rue Torteron ;
- la Plage verte : espace vert créé en 2001 sur une partie de l'ancien quai à tangue aux abords de la Vire, entre les remparts et la gare. La passerelle moderne[38] Henri-Liébard relie les deux rives du fleuve côtier à peu près à l'emplacement de l'ancienne qui avait été détruite lors des bombardements de juin 1944. C'est aussi le cadre de la fête de la Vire qui a lieu chaque année le dernier week-end de juin. Il permet aussi l'accès aux embarcadères pour le tourisme fluvial ;
- les îles de la Vire : l'île Lebroussois et l'île Moselman sont séparées par le déversoir. Un arboretum a été planté au pied de la cheminée en brique, seul vestige de la papeterie qui a brûlé dans les années 1930 ;
- le chemin de halage : entre la gare et le pont du Rocreuil, de nombreux Saint-Lois s'y promènent, font leur jogging et du vélo. On peut y apercevoir le château de la Vaucelle ;
- le vallon de la Dollée : au pied de la route de Lison, on y trouve un bief et un moulin à aubes ainsi qu'un parcours santé. C'est également le cadre du festival des « hétéroclites » ;
- le parc urbain de Boisjugan : espace vert de liaison entre les nouveaux lotissements qui le jouxtent et les anciens terrains agricoles propriété de la Ville qui bordent la rocade Sud. Cet ensemble paysager d'une superficie de 12 hectares est situé en arrière du musée du Bocage normand, du Centre aquatique et à proximité immédiate du terrain de golf. Il comprend des espaces verts aménagés avec pièces d'eau et zones humides, traversés par des allées minérales donnant sur d'anciens chemins d'exploitation, le tout exclusivement réservé aux promeneurs. On y trouve aussi un espace jeux pour enfants et un parcours de santé ;
- le village du Hutrel : au milieu du bocage saint-lois, Le Hutrel et sa place accueille la fête du village chaque année le jeudi de l'Ascension ;
- le parc du haras de Saint-Lô : parc et jardins protégés au titre des monuments historiques le 18 février 1993[39].

La ville possède également deux arbres classés remarquables selon le CAUE 50 que sont le Magnolia de Soulange, situé dans une cour de la rue du Neufbourg, et le Séquoia géant, situé dans la cour de l'école interparoissiale, rue du Général-Dagobert.

### Quartiers
La ville de Saint-Lô se compose de nombreux quartiers :
- le Val Saint-Jean, composé en majorité d'immeubles et de tours d'appartements ;
- l'Aurore composée en majorité de maisons individuelles et de logements sociaux. On peut y découvrir, rue des Sycomores, l'école ouverte de l'Aurore. Cet ensemble d'architecture moderne est une œuvre d'Eugène Leseney.
- le Bois Ardent et le Boisjugan : situés sur le côté sud de la ville, ces 2 quartiers comportent des espaces de loisirs (piscine, golf urbain, squash…) ainsi que des espaces de service (service de l'emploi, maison de retraite) et une ZAC ;
- la Dollée composée en majorité d'un grand nombre d'immeubles collectifs sociaux et privés ;
- la Ferronnière qui a conservé une belle ferme dite de la Ferronnière, avec un pigeonnier octogonal et une charreterie des XVIe – XVIIe siècles ;
- l'enclos, centre historique de la ville à l'intérieur des remparts avec son centre administratif préfectoral.

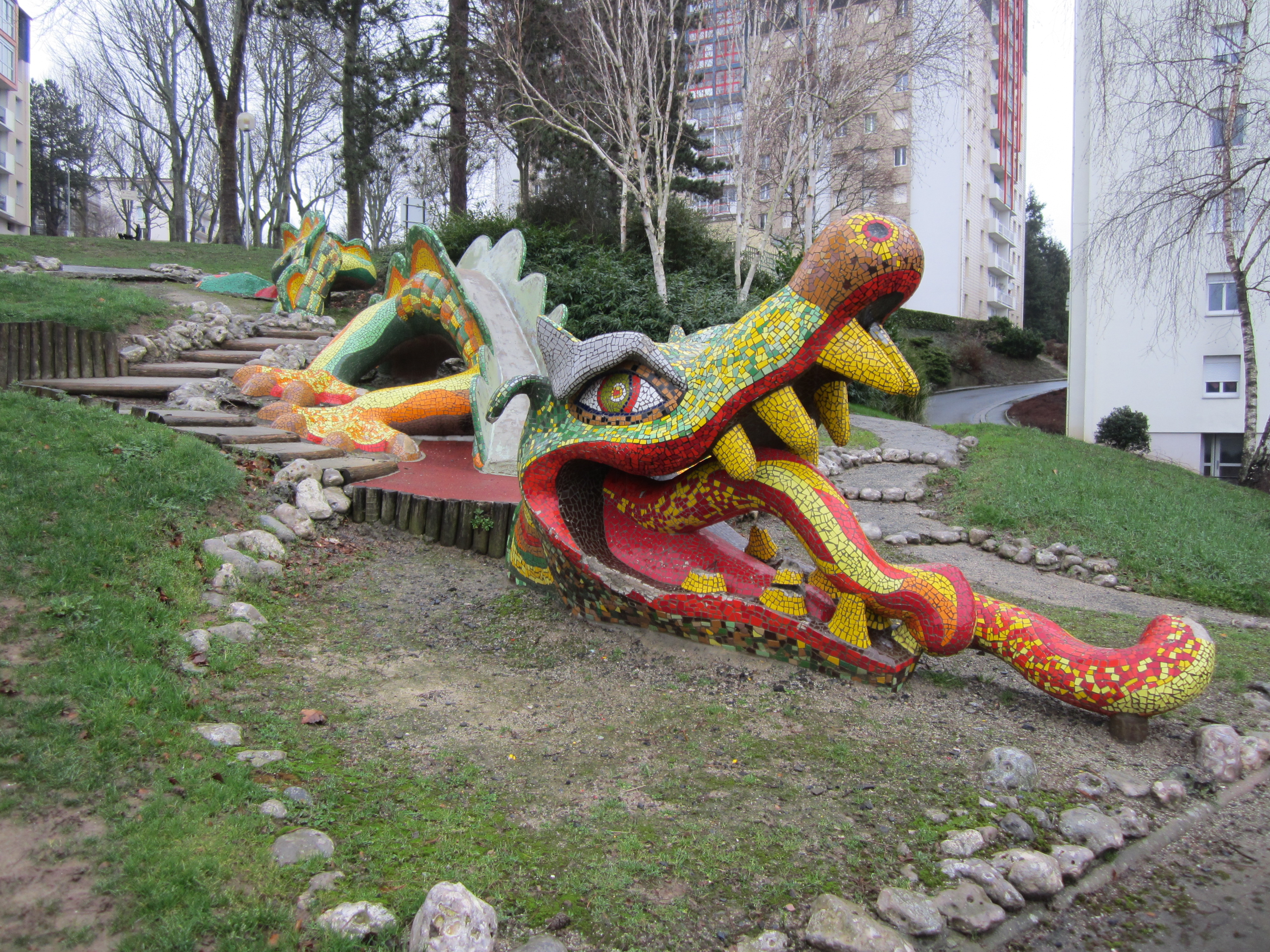
La sculpture du Dragon dans le quartier de la Dollée.

## Toponymie
La paroisse est dédiée à saint Laud, évêque de Coutances au VIe siècle. À l’époque gallo-romaine, la cité s'appelait Briovera dit en français Briovère, ce qui signifie « pont sur la Vire » en langue celtique, de bri(v)a (pont) et Vera, la Vire.

## Histoire
Saint-Lô, anciennement Briovera (« pont sur la Vire »), fut de tout temps un lieu de passage comme l'atteste son nom celtique.
Longtemps centre important de l'économie normande, elle a attiré la convoitise des peuples voisins, notamment des anglo-normands installés depuis plusieurs générations en Angleterre, ayant pour conséquence des nombreuses invasions successives. Elle a perdu sa position dominante vers la fin du XIXe siècle, n'ayant pas su profiter de la première révolution industrielle qui a au contraire beaucoup touché la population majoritairement paysanne. La politique de décentralisation permet cependant à la ville de revenir au premier plan.

### Antiquité

#### Briovère
Il existe une forme d’habitat dès l’époque gallo-romaine. Occupée par la tribu gauloise des Unelles du Cotentin, Briovère fut conquise par les Romains dirigés par Quintus Titurius Sabinus en 56 av. J.-C., après la défaite de leur chef Viridovix au mont Castre. La paix romaine engendre le développement de domaines ruraux gallo-romains, sur le modèle des villæ rusticæ romaines comme à Canisy, Marigny, Tessy-sur-Vire, dont les noms sont basés sur le suffixe -i-acum de localisation d'origine celtique -i-*āko- et souvent composées avec un nom de personne latin, porté par un indigène gallo-romain. Puis, la région fut le théâtre des diverses invasions saxonnes pendant le IIIe siècle. Les Francs n'y établirent qu'un pouvoir administratif, Briovère ayant néanmoins le droit de battre de la monnaie. L'historien Claude Fauchet prétend que « le Coutentin, du temps mesme de nos rois Mérovingiens, estoit habité par les Sesnes (Saxons), pirates, et semble avoir esté abandonné par les Charliens, comme variable et trop esloigné de la correction de nos rois, aux Normands et autres escumeurs de mer… ».
L'église de Sainte-Croix y fut bâtie en 300 sur les ruines dit-on d'un temple de Cérès.

### Moyen Âge
Le christianisme se développe assez tardivement ; on ne compte que quatre évêques de Coutances avant 511. L'un d'entre eux est Laud, béatifié et honoré à Briovère, où une partie de ses reliques fut apportée, et la cité se plaça alors sous son patronage. Une autre écriture de Laud est Lô, d'où le nom de la commune.
La baronnie de Briovère, possession d'un seigneur franc, Laud, est détachée du diocèse de Bayeux au profit de celui de Coutances. En échange, elle reçoit les paroisses de Sainte-Mère-Église, Neuville-au-Plain, Chef-du-Pont, Vierville et Lieusaint (elles ne reviendront dans la Manche qu'à la Révolution).

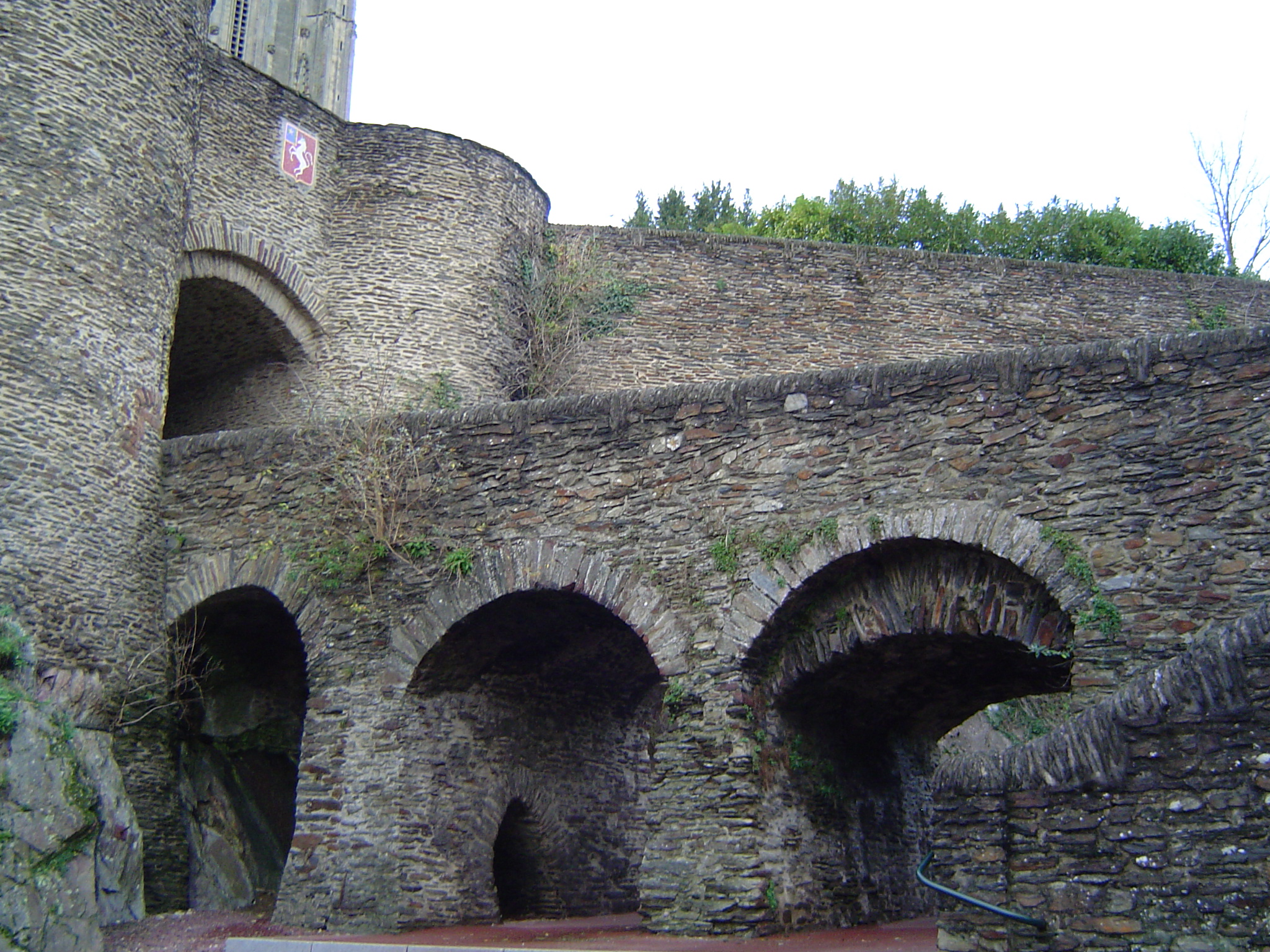
Entrée principale de la ville.

C'est un site fortifié de hauteur, d'origine probablement protohistorique, qui a été logiquement choisi, à l'époque franque, comme implantation de la ville,.
Les Bretons dirigés par Nominoë commencèrent à occuper la côte ouest du Cotentin à partir de 836. Devant leurs avancées, en août 867, Charles II le Chauve, par le traité de Compiègne, donne alors à Salomon le Comitatus Constantiensis, territoire sur lequel il n'avait guère d'influence. Durant l'hiver 889/890, une armée danoise repoussée de Paris remonte la Vire et assiège la cité fortifiée de Saint-Lô située sur son promontoire dominant le fleuve. Le chroniqueur Réginon raconte que les habitants de Saint-Lô ainsi que l'évêque de Coutances Liste (Lista) se sont réfugiés dans le château de la ville,. Protégée par des remparts solides construits un siècle auparavant selon la tradition par Charlemagne attestant de l'importance stratégique de la ville, celle-ci ne se rend pas. Les assaillants coupent alors l'approvisionnement en eau, provoquant la reddition des habitants. Les Vikings massacrent les habitants, dont l'évêque de Coutances, puis rasent la ville. Le siège du diocèse est alors transporté dans l'église Saint-Sauveur de Rouen, où les évêques de Coutances résidèrent jusque dans le premier quart du XIe siècle.
La chronique anglo-saxonne parle d'une victoire bretonne en 890 à Saint-Lô au cours de laquelle les Vikings se noient dans un fleuve.
C'est seulement en 1025 que l'évêque Herbert décide de remonter les murailles de Saint-Lô et de rétablir le siège épiscopal. Puis, sous Geoffroy de Montbray, la ville connaît un bel essor économique, profitant de l'expédition des Normands en Sicile. Robert Guiscard, un proche de Geoffroy, ramène d'Apulie et de Calabre un important butin (c'est grâce à ce trésor que Geoffroy fait rebâtir en 1056 la cathédrale de Coutances). Ainsi, Geoffroy de Montbray « augmenta tellement par son industrie le revenu de la ville de Saint-Lô que le tonlieu qui n'était avant lui que de 15 livres monta à 220 ».
Saint-Lô est réputée pour ses orfèvreries et même Mathilde de Flandre, la femme de Guillaume le Conquérant, commanda deux candélabres pour l'abbaye aux Dames de Caen.

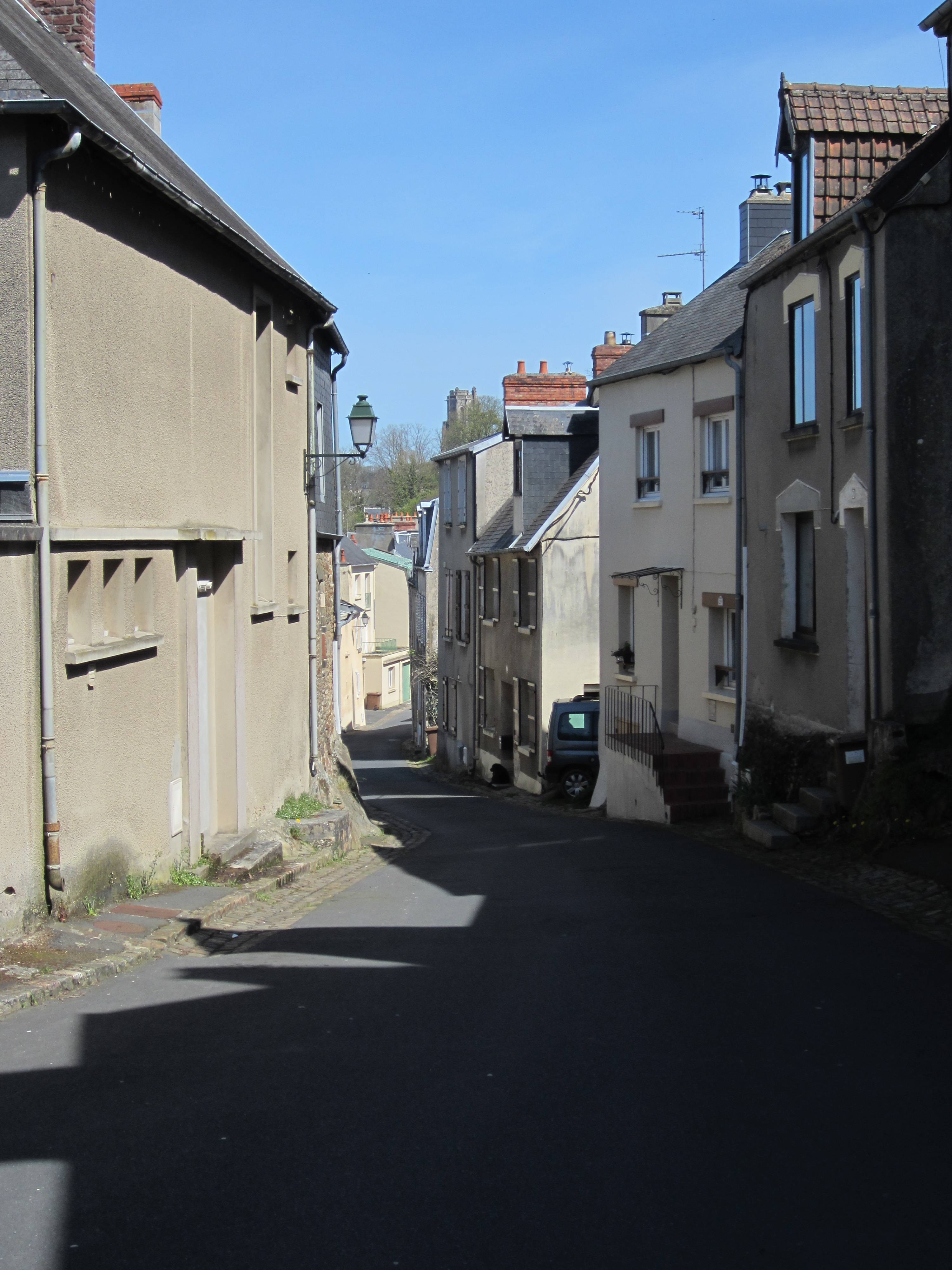
Rue Falourdel, vieille rue qui n'a pas été détruite par les bombardements.

La population de la région participa à la conquête de l'Angleterre. Henri Ier, comte du Cotentin et depuis roi d'Angleterre, fit fortifier Saint-Lô en 1090. En 1091, Geoffroy de Montbray, évêque de Coutances, fit construire sur le fleuve côtier Vire une écluse et des moulins. Les évêques de Coutances étaient barons de Saint-Lô,. À la mort d'Henri Ier Beauclerc en 1135, Étienne de Blois, comte de Mortain, et Geoffroy d'Anjou se disputent la légitimité du royaume. Saint-Lô se range aux côtés d'Étienne mais fut prise en 1139 par l'armée des Plantagenêt en seulement trois jours. L'archevêque de Cantorbéry Thomas Becket passe à Saint-Lô et on lui dédia une église dont il ne reste aucune trace hormis le nom de la rue Saint-Thomas. En 1204, Saint-Lô se soumet à Philippe Auguste et devient française. Pendant cette période de paix, la ville prospère : on construit l'hôtel-Dieu sur les bords de la ville et une partie de l'église Notre-Dame. Saint Louis vient dans la cité à deux reprises, en 1256 et 1269. Saint-Lô est alors la troisième ville de Normandie derrière Rouen et Caen, avec 8 000 à 9 000 habitants. Elle est spécialisée dans les tanneries avec l'appellation du cuir dit la vache de Saint-Lô. D'après Toustain de Billy, le seul commerce de lacets et aiguillettes de cuir se monte en 1555 à un million ; dans la coutellerie : un dicton du XVIe dit « Qui voudroit avoir bon couteau, Il faudroit aller à Saint-Lô » ; dans l'orfèvrerie ; et dans les textiles, un des principaux centres de France. On compte plus de 2 000 tisserands, situés pour la plupart près de la Dollée, cours d'eau moins puissant que la Vire et au débit plus régulier. On importe la laine de tout le Cotentin. Une ordonnance du 20 juin 1460 fixe une lisière spéciale pour les draps de Saint-Lô.

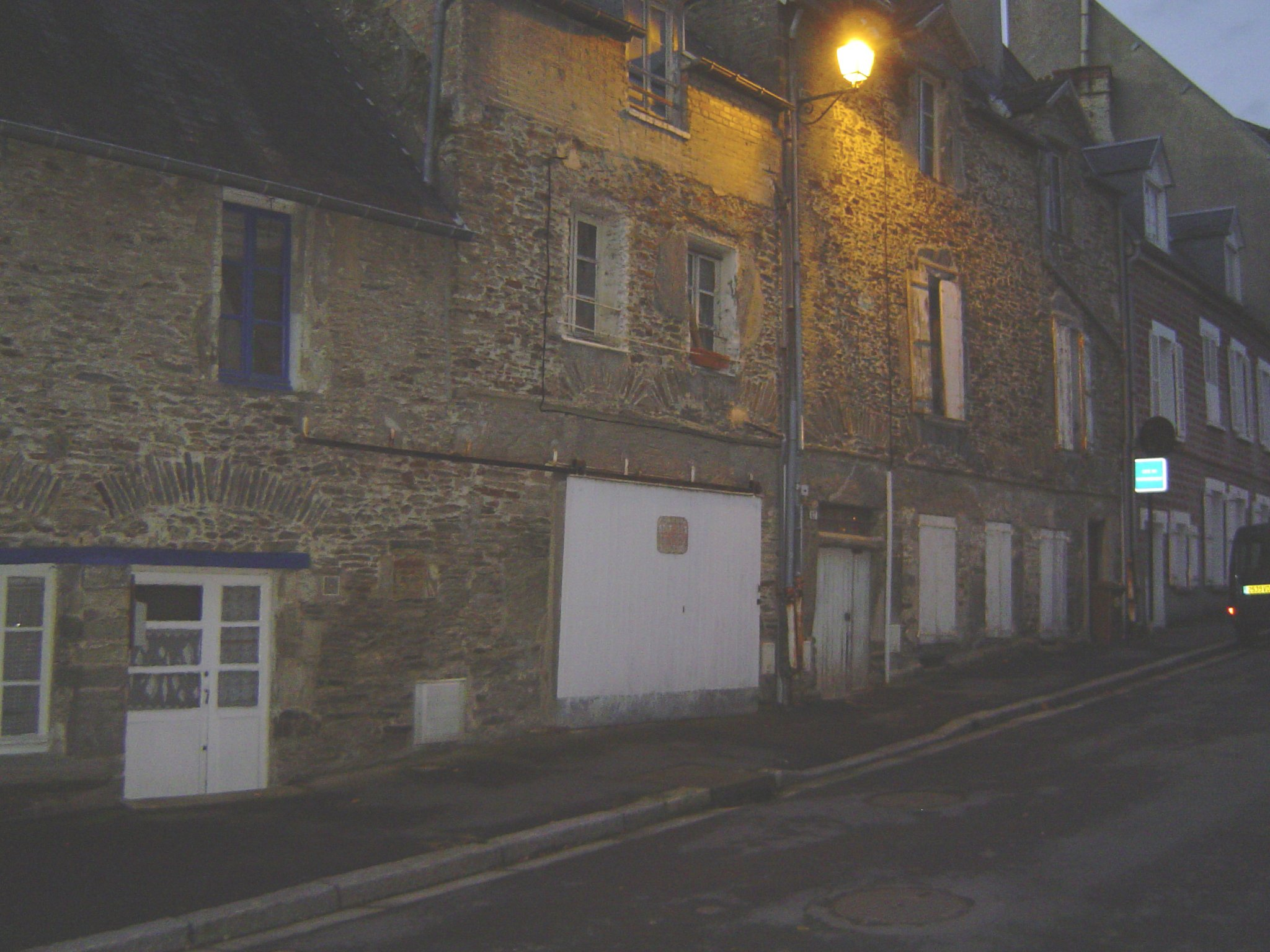
Du vieux Saint-Lô, il ne reste plus que quelques rues épargnées comme la rue Saint-Georges ou encore la rue Porte-au-Four.

Puis c'est le retour des conflits avec la guerre de Cent Ans. Geoffroy d'Harcourt, chevalier possédant des franchises dans le Nord-Cotentin, trahit le roi de France et prête hommage à Édouard III d'Angleterre. En réaction, les barons Percy, Bacon et La Roche-Tesson sont décapités à Paris et leurs têtes seront exposées à Saint-Lô pendant deux ans. Les Anglais débarquent à Saint-Vaast-la-Hougue le 12 juillet 1346, point de départ de la chevauchée d'Édouard III sur le sol français, et après avoir pris et incendié Valognes, pillé Carentan, Torigni, ils se dirigent vers Saint-Lô le 22. Jean Froissart la décrit « la grosse ville de Saint-Leu en Constentin, […] pour le temps estoit durement riche et marchande ». La ville est alors de nouveau pillée, et Édouard s'empare de l'or, de l'argent, de mille tonneaux de vin et du drap à foison. Comme à Carentan, les plus riches bourgeois furent emmenés vers la flotte anglaise ancrée à la Roche Maisy, au débouché des Veys. Puis elle est frappée par la grande peste en 1347.
La ville de Saint-Lô est reconquise en 1378 par les troupes du roi de France, Charles V. En 1405, à la suite d'un débarquement anglais à la Hougue, la ville est abandonnée par la plupart de ses habitants, et le 12 mars 1418 après le siège et la prise de Caen en août 1417 par le roi d'Angleterre Henri V, la ville, avec à sa tête Jean Tesson et Guillaume Carbonnel, ouvre ses portes aux Anglais. En 1438, Jean de Robersart, seigneur du Hainaut est nommé capitaine de la place pour le compte des Anglais.
Les Français, avec à leur tête le connétable de Richemont, reprennent Saint-Lô pour le compte de Charles VII le 12 septembre 1449 au bout de quatre jours. Le roi confirmant le statut de duché de Normandie, c'est au tour du duc de Bretagne de vouloir occuper le Cotentin, mais Saint-Lô repousse victorieusement une attaque en 1467 en décimant une partie des troupes bretonnes enfermées par surprise dans le fond de la vallée constituée par l'actuelle rue Torteron. En 1465, Saint-Lô, avec la Normandie, est donné par Louis XI au duc de Berry, son frère. Le 9 novembre 1469, l'anneau ducal est brisé et le duché est définitivement intégrée au royaume de France.

#### Atelier monétaire
Le 24 septembre 1351, le roi Jean le Bon crée un atelier monétaire mais ne reçoit le droit de frapper sous la lettre « S » qu'en 1389. En janvier 1538, la lettre « C » lui est attribuée. Les monnaies frappées à Saint-Lô au Moyen Âge sont aussi caractérisées par un « point secret » sous la dix-neuvième lettre des légendes. La ville fut dépossédée de son titre monétaire en septembre 1693, au profit de Caen.

### Temps modernes

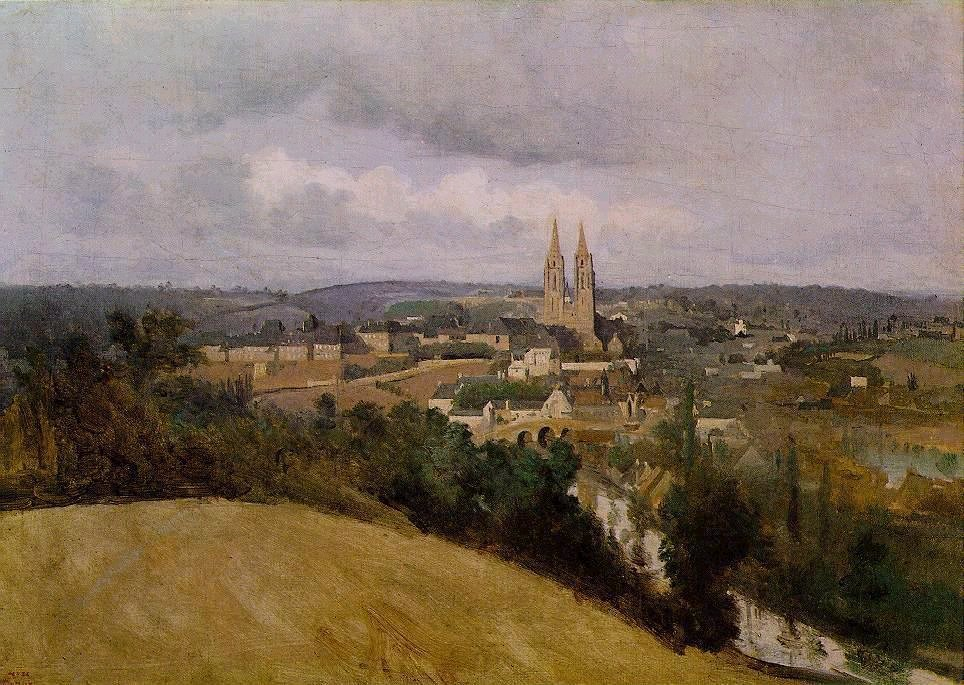
Jean-Baptiste Corot, La Vire à Saint-Lô (1850-1855), musée du Louvre.

La période de paix est de retour mais le Cotentin perd de son importance. François Ier est acclamé devant la porte du Neuf-Bourg en 1532. Au XVIe siècle, le protestantisme gagne la Manche. Saint-Lô possède une église réformée dès 1555 et les premiers livres imprimés sont des ouvrages protestants. Les huguenots, tenant Saint-Lô dont ils commencent à rétablir les fortifications, et Carentan, vont piller Coutances en 1562 et se saisissent de l'évêque Artus de Cossé-Brissac qui est traîné dans la ville de Saint-Lô sur un âne. Toujours en 1562, en fin d'année, les calvinistes furent chassés de la ville par les Bretons sous les ordres du comte d'Étampes, François II de Bretagne, qui, eux-aussi, commirent des dégâts dans la ville, qui revint à nouveau aux protestants. Mais alors que l'édit de pacification d'Amboise avait incité la ville à se soumettre à Charles IX de France, en février 1574, lors de la cinquième guerre de Religion, les protestants normands, avec à leur tête, Gabriel Ier de Montgommery, font de Saint-Lô leur quartier général. Les troupes conduites par le maréchal de Matignon assiègent la ville le 1er mai, montent à l'assaut dix jours après et s'en emparent le 10 juin. On compte plus de 500 morts dont le chef François de Bricqueville, seigneur de Colombières, mais le grand capitaine protestant Gabriel Ier de Montgomery s'échappe par la porte de la Dollée. Arthus de Cossé, évêque de Coutances, qui était en possession de la baronnie de Saint-Lô, et où il avait été malmené lors des guerres de Religion, échange celle-ci avec Jacques II de Matignon qui fait construire la citadelle. Son fils, Charles Goyon de Matignon, comte de Thorigny, sera baron de Saint-Lô et gouverneur de la place.

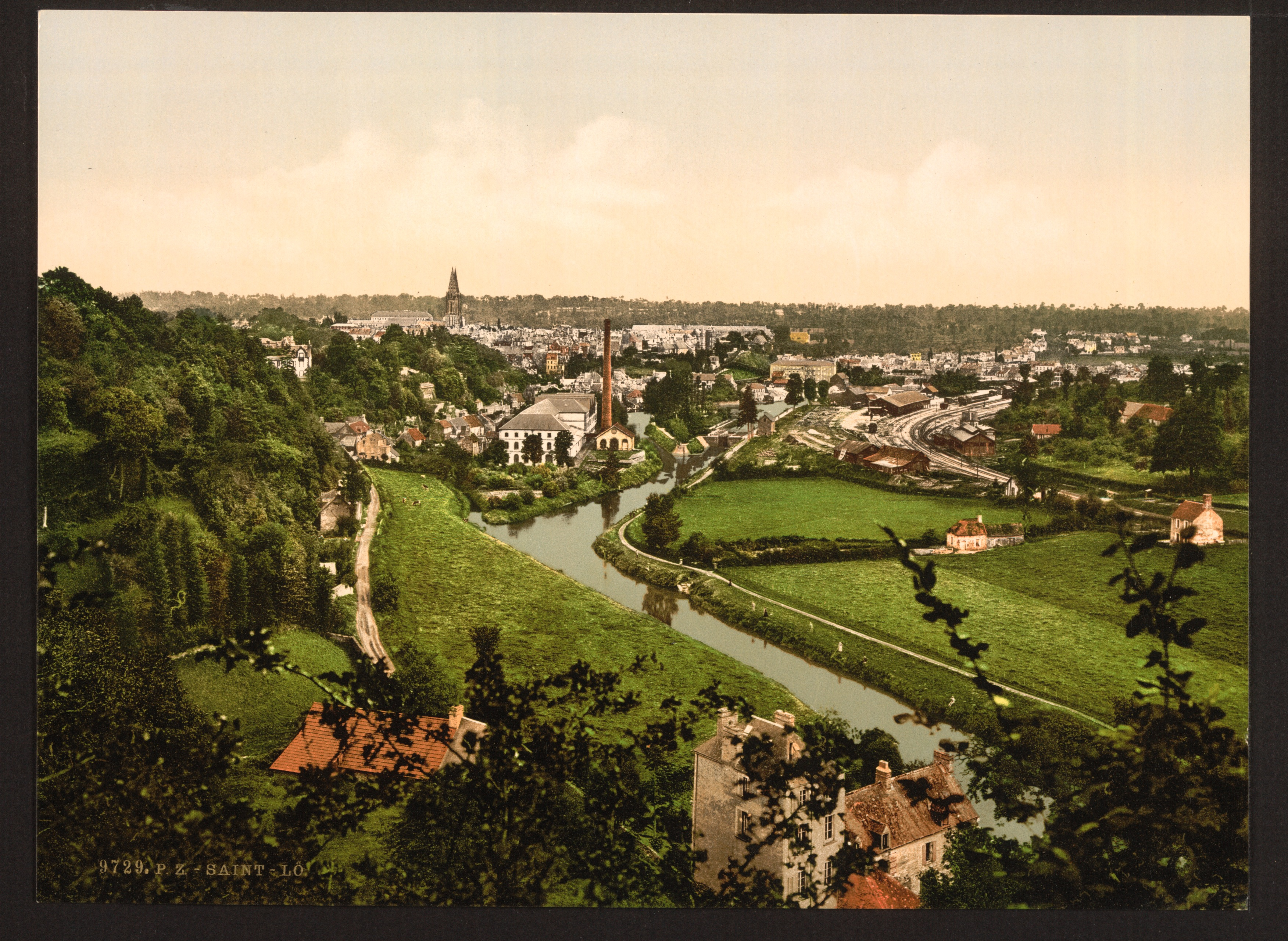
Vue générale de Saint-Lô vers 1890 (photochrome).

À la suite, Saint-Lô perd en 1580, le siège du présidial, transféré à Coutances, capitale du bailliage. La révolte des Nu-pieds secoue un peu la région en 1636, lorsque le gouvernement veut étendre la gabelle au Cotentin. La région prospère surtout dans la fabrication de bas de laine dits d'estame. En 1678, les reliques de saint Laud sont ramenées à Notre-Dame.
La baronnie de Saint-Lô possédait trois foires : la Madeleine, la Saint-Gilles et le jour de la Saint-Lô, et des marchés : le mardi, le jeudi et le samedi, selon un aveu, du 25 février 1670, de François de Matignon, comte de Thorigny et de Montmartin, seigneur et baron de Saint-Lô, conseiller du roi en ses conseils, chevalier de ses ordres, capitaine de 100 hommes d'armes de ses ordonnances, gouverneur des villes, châteaux et citadelles de Cherbourg, Granville et Saint-Lô, lieutenant général de ses armées et au gouvernement de Normandie.
La route royale entre Paris et Cherbourg, construite vers 1761, passe à Saint-Lô, facilitant le commerce.

### Révolution française et Empire
La Révolution française de 1789 bouleverse le découpage administratif de la France et le chef-lieu du département est temporairement fixé à Coutances entre 1794 et 1796. Saint-Lô prend le nom républicain de « rocher de la Liberté » et un arbre est planté sur le Champ-de-Mars. La ville est relativement épargnée pendant le régime de la Terreur et on ne compte que quelques heurts avec les chouans.
En 1800, Saint-Lô perd son statut de chef-lieu du département au profit de Coutances. La période napoléonienne voit la création du haras de Saint-Lô.
En mai 1811, Napoléon Ier s'y arrêtera, après avoir séjourné quatre jours à Cherbourg afin de surveiller l'avancement des travaux du port militaire.

### Époque contemporaine

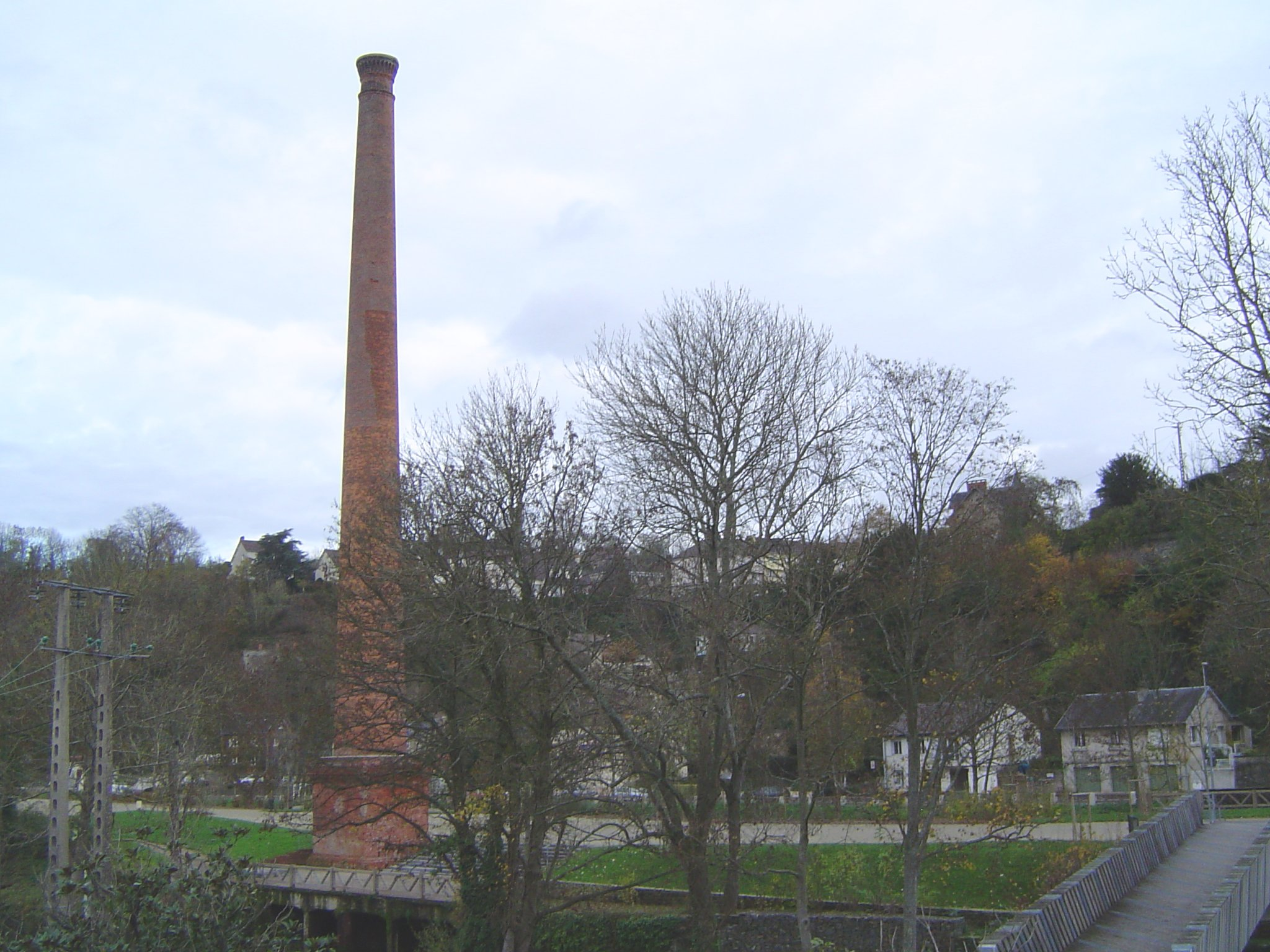
Seule la cheminée de la papeterie résista à l'incendie de 1930.

En 1827, Marie-Thérèse de France, duchesse d'Angoulême, passe par Saint-Lô et elle est frappée par la beauté du paysage. Elle projette alors de relier Saint-Lô à la mer en rendant la Vire navigable. La création du canal de Vire et Taute en 1833 permet d'établir la liaison entre Carentan et Saint-Lô. Puis, par ordonnance du 10 juillet 1835, la Vire est classée navigable. Le baron Alfred Mosselman construit un port à Saint-Lô en recrutant près de 250 détenus militaires et prisonniers espagnols. Un chantier de bateaux est créé et le trafic passe de 50 tonneaux en 1841 à plus de 132 en 1846. Mosselman lance alors des chalands et introduit sur la voie navigable la traction par les chevaux en aménageant des voies de halage. Plusieurs marchandises sont transportées mais principalement la tangue et la chaux provenant des carrières de Pont-Hébert et de Cavigny. Il fait ainsi passer la production de chaux de 1 233 tonnes en 1841 à 30 000 en 1858. En 1867, la papeterie de Valvire est construite près du déversoir et fabrique du papier d'emballage. Elle est détruite par un incendie en 1930 et, de l'usine, il ne reste plus que la cheminée.

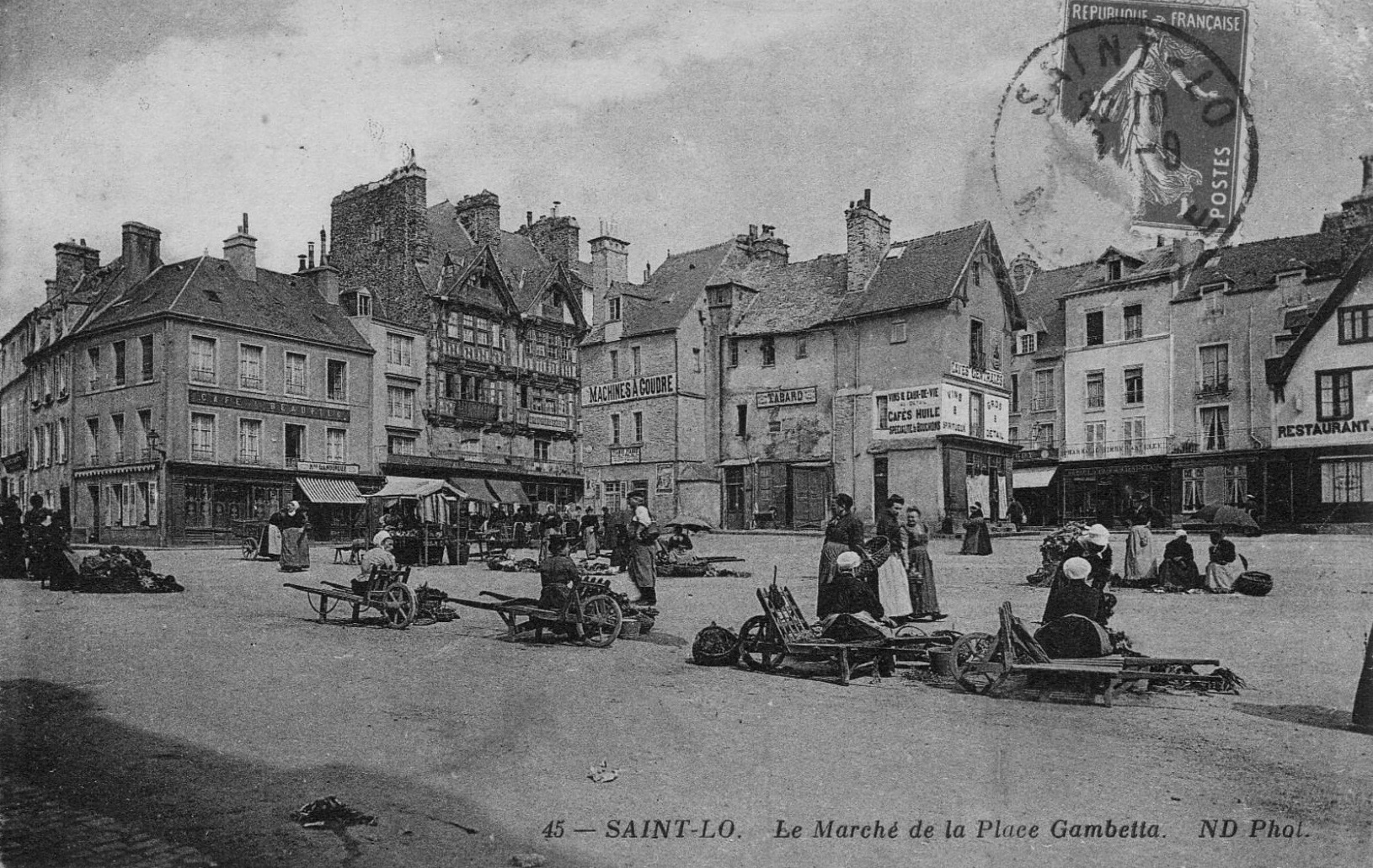
La place Gambetta un jour de marché avant les destructions de la Seconde Guerre mondiale.

Saint-Lô qui se tient à l'écart de la révolution industrielle est écartée du tracé de la ligne ferroviaire Paris-Cherbourg car ses habitants, ayant peur du progrès, refusent un tracé les reliant à Paris. Elle ne sera rattachée au réseau ferré qu'en 1860 via un tronçon partant de Lison sur la ligne Paris-Cherbourg. Au XIXe siècle, Saint-Lô, au cœur d'une riche région d'élevage, reste surtout un centre agricole et s'impose comme une grande place pour les foires aux animaux mais la peur de la population rurale vis-à-vis de la révolution industrielle bloque son développement. Le trafic fluvial ne voit transiter plus que 53 000 tonnes de marchandises dont seulement 6 % de denrées. On constate également une fuite dans le canal et la Vire est déclassée en 1926. La région subit un important exode rural et des pertes humaines de la guerre de 1870 et de la Première Guerre mondiale. La papeterie de Valvire brûle dans les années 1930 et ne sera jamais reconstruite. La démographie du département est très négative à partir de 1850. La ville aborde la Seconde Guerre mondiale dans une situation déclinante.
En 1914 et 1915, Saint-Lô accueille l’hôpital temporaire no 2 du 10e corps d’armée[réf. nécessaire].
L'affaire criminelle Jean Philippe se déroule à Saint-Lô, puis est jugée par la cour d'assises de la Manche, à Coutances le 9 décembre 1940.

#### Seconde Guerre mondiale

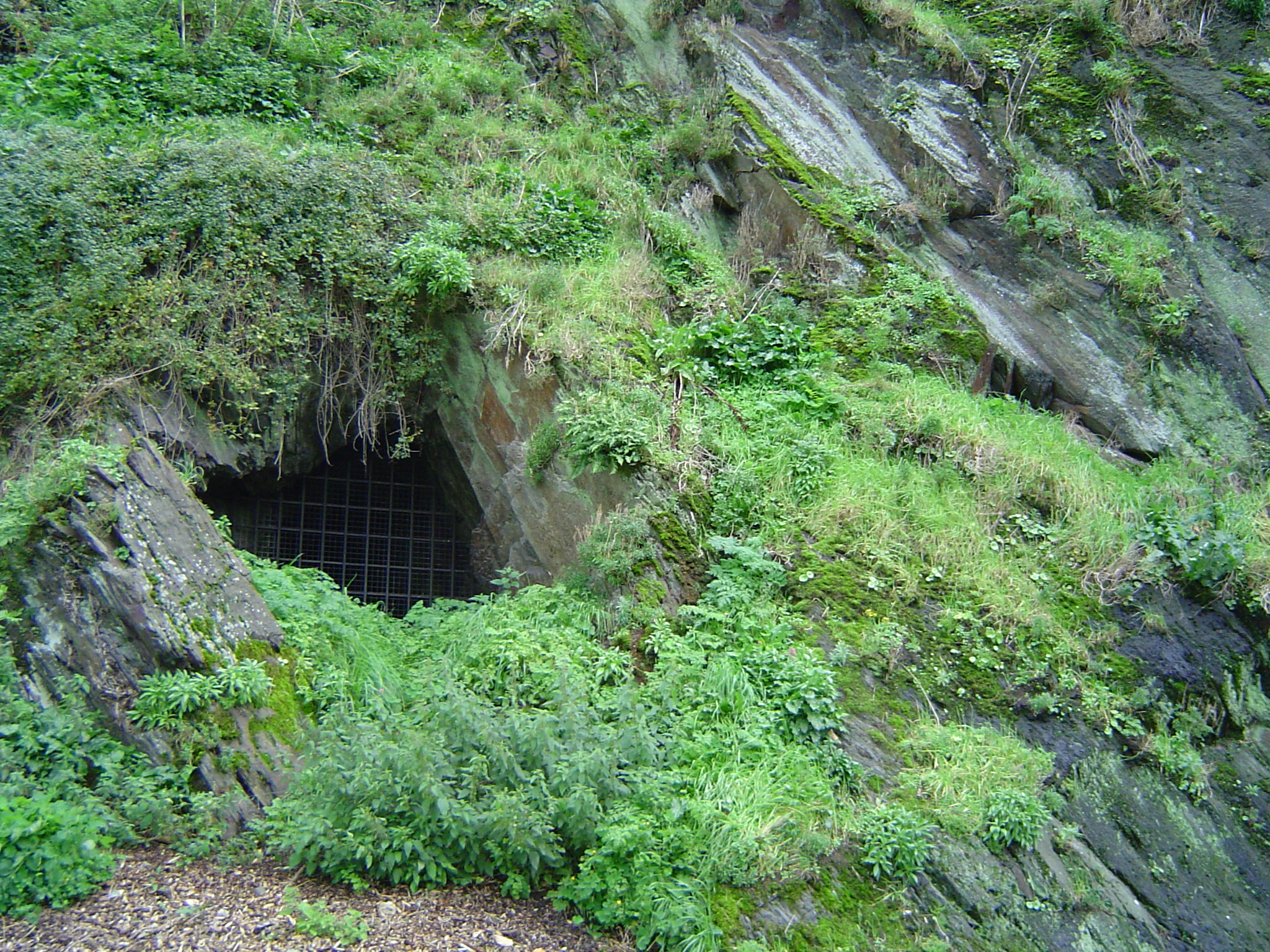
Entrée du souterrain dans les remparts.

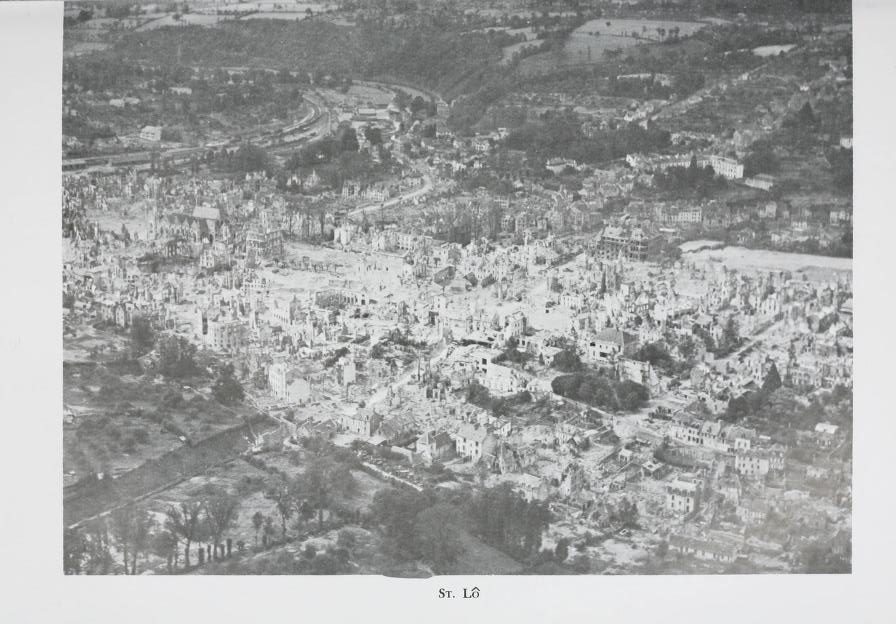
Vue aérienne après les bombardements de 1944.

La France est envahie en 1940 et la 7e Panzerdivision, commandée par Rommel, entre en Normandie. L'objectif étant la prise du port de Cherbourg, le centre manchois est épargné et Saint-Lô se rendra dans la nuit du 17 juin 1940. Pendant l'Occupation, la statue de la Laitière normande et le monument à Léonor-Joseph Havin (La Presse guide l'Enfance à la Vérité,1888), réalisés par Arthur Le Duc, sont vendus et fondus, malgré une opposition des élus locaux, sur ordre du gouvernement de Vichy. En mars 1943, les Allemands décident de creuser un souterrain sous le rocher. Pour l'heure, personne n'est capable de dire quelle aurait été l'utilité de ce souterrain et de celui creusé au même moment sous l'Institut d'Agneaux. Des ouvriers issus du STO seront requis jusqu'au début de la bataille de Normandie. Ensuite, le souterrain, en chantier, accueillera les malades de l'Hôtel-Dieu situé juste en face et une partie de la population saint-loise. Un soldat allemand est abattu en janvier 1944 et plusieurs Saint-Lois sont arrêtés ; cinéma, théâtre et bars sont fermés, les postes de TSF confisqués et le couvre-feu est avancé à 20 heures[réf. à confirmer].

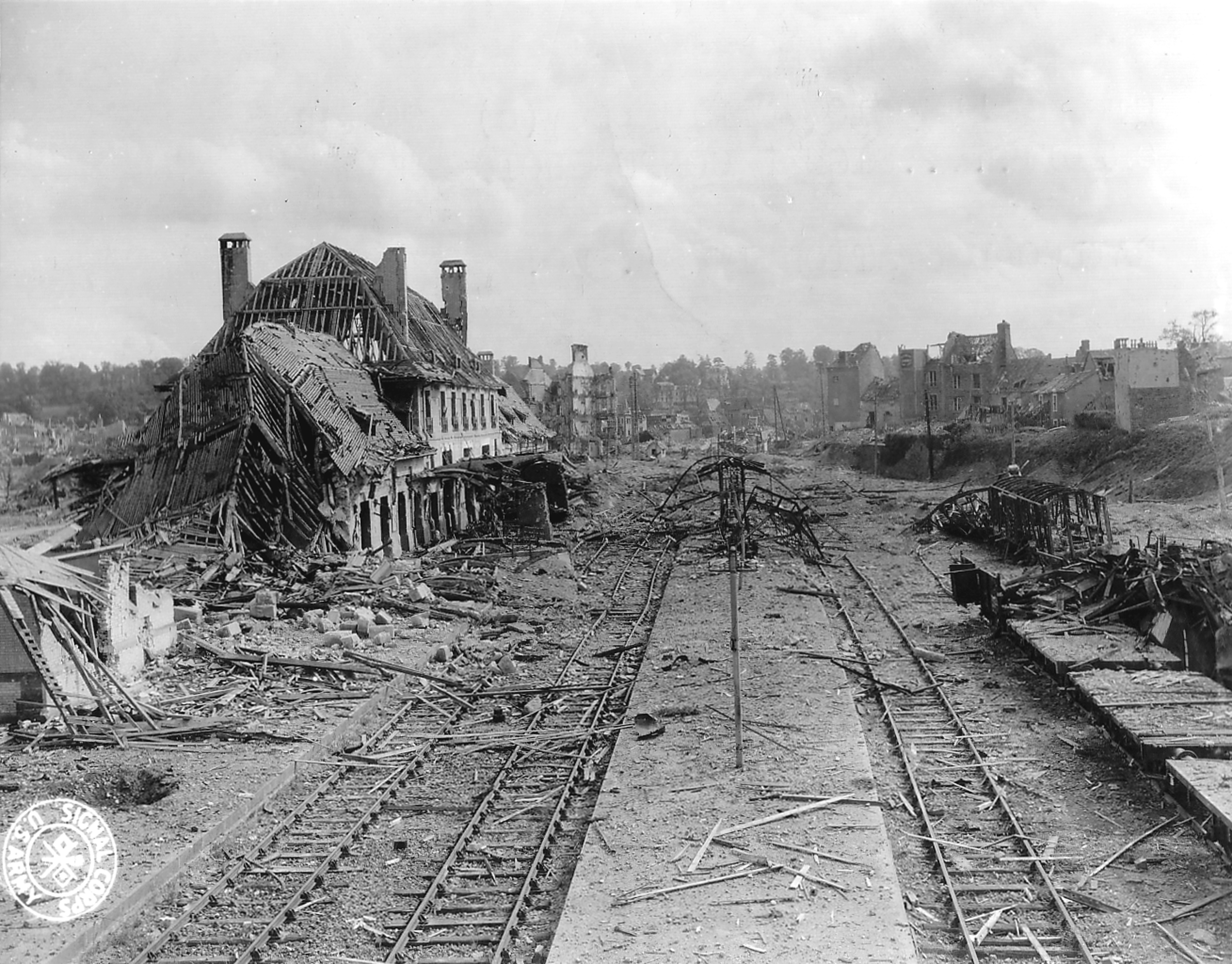
La gare de Saint-Lô détruite.

Pendant la Libération, Saint-Lô subit deux attaques lors de la bataille de Normandie. La première est le bombardement de la ville par les Américains dans la nuit du 6 au 7 juin 1944, qui cause la mort de 352 civils. La deuxième est le combat pour la libération de Saint-Lô, le 17 juillet, au cours de la bataille de Saint-Lô, la ville ayant été prise pour cible par l'artillerie allemande, qui maintenait ses positions au sud.
Détruit à 90 %, Saint-Lô est surnommé « la capitale des ruines ». C'est Samuel Beckett qui, dans un texte de 1946, popularise cette expression. L'écrivain irlandais est en effet passé par Saint-Lô en août 1944, où il a contribué à fonder un hôpital avec la Croix-Rouge irlandaise.
Après la guerre, Saint-Lô obtient la Légion d'honneur et la croix de guerre 1939-1945, le 2 juin 1948, avec pour citation « Chef-lieu du département de la Manche qui a su garder une entière confiance dans la destinée du pays. A subi dans la nuit du 6 au 7 juin, avec un calme héroïque, un bombardement aérien à un tel point massif que ses habitants ont pu se considérer comme citoyens de la capitale des ruines. » Ces distinctions lui sont remises le 6 juin 1948 par le président Vincent Auriol. Les deux communes désormais absorbées de Sainte-Croix-de-Saint-Lô et Saint-Thomas-de-Saint-Lô seront également décorées de la Croix de guerre 1939-1945, le 11 novembre 1948.

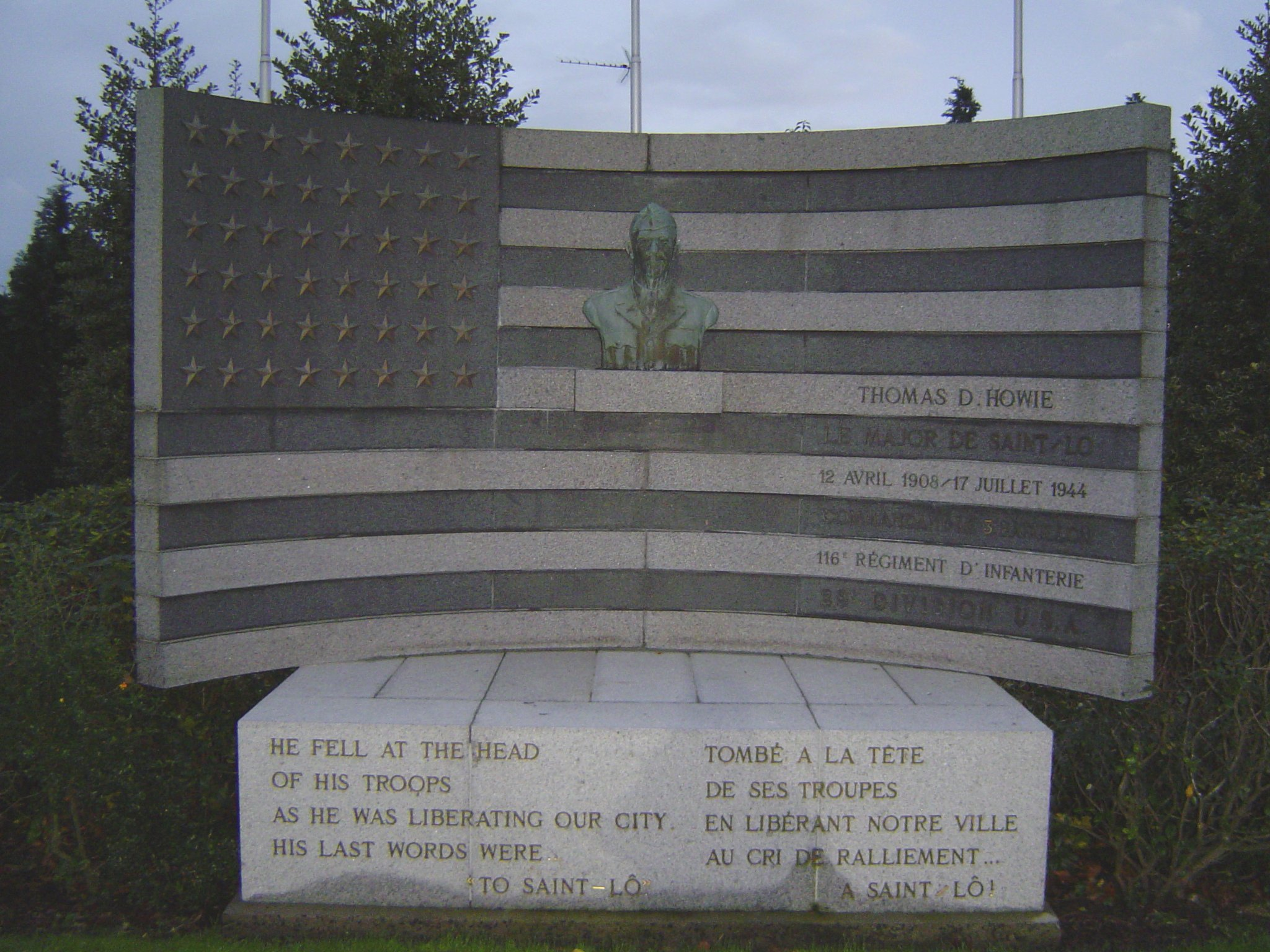
Mémorial du Major Howie.

#### L'après-guerre
(indiquez la date de pose grâce au paramètre date).
Détruit en quasi-totalité (97 %)[Passage contradictoire (Détruit à 90 % dans la sous-section précédente)], Saint-Lô reçoit le surnom peu enviable de « capitale des ruines », expression attribuée à Bernard Jacqueline. C'est la raison qui pousse le préfet des ruines Édouard Lebas à s'établir à Coutances. Cette appellation de capitale des ruines est reprise par Samuel Beckett dans son texte The Capital of Ruins du 10 juin 1946, qu'il rédige pour la Radio Eirean, prouvant combien il reste marqué par ce qu'il a vu et fait à Saint-Lô. L'église Notre-Dame, située sur les remparts, porte encore aujourd'hui les stigmates des bombardements et des affrontements sanglants qui eurent lieu. La population revient timidement dans la ville. On dénombre 180 habitants le 12 août 1944 mais les autorités américaines décident de ne pas délivrer d'autorisation de résidence et de tickets de ravitaillement. Commence un long travail de déblaiement, notamment des cadavres des habitants et des soldats, qui durera jusqu'au 15 octobre 1944. Cependant, les responsables hésitent à reconstruire Saint-Lô ; en effet, certains ont la volonté de laisser les ruines comme un témoignage de cité martyre et de reconstruire plus loin un nouveau Saint-Lô. La population refuse, préférant habiter de nouveau sa ville.

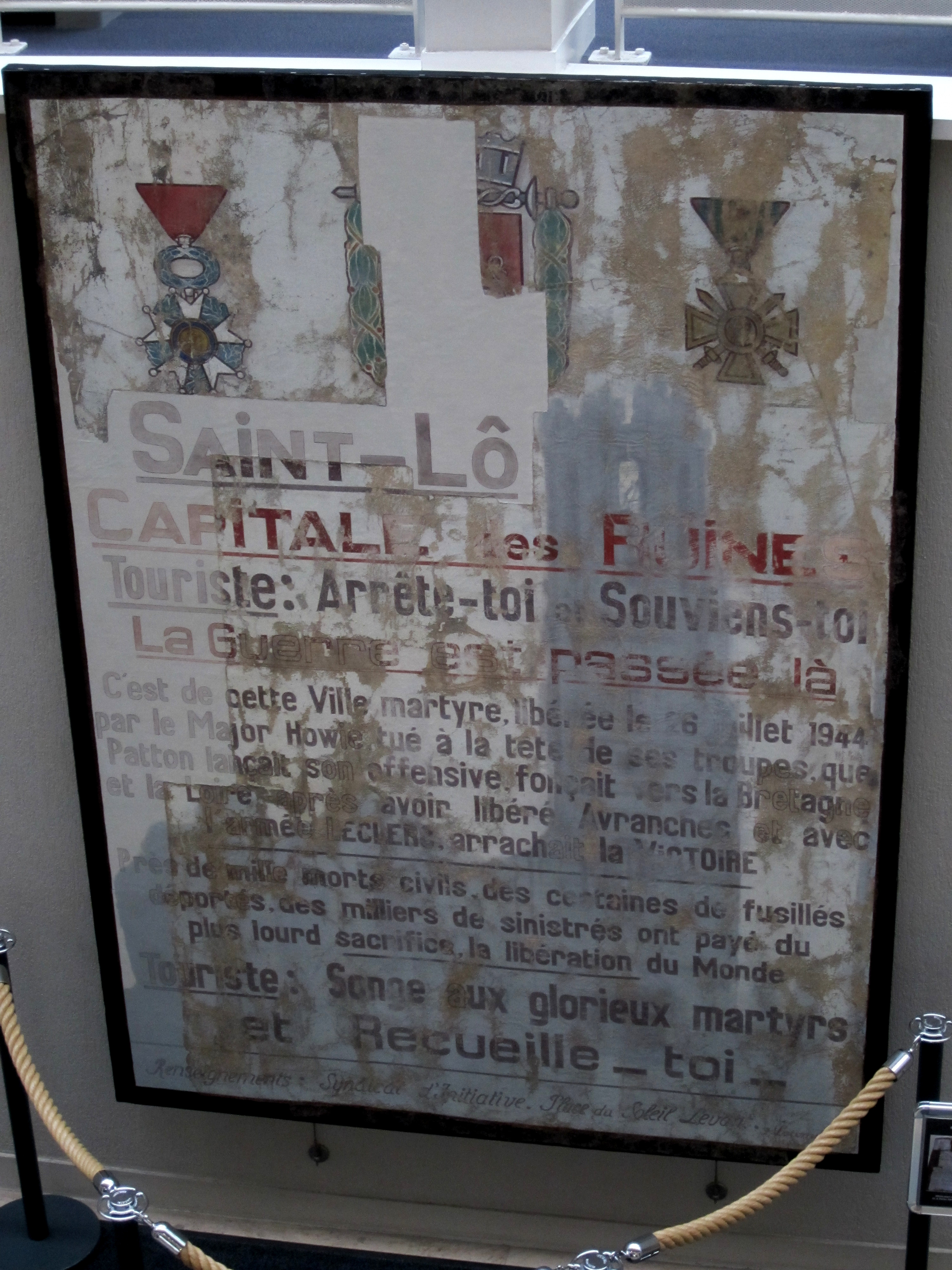
Saint-Lô, capitale des ruines.

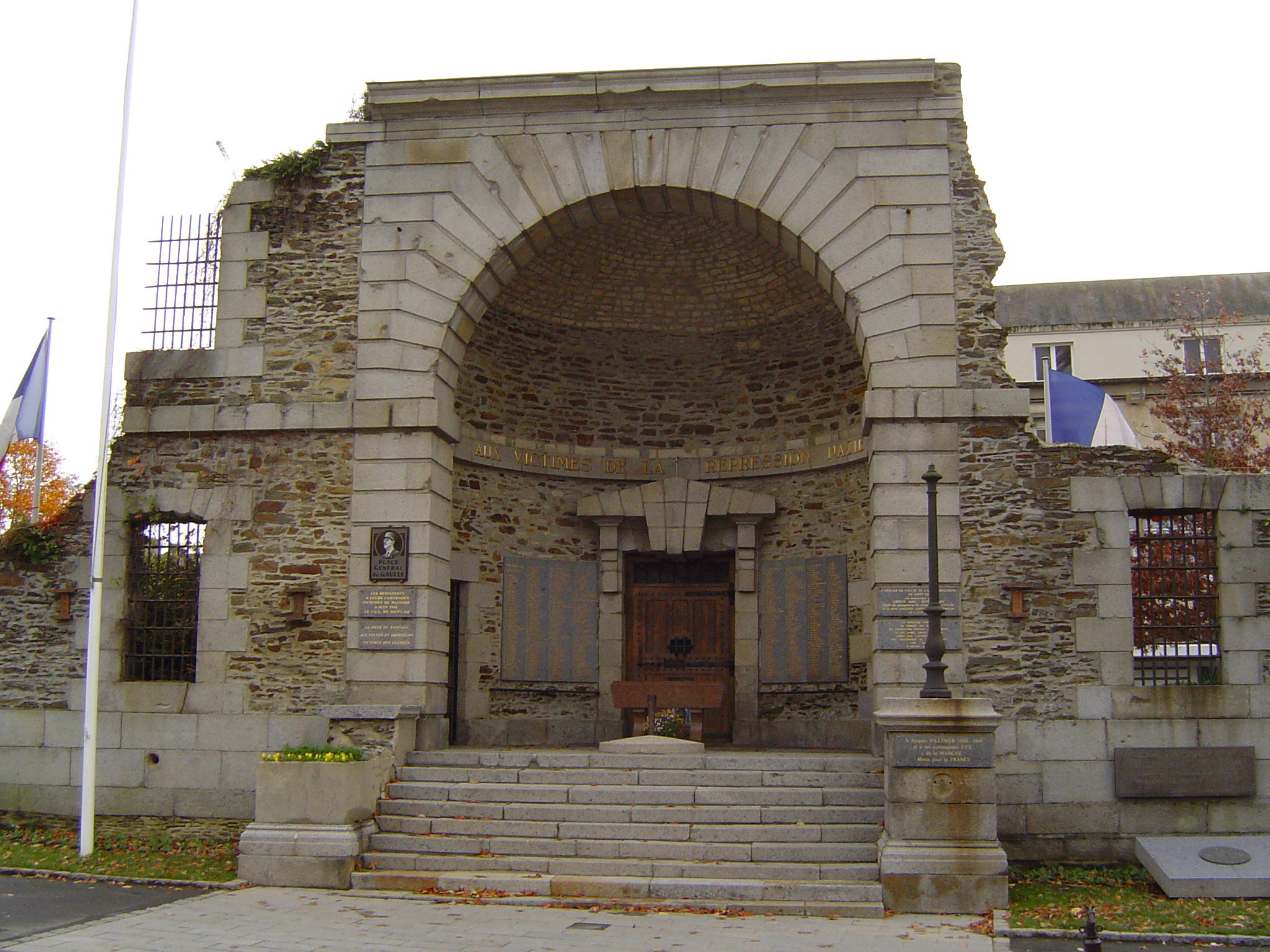
Vestige de l'ancienne prison.

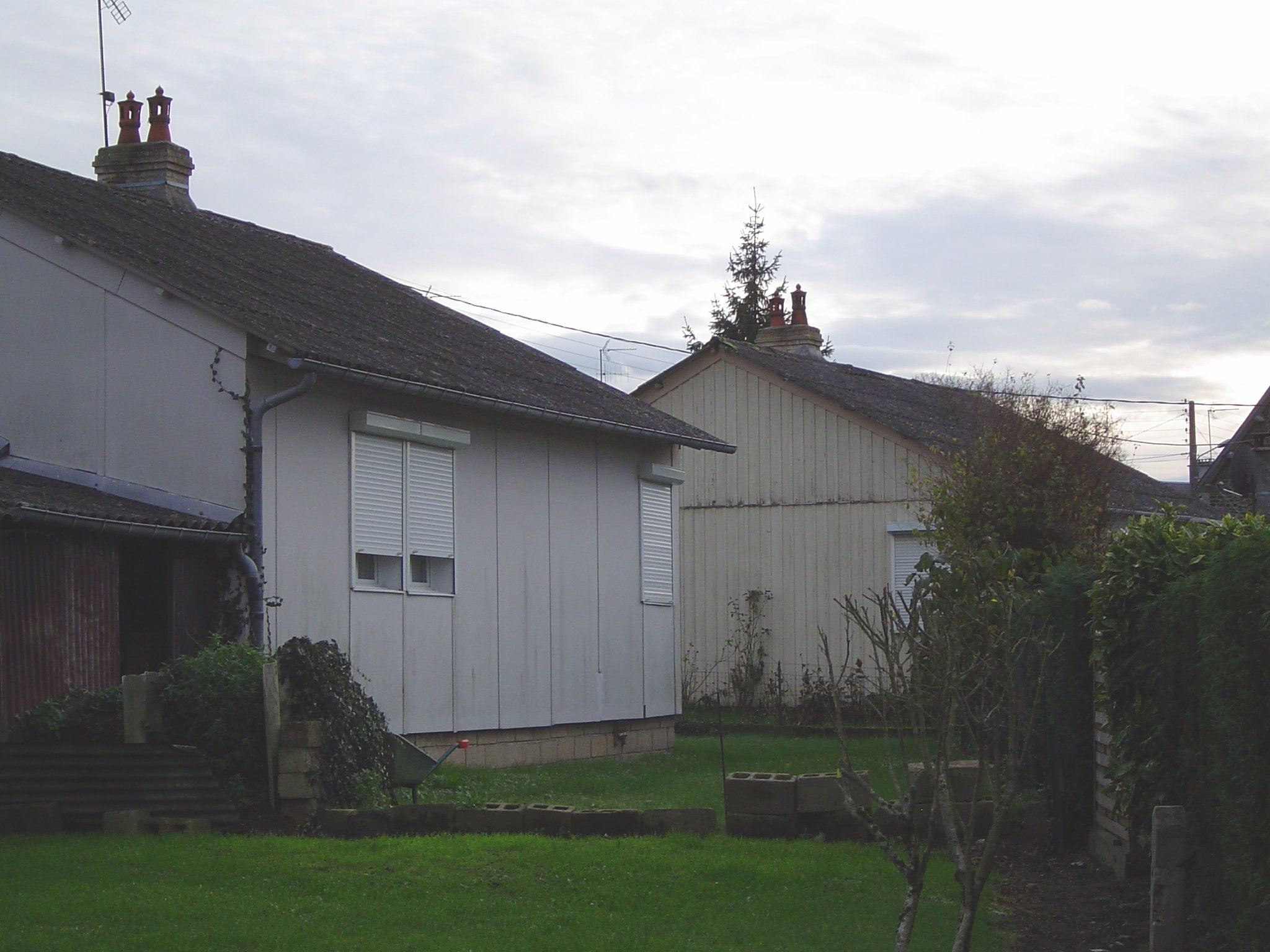
Il ne reste plus beaucoup de traces des baraques en bois.

En avril 1945, le ministre de la Reconstruction Raoul Dautry préconise la construction de baraques provisoires en bois. Ces baraques sont construites grâce à la générosité des dons. Ainsi, l'association du Don suisse débloque un crédit de 620 000 francs suisses pour construire des habitations et un centre social. Le 10 octobre 1949, la Suisse offre un lingot d'or à la ville qui rapportera 649 490 francs. On compte en 1948 dix cités, parfois composées de plus de 70 maisons. Les baraques sont livrées en kit et il suffit de les monter sur place. Chacune a des spécificités différentes selon son origine (suédoise, finlandaise, suisse, française, américaine, canadienne). La Croix-Rouge irlandaise participe à la construction d'un hôpital constitué de 25 bâtiments (situé au niveau du collège Pasteur) et débarque 174 tonnes de matériel. L’hôpital est inauguré le dimanche 7 avril 1946 et l'équipe médicale irlandaise quitte Saint-Lô au début de janvier 1947. Cet hôpital, composé de baraques en bois, fonctionnera jusqu'en 1956.

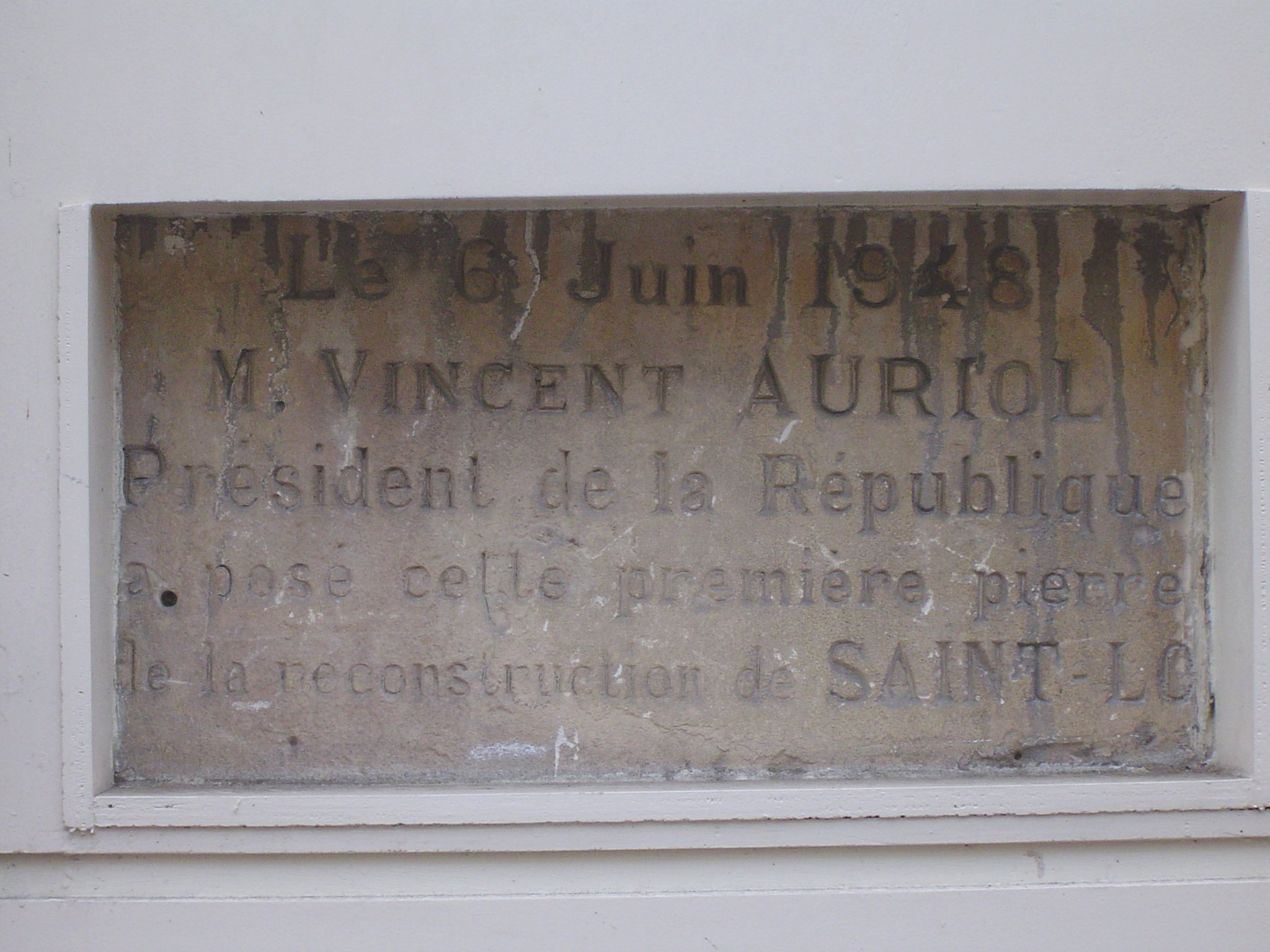
La première pierre de la Reconstruction, visible sur un bâtiment de la rue Saint-Thomas.

En 1948, il faut reconstruire en dur Saint-Lô. Cela se fait sur la base des plans conçus par l'architecte en chef de la reconstruction André Hilt (décédé accidentellement en février 1946), qui avait proposé de conserver la trame générale de la ville en l'adaptant aux besoins modernes. Ce principe est retenu par son successeur, Marcel Mersier, qui ne revient pas sur les grandes lignes du programme mais qui s'attache à le rendre moins rigide. Le président Vincent Auriol pose la première pierre quatre ans tout juste après le débarquement.

Les Américains, à l'origine du bombardement, décident de construire un hôpital moderne. Les plans sont réalisés par l'architecte Paul Nelson, décidé à construire un bâtiment de style contemporain. Il est situé route de Villedieu. Les travaux commencent dès 1949, et sont achevés le 10 mai 1956. Une mosaïque monumentale est réalisée par Fernand Léger, qui rend hommage à la paix et à l'amitié franco-américaine : deux mains se tendent vers le Cotentin symbolisé par une branche de pommier en fleur. Le 29 novembre 1949, le journaliste Frédéric Pottecher soumet l'hypothèse de ne pas déplacer la préfecture de la Manche à Saint-Lô. Il faut dire que pendant la reconstruction, celle-ci est placée temporairement à Coutances. L'ensemble de la population réagit et une pétition recueillie plus de 2 400 signatures : dans le journal Le Réveil, un article cite : 

« Revenez donc à Saint-Lô, Monsieur ! Pas pour l'enterrement, mais pour voir la préfecture, les chantiers, les plans, le cran des sinistrés. Vous verrez avec quelle ardeur les Saint-Lois sauront vous botter les fesses. »

 La préfecture reviendra à Saint-Lô en 1953 dans de nouveaux locaux.

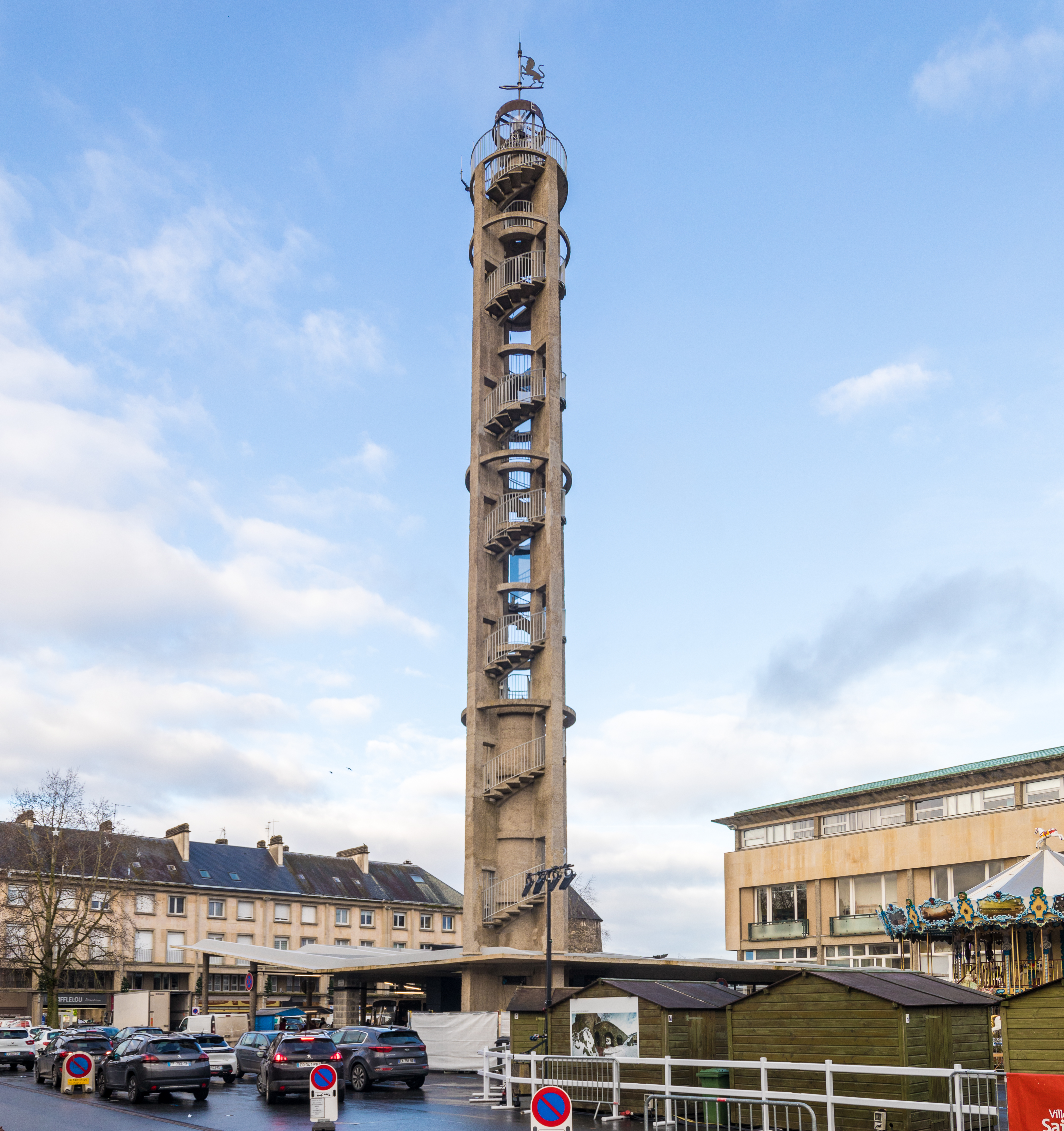
Beffroi de la place.

Saint-Lô est reconstruit. Le style dominant est un néo-régionalisme fonctionnaliste où le béton domine. Son caractère daté et monotone sera bientôt critiqué. Si ce choix, dicté par les circonstances et les problèmes immédiats du logement des Saint-Lois, laisse des regrets aujourd'hui, il fait de Saint-Lô, à une plus petite échelle que Le Havre ou Lorient, l'un des témoignages les plus frappants de la période de la Reconstruction. Dans quelques rues subsistent des vestiges du vieux Saint-Lô : quelques maisons rue du Neufbourg, rue Croix-Canuet et Falourdel, rue Saint-Georges et Porte au Four. Cette dernière rue abrite le dernier chemin médiéval de Saint-Lô. En 1964, Saint-Lô absorbe deux communes voisines, Sainte-Croix-de-Saint-Lô (660 habitants en 1962, à l'est du territoire) et Saint-Thomas-de-Saint-Lô (306 habitants, au sud). La commune profite de l'essor économique des Trente Glorieuses et la population s'accroît de 30 % entre 1968 et 1975. On construit des quartiers d'immeubles dans le vallon de la Dollée. Le théâtre, quant à lui, avait été inauguré en 1963.

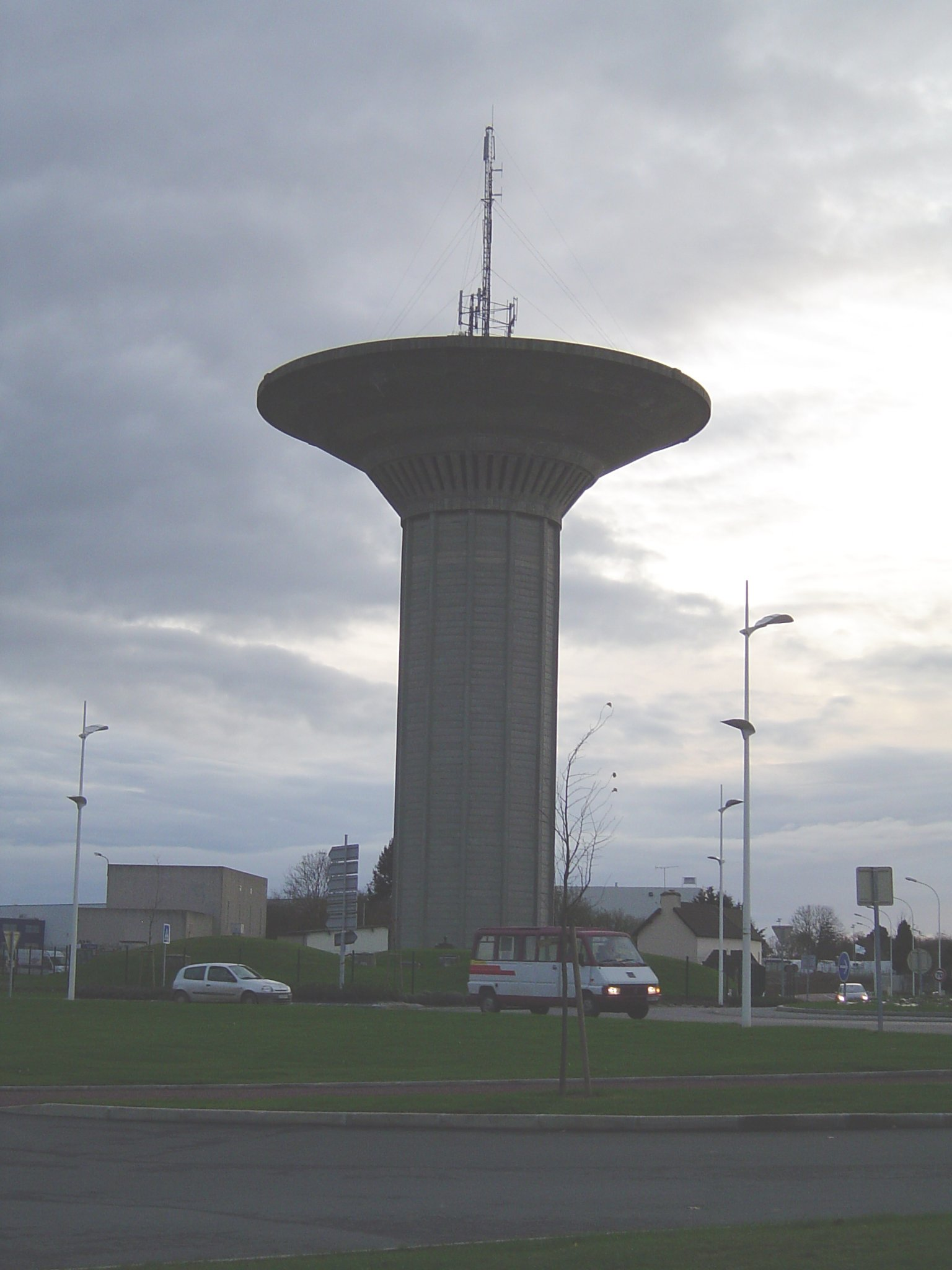
Château d'eau des Ronchettes.

Le château d'eau est construit en 1973 aux Ronchettes suivant un procédé peu ordinaire pour l'époque, puisque le réservoir (ressemblant très fortement à une coupole d'OVNI) a été construit au niveau du sol, puis monté, au fur et à mesure que les anneaux composant son corps étaient fabriqués, par un système de vérins. Son élévation permettra bien plus tard d'être un point d'implantation de réseaux de télécommunications (téléphone mobile, WiMAX, et radio FM).
Face à une hausse de la démographie dans les années 1970, le quartier du Val Saint-Jean s'urbanise sur une surface de 25 hectares avec la création du centre social Mersier. Classé quartier prioritaire, il bénéficiera d'un vaste programme Anru de rénovation dans les années 2010 avec la destruction de neuf barres d'immeubles rassemblant 223 logements.
Lancée à l’initiative du maire Jean Patounas, la construction du centre culturel sur la place du Champ-de-Mars est confiée en 1987 à l'architecte Eugène Leseney avec un achèvement des travaux en 1989. La médiathèque sera largement réaménagée trente ans plus tard
La place de l'Hôtel-de-Ville est complètement réaménagée dans les années 1990. La ville organise à l'occasion du cinquantième anniversaire du débarquement une grande manifestation. Les bords de la Vire sont réaménagés avec la réhabilitation du chemin du halage et la création d'une plage verte, place du Quai-à-Tangue. Une gabare a été reconstruite et a sillonné le cours d'eau, comme pour se souvenir de l'ancienne activité fluviale pour être finalement remisée en 2009.

#### XXIesiècle
En 2004, la zone champêtre du Bois-Jugan est urbanisée, avec la création d'habitations dans un cadre de préservation d'espaces verts et d'un grand centre aquatique. Un ascenseur urbain d'une hauteur de 29 mètres est mis en service le 10 juin 2009 au niveau du mont Russel pour relier la ville au bas de la Dollée. En 2025, un projet de réseau de chaleur urbain porté par Idex et alimenté par la biomasse est annoncé pour desservir une soixantaine de bâtiments en 2027.

## Politique et administration
L’ensemble formé par l’hôtel de ville et le beffroi-marché couvert est construit par Marcel Mersier, architecte en chef de la Reconstruction de la ville à la suite des bombardements ayant massivement détruit Saint-Lô en juin et juillet 1944.
La mise au point architecturale de ces bâtiments municipaux, dont la construction est financée par les dommages de guerre, dure plusieurs années et évolue d’un projet régionaliste (avec un beffroi imitant ceux du nord de la France) vers un style plus moderniste qui prend en compte la nature et le paysage grâce à différents aménagements paysagers.
Le 13 août 2018, l'ensemble architectural de l'hôtel de ville, du beffroi et de la halle est inscrit au titre des monuments historiques.

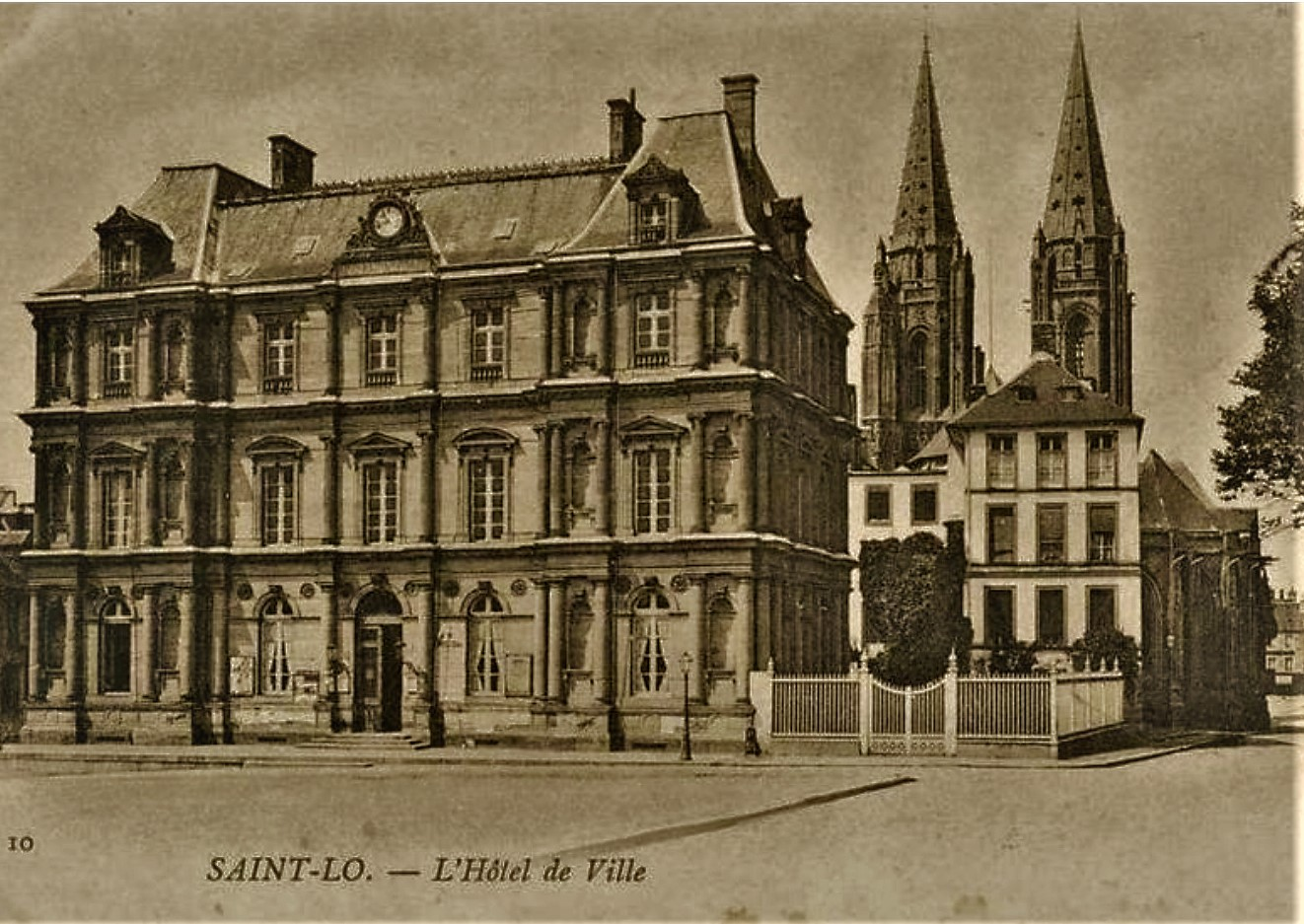
L'ancien hôtel de ville.
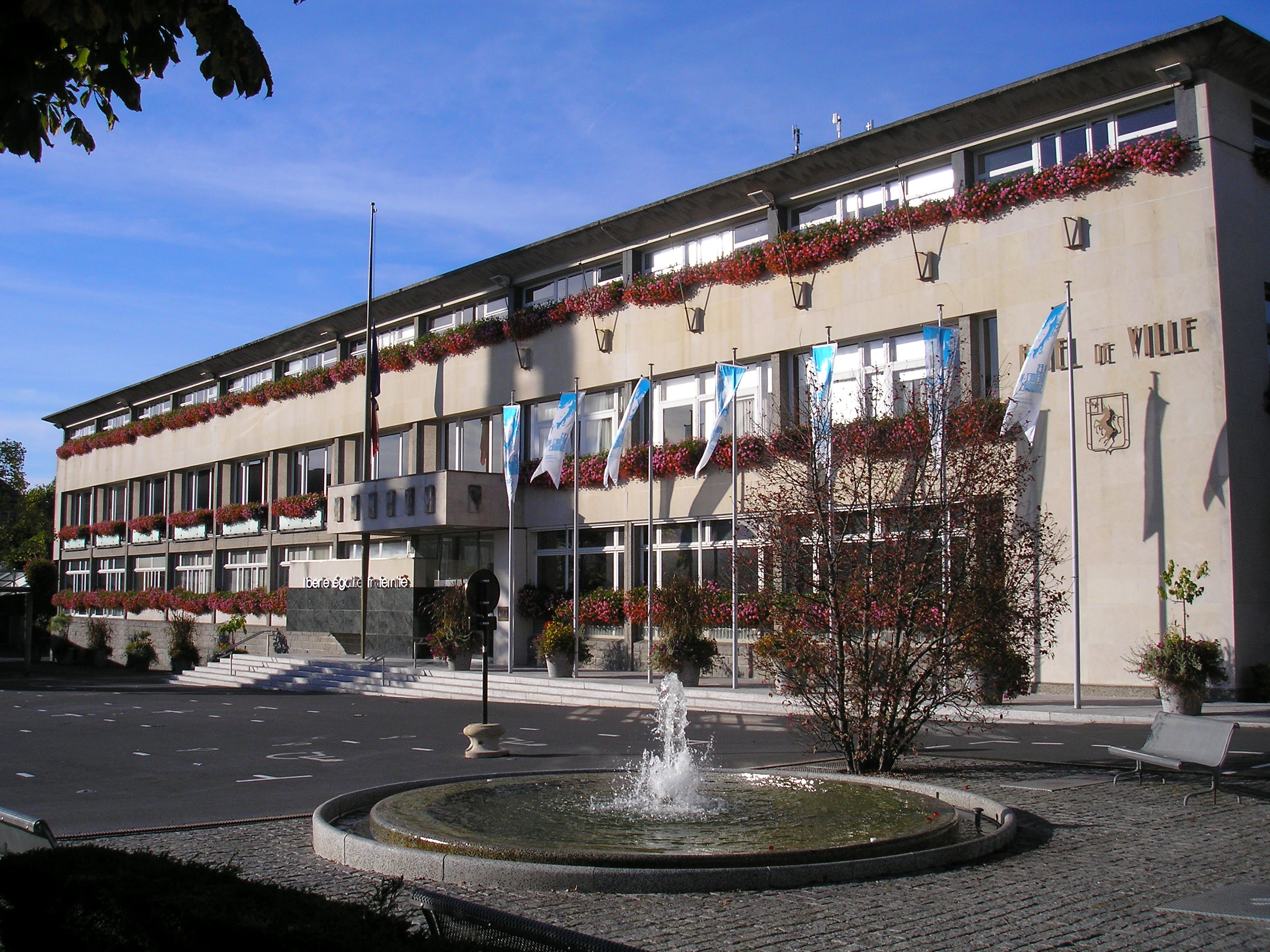
L'actuel hôtel de ville.

### Liste des maires
| Période        | Période      | Identité           | Étiquette    | Qualité                                                     |
| -------------- | ------------ | ------------------ | ------------ | ----------------------------------------------------------- |
| 18 mai 1945    | 4 mai 1953   | Georges Lavalley   | RGR-DVG      | Négociant                                                   |
| 4 mai 1953     | 29 mars 1971 | Henri Liébard      |              | Ingénieur T.P.E.                                            |
| 29 mars 1971   | 31 mars 1977 | Jean Patounas      | RI           | Chirurgien                                                  |
| 31 mars 1977   | 11 mars 1983 | Bernard Dupuis     | PS           | Ingénieur agricole                                          |
| 11 mars 1983   | 24 mars 1989 | Jean Patounas      | UDF-PR       | Chirurgien                                                  |
| 24 mars 1989   | 15 juin 1995 | Bernard Dupuis     | PS           | Ingénieur agricole                                          |
| 15 juin 1995   | 6 avril 2014 | François Digard    | RPR puis UMP | Conseiller en publicité                                     |
| 6 avril 2014,  | juillet 2020 | François Brière    | DVD          | Professeur de droit Vice-président du conseil départemental |
| 5 juillet 2020 | En cours     | Emmanuelle Lejeune | SE-DVC       | Conseillère pédagogique                                     |

### Jumelages et parrainage
La ville de Saint-Lô est jumelée avec :
- Saint-Ghislain (Belgique) depuis le 9 septembre 1962 ;
- Aalen (Allemagne) depuis le 3 juin 1979 ;
- Christchurch (Royaume-Uni) depuis le 20 avril 1985 ;
- Roanoke (États-Unis) depuis le 19 juin 1999.

Saint-Lô est marraine du patrouilleur La Tapageuse, patrouilleur de la Marine nationale française de classe P400 destiné aux tâches de protection des zones économiques exclusives ou de service public.

## Population et société

### Démographie
L'évolution du nombre d'habitants est connue à travers les recensements de la population effectués dans la commune depuis 1793. Pour les communes de plus de 10 000 habitants les recensements ont lieu chaque année à la suite d'une enquête par sondage auprès d'un échantillon d'adresses représentant 8 % de leurs logements, contrairement aux autres communes qui ont un recensement réel tous les cinq ans,.
En 2022, la commune comptait 19 352 habitants, en évolution de +2,06 % par rapport à 2016 (Manche : −0,31 %, France hors Mayotte : +2,11 %).
| 1793  | 1800  | 1806  | 1821  | 1831  | 1836  | 1841  | 1846  | 1851  |
| ----- | ----- | ----- | ----- | ----- | ----- | ----- | ----- | ----- |
| 7 304 | 6 987 | 7 601 | 8 271 | 8 421 | 9 065 | 8 951 | 9 185 | 9 682 |

| 1856  | 1861  | 1866  | 1872  | 1876  | 1881   | 1886   | 1891   | 1896   |
| ----- | ----- | ----- | ----- | ----- | ------ | ------ | ------ | ------ |
| 9 768 | 9 810 | 9 693 | 9 287 | 9 706 | 10 121 | 10 580 | 11 445 | 11 121 |

| 1901   | 1906   | 1911   | 1921   | 1926   | 1931   | 1936   | 1946  | 1954   |
| ------ | ------ | ------ | ------ | ------ | ------ | ------ | ----- | ------ |
| 11 604 | 12 181 | 11 855 | 10 661 | 10 718 | 10 985 | 11 814 | 6 010 | 11 778 |

| 1962   | 1968   | 1975   | 1982   | 1990   | 1999   | 2006   | 2011   | 2016   |
| ------ | ------ | ------ | ------ | ------ | ------ | ------ | ------ | ------ |
| 15 388 | 18 615 | 23 221 | 23 212 | 21 546 | 20 090 | 19 643 | 18 874 | 18 961 |

| 2021   | 2022   | - | - | - | - | - | - | - |
| ------ | ------ | - | - | - | - | - | - | - |
| 19 373 | 19 352 | - | - | - | - | - | - | - |

| 1793 | 1800 | 1806 | 1821 | 1831 | 1836 | 1841 | 1846 | 1851 |
| ---- | ---- | ---- | ---- | ---- | ---- | ---- | ---- | ---- |
| 718  | 750  | 767  | 820  | 752  | 706  | 763  | 757  | 765  |

| 1856 | 1861 | 1866 | 1872 | 1876 | 1881 | 1886 | 1891 | 1896 |
| ---- | ---- | ---- | ---- | ---- | ---- | ---- | ---- | ---- |
| 767  | 739  | 722  | 715  | 731  | 676  | 676  | 674  | 682  |

| 1901 | 1906 | 1911 | 1921 | 1926 | 1931 | 1936 | 1946 | 1954 |
| ---- | ---- | ---- | ---- | ---- | ---- | ---- | ---- | ---- |
| 729  | 744  | 701  | 553  | 608  | 632  | 607  | 605  | 658  |

| 1962 | - | - | - | - | - | - | - | - |
| ---- | - | - | - | - | - | - | - | - |
| 660  | - | - | - | - | - | - | - | - |

| 1793 | 1800 | 1806 | 1821 | 1831 | 1836 | 1841 | 1846 | 1851 |
| ---- | ---- | ---- | ---- | ---- | ---- | ---- | ---- | ---- |
| 397  | 411  | 402  | 316  | 316  | 288  | 325  | 308  | 325  |

| 1856 | 1861 | 1866 | 1872 | 1876 | 1881 | 1886 | 1891 | 1896 |
| ---- | ---- | ---- | ---- | ---- | ---- | ---- | ---- | ---- |
| 353  | 307  | 303  | 330  | 310  | 305  | 286  | 270  | 312  |

| 1901 | 1906 | 1911 | 1921 | 1926 | 1931 | 1936 | 1946 | 1954 |
| ---- | ---- | ---- | ---- | ---- | ---- | ---- | ---- | ---- |
| 282  | 276  | 266  | 250  | 278  | 283  | 266  | 339  | 328  |

| 1962 | - | - | - | - | - | - | - | - |
| ---- | - | - | - | - | - | - | - | - |
| 306  | - | - | - | - | - | - | - | - |

### Pyramide des âges
La population de la commune est relativement jeune.
En 2018, le taux de personnes d'un âge inférieur à 30 ans s'élève à 35,6 %, soit au-dessus de la moyenne départementale (31,2 %). À l'inverse, le taux de personnes d'âge supérieur à 60 ans est de 29,6 % la même année, alors qu'il est de 31,6 % au niveau départemental.
En 2018, la commune comptait 8 682 hommes pour 10 342 femmes, soit un taux de 54,36 % de femmes, largement supérieur au taux départemental (51,21 %).
Les pyramides des âges de la commune et du département s'établissent comme suit.
| Hommes | Classe d’âge | Femmes |
| ------ | ------------ | ------ |
| 1,1    | 90 ou +      | 2,6    |
| 7,8    | 75-89 ans    | 12,1   |
| 16,3   | 60-74 ans    | 18,6   |
| 18,4   | 45-59 ans    | 18,7   |
| 17,2   | 30-44 ans    | 15,5   |
| 23,5   | 15-29 ans    | 19,8   |
| 15,8   | 0-14 ans     | 12,8   |

| Hommes | Classe d’âge | Femmes |
| ------ | ------------ | ------ |
| 1      | 90 ou +      | 2,6    |
| 8,8    | 75-89 ans    | 12,1   |
| 20,3   | 60-74 ans    | 20,8   |
| 20,7   | 45-59 ans    | 19,8   |
| 17     | 30-44 ans    | 15,9   |
| 15,5   | 15-29 ans    | 13,4   |
| 16,7   | 0-14 ans     | 15,4   |

### Culture et spectacle

#### Lieux

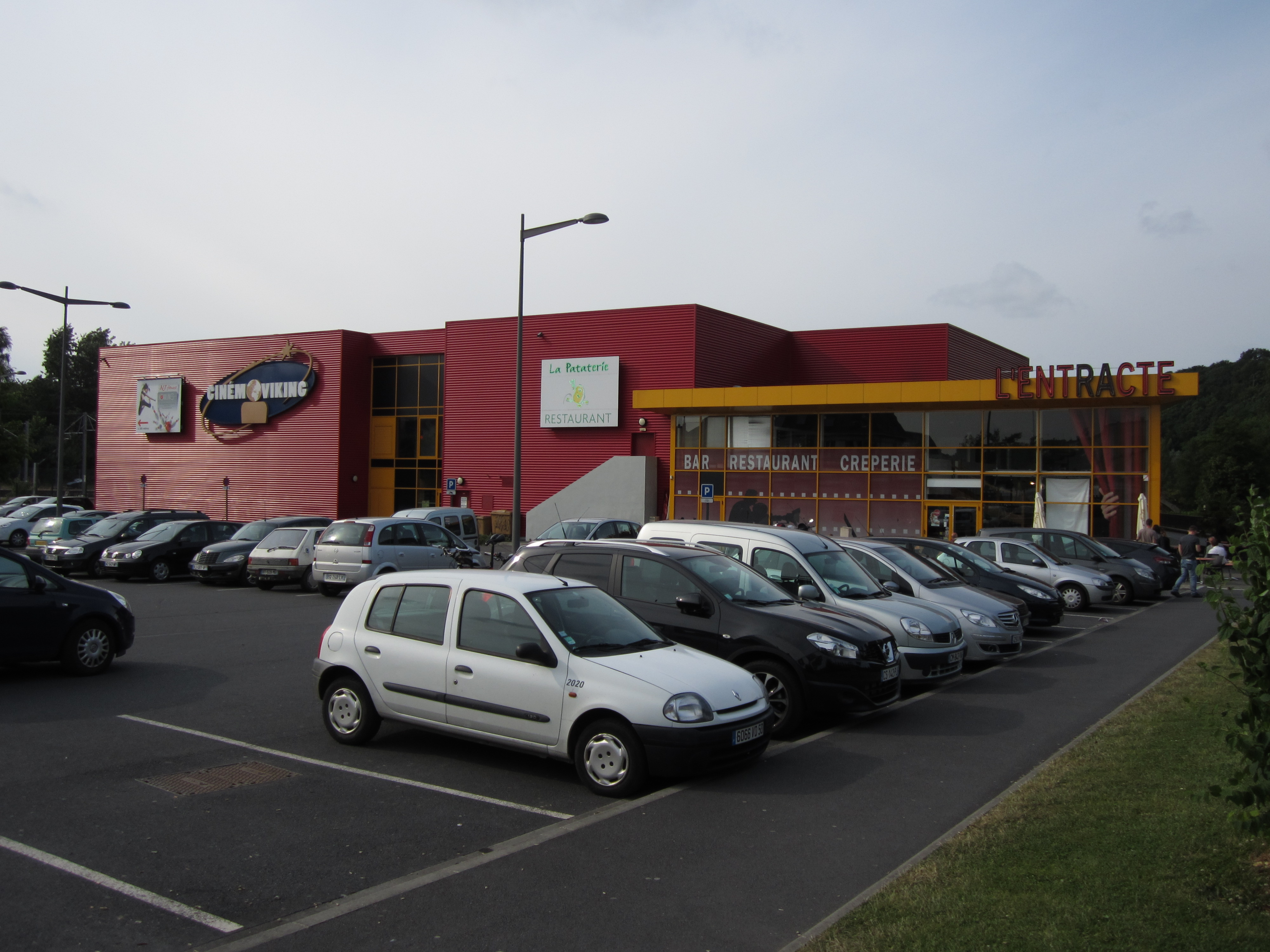
CinéMoViking.

- Centre culturel Jean-Lurçat : médiathèque (rouvert dans sa nouvelle configuration), musée des beaux-arts, auditorium, école de dessin.
- Centre Nelson-Mandela.
- Maison des associations Calmette-et-Guérin.
- École de musique municipale.
- Théâtre Roger-Ferdinand.
- Le Normandy : salle de concert de rock et de musiques actuelles.
- Lieu pluri-artistique Art Plume au vallon de la Dollée.
- Cinéma CinéMoViking a ouvert le 1er avril 2009, esplanade Jean-Grémillon. Cet établissement est le premier cinéma de Basse-Normandie à proposer des films en 3D[108].

Depuis début décembre 2019, la salle 1 est dotée d’un projecteur 4K. Elle est équipée depuis juin 2020 de la technologie sonore Dolby Atmos.

#### Événements

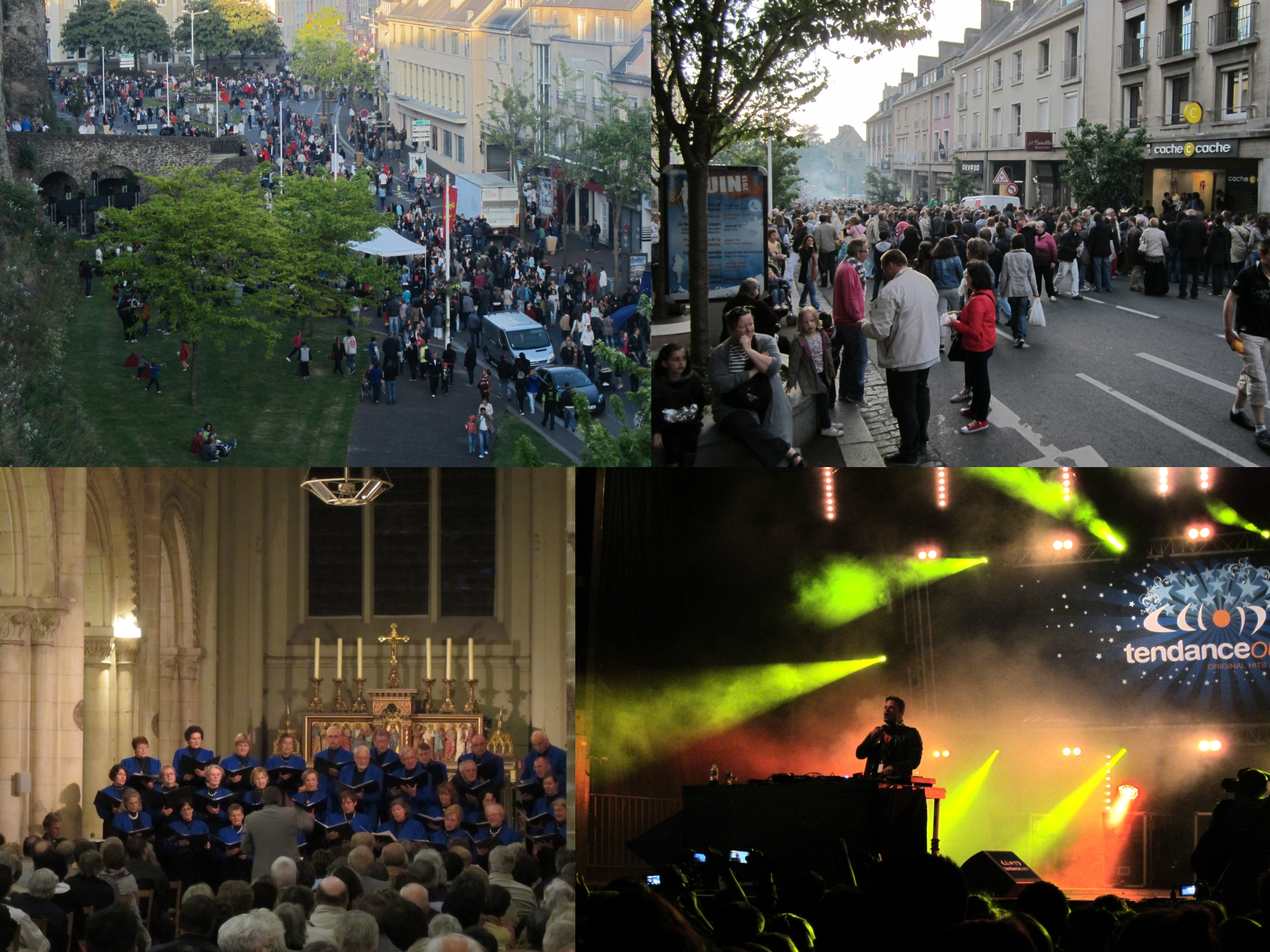
Fête de la musique 2013, à Saint-Lô.

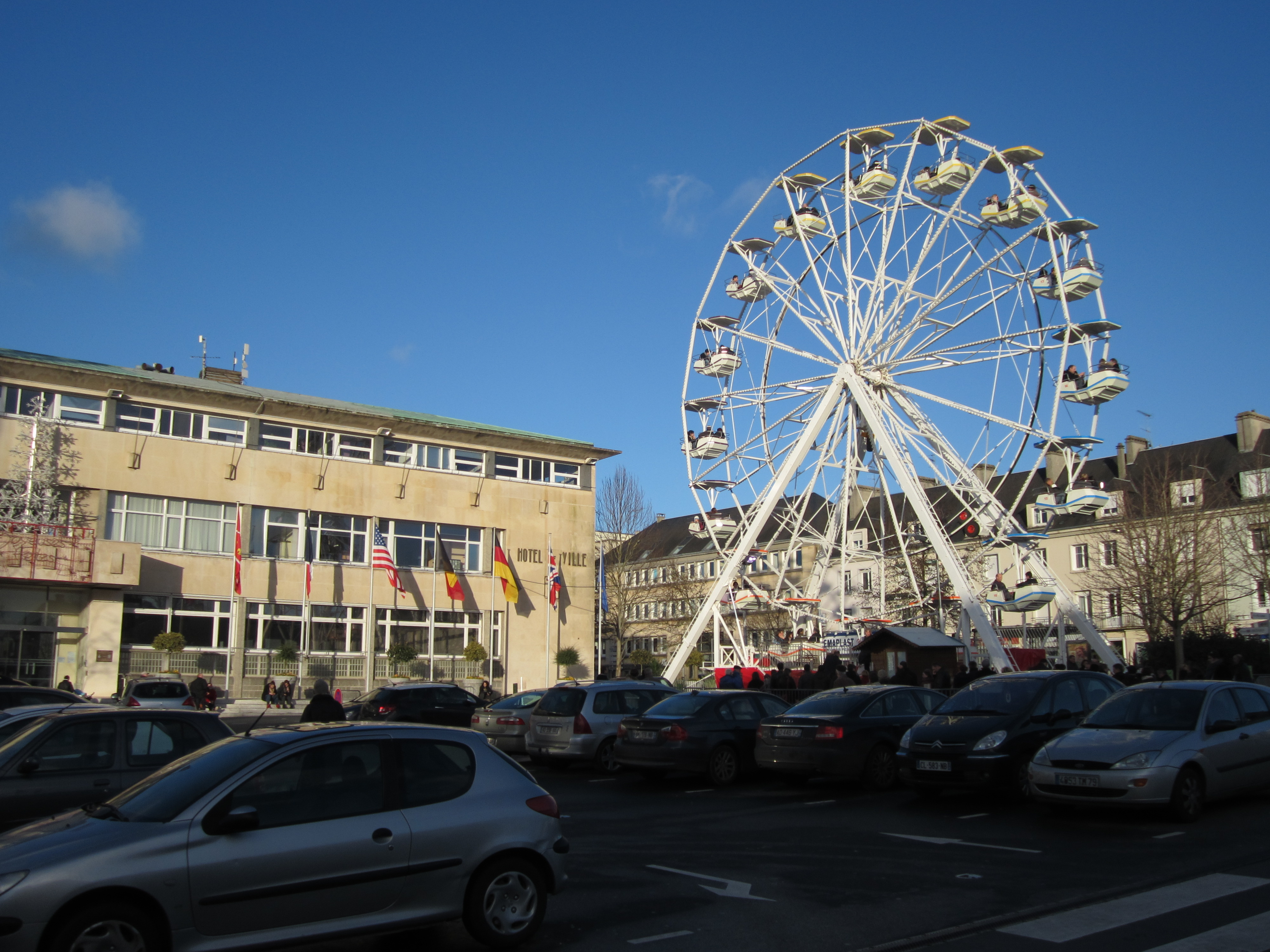
La Grande Roue pendant l'hiver 2013 sur la place de la Mairie

- Salon des étalons trotteurs : pôle hippique (en février).
- Saint-Valentin : centre-ville et centre aquatique (en février).
- Fête foraine de la Chandeleur : secteur plage verte (en février).
- Festival Les EssenCiels : théâtre, tous les deux ans (fin janvier)[109].
- Salon de l'Habitat : parc des expos (en février).
- Trails du Pays Saint-Lois : centre-ville (en mars).
- Braderie d'hiver des commerçants saint-lois : centre-ville (en mars).
- Fête de la Saint-Patrick : centre-ville (en mars).
- Exposition d'animaux de basse-cour : foirail (en mars).
- Journée de L'autisme : centre-ville (en mars).
- Course d’endurance : pôle hippique (en avril).
- Bal années 80 : parc des expos (en avril).
- Fête de la Vire : secteur plage verte (en juin).
- Les Hétéroclites : théâtre de rue, acrobatie, musique, dans l'ambiance bucolique du vallon de la Dollée (en juin).
- La fête du cinéma : CinéMoViKing (chaque dernier dimanche du mois de juin).
- Les Virées du terroir : un marché d'été en plein air, secteur plage verte (tous les jeudis de juin à août).
- Fête de la musique (en juillet) avec jusqu'en 2014 le Tendance Live Show organisée par Tendance Ouest.
- Fête nationale : secteur plage verte (en juillet).
- Bal de la libération de Saint-Lô : centre-ville (en juillet).
- Critérium des Remparts de Saint-Lô : pourtour de l'Enclos (en juillet).
- Le haras de Saint-Lô à l'heure d'été (de juillet à août).
- L'été, Saint-Lô fait son cinéma : film en plein air (de juillet à août).
- Concentration moto (en août).
- Le Normandie Horse Show : complexe équin (en août)[110].
- Journées européennes du patrimoine (en septembre).
- Le grand déballage des commerçants saint-lois : centre-ville (en septembre).
- Foire aux croûtes et à la brocante : exposition et vente de tableaux d'artistes locaux et vide-grenier, centre-ville (en septembre).
- 6 h de Saint-Lô - Endurance roller d'une durée de 6 heures en plein centre-ville, secteur plage verte (en septembre).
- Jumping international trois étoiles de Saint-Lô (en octobre).
- Octobre rose : cafés-rencontres, des ateliers de personnalisation, des expositions, de l'activité physique et des stands d'information contre le cancer du sein (en octobre).
- Foire de Saint-Lô : parc des expos (en octobre).
- Festival du jeu : salle des fêtes Salvador-Allende (en octobre).
- Meeting d'automne : pôle hippique (en octobre).
- Les Rendez-vous soniques : festival de musique (en novembre).
- Crazy disco trail : centre-ville (en novembre).
- Saint-Lô, le temps d'un week-end (en novembre).
- La fête de la Saint-Éloi : dans la cour du haras de Saint-Lô (en décembre).
- Les Foulées saint-loises (en décembre).
- Illuminations de Noël (en décembre).
- Marché de Noël composé de 15 chalets : centre-ville (en décembre).
- Mapping vidéo : centre-ville (en décembre).
- Parade du Père Noël devant l'office de tourisme : centre-ville (en décembre).
- Initiations poneys proposées par le Club du Picotin et le Centre équestre du Pôle hippique : centre-ville (en décembre).

#### Musique
La ville s'est distinguée, à partir des années 1980, grâce à une scène musicale locale très riche pour une ville d'environ 20 000 habitants.
Saint-Lô est le berceau de plusieurs groupes de rock dont certains ont réussi à se créer une notoriété au niveau national comme Creap AC, Da Brasilians, Lewis Evans, The Lanskies, MmMmM ou encore Teaspoon.

#### Musées

##### Musée des beaux-arts

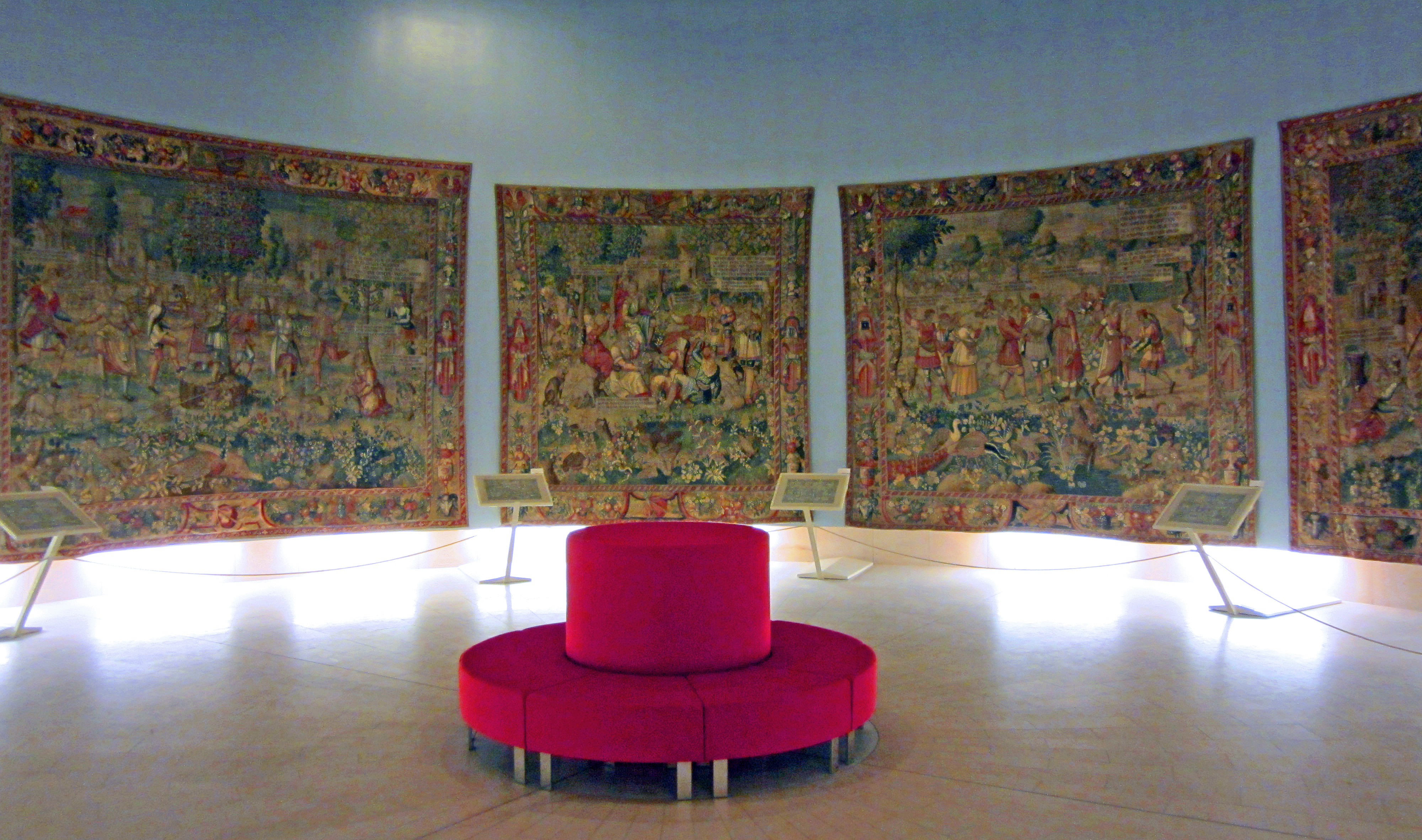
Rotonde des tapisseries des Amours de Gombault et Macé.

Construit par l'architecte Eugène Leseney, le centre culturel Jean-Lurçat est situé sur la place du Champ-de-Mars, en face de l'église Sainte-Croix. Il abrite depuis 1989 le musée des beaux-arts où l'on retrouve les collections de la ville : des écrits et croquis de Jean Follain, toiles de Corot, Guillaume Fouace, Eugène Boudin, sculptures d'Arthur Le Duc. On y trouve aussi exposée la tenture des Amours de Gombault et Macée (XVIe), composée de huit tapisseries provenant des Ateliers de Bruges dont l’une traite le thème du Lai d'Aristote.
Lors du deuxième récolement décennal en 2018, le musée a comptabilisé 2 560 pièces.
À noter qu'en 2018, un tableau appartenant au Louvre a été retrouvé dans les réserves. Cette Vierge à l’enfant, attribuée à Jean-Bautista Martinez, avait été mise en dépôt au musée en 1863.

##### Musée du bocage normand
La ferme de Bois jugan (fermé pour rénovation) est une ferme du XVIIe siècle qui fut en activité jusqu'en 1970. Convertie en musée, elle retrace l'histoire et l'ethnographie de l'agriculture dans le bocage normand depuis le XVIIIe siècle en présentant les pratiques agricoles, l'élevage du cheval et de la vache. Les lieux typiques y sont reconstruits (atelier, écurie, étable, beurrerie).

### Enseignement

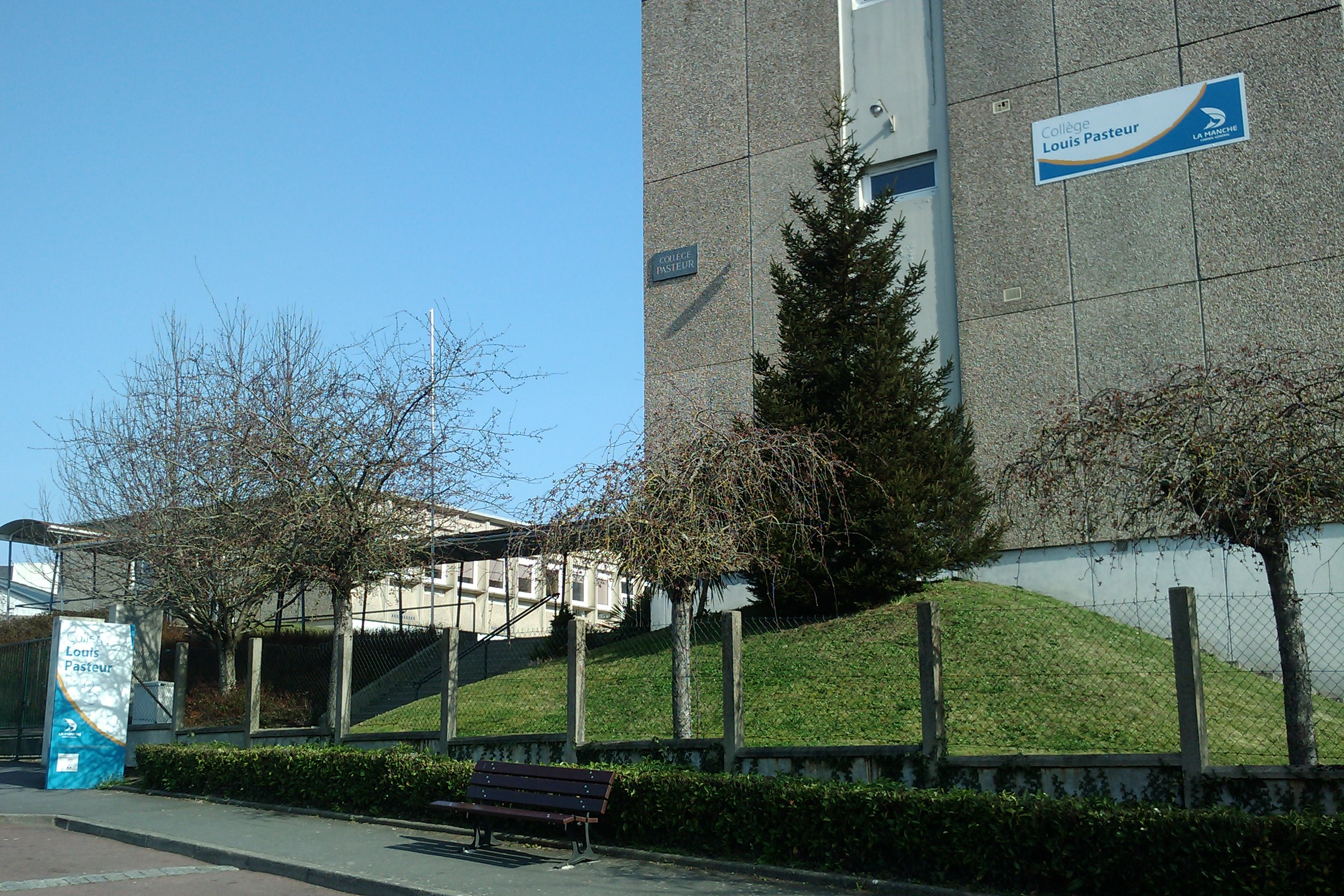
Collège Louis-Pasteur.

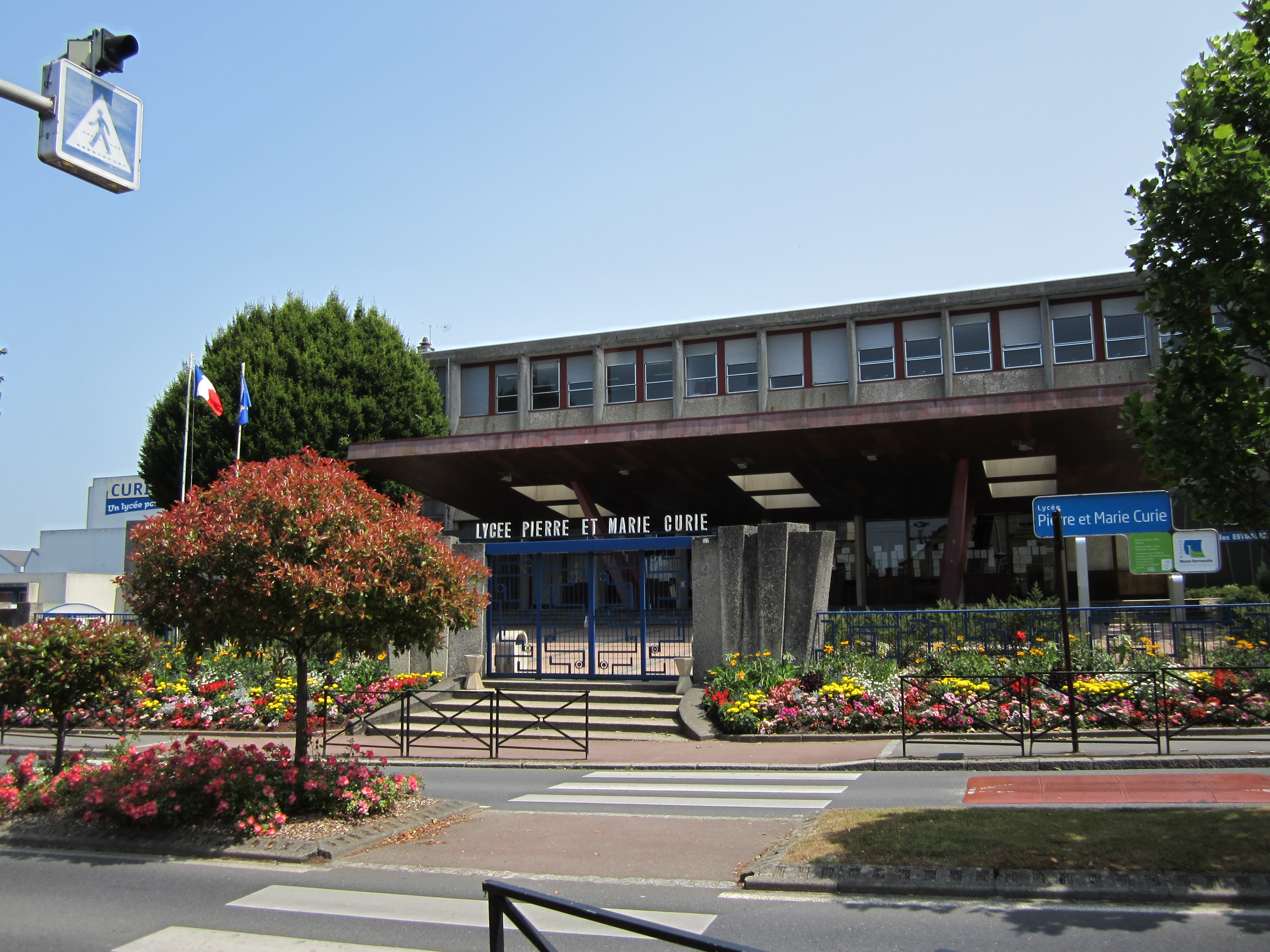
Lycée Curie-Corot.

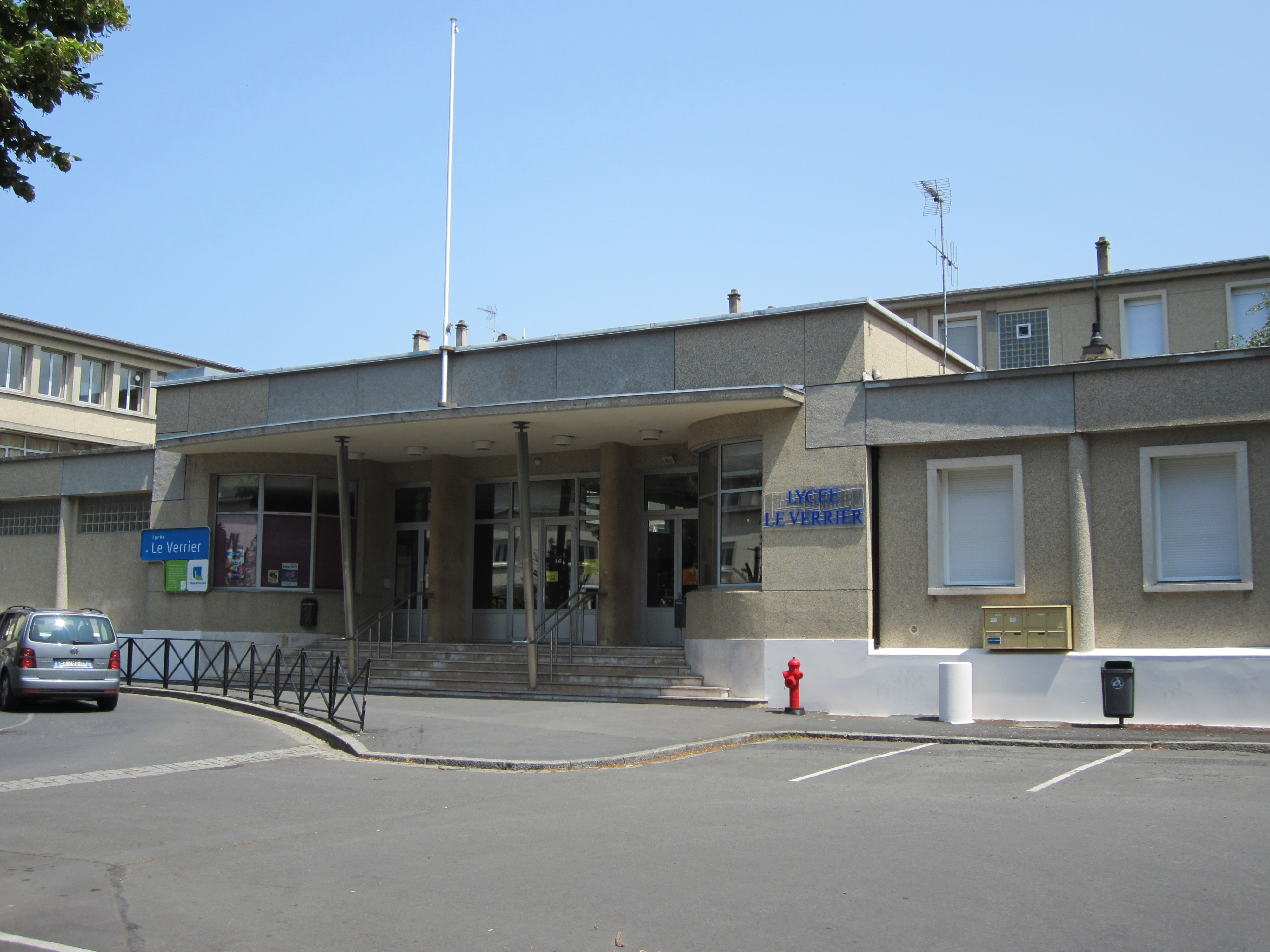
Lycée Urbain-Le Verrier.

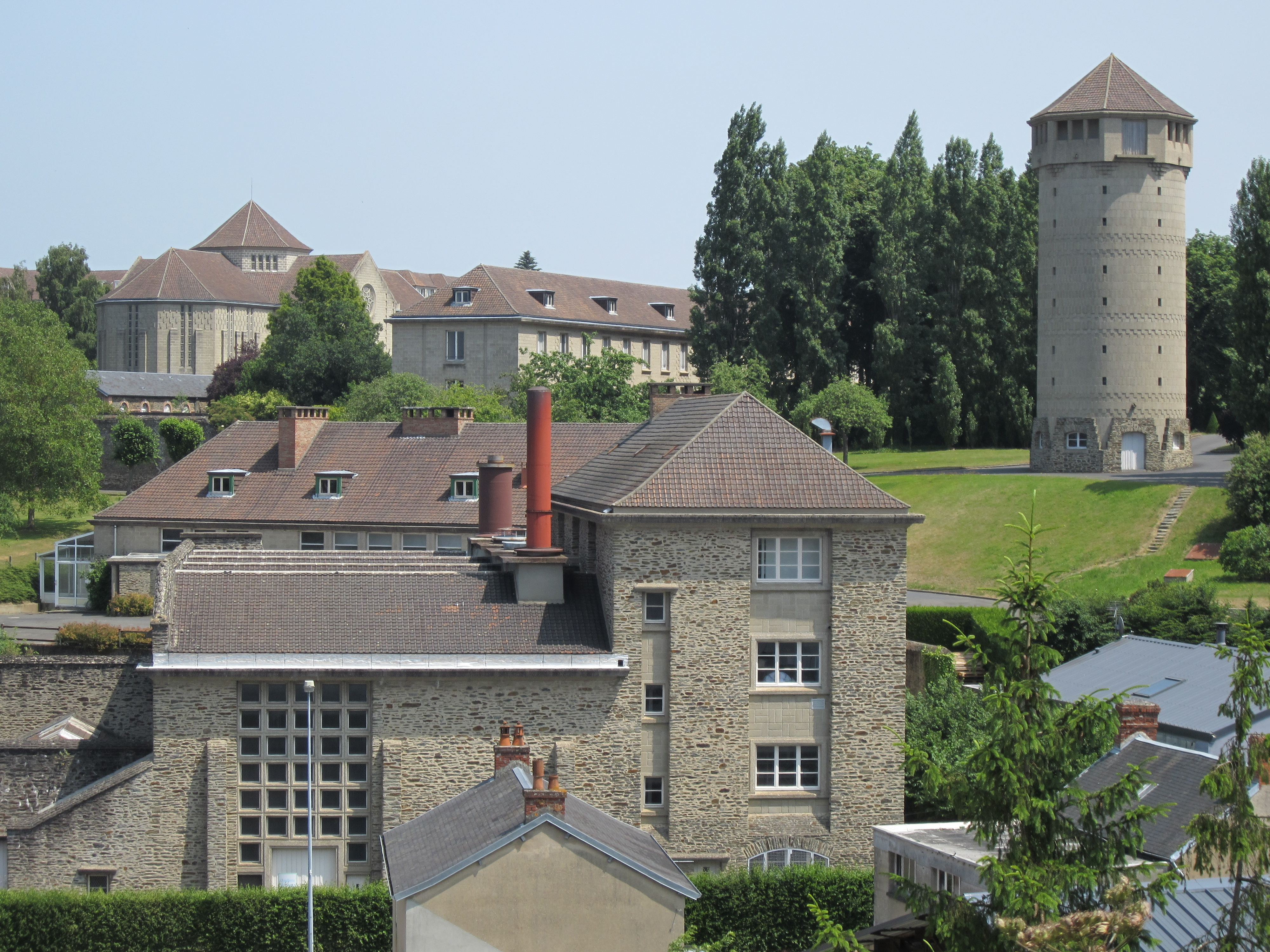
Ensemble de l'établissement scolaire du Bon Sauveur.

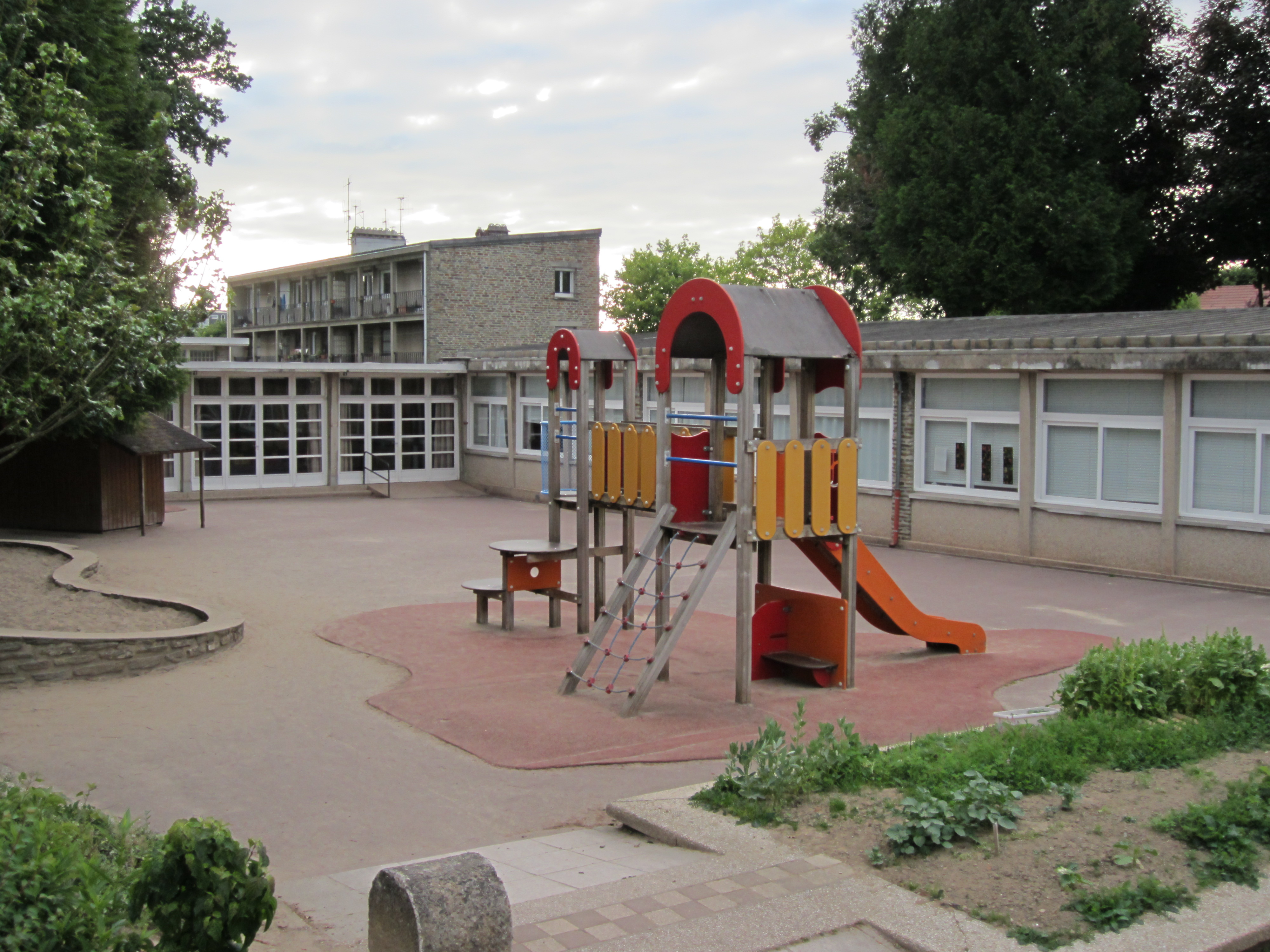
École Raymond-Brulé.

La ville de Saint-Lô relève de l'académie de Caen.
| Cycle     | Établissement public | Établissement privé |
| --------- | --- | --- |
| Écoles    | École primaire Samuel Beckett École primaire Raymond-Brulé École primaire Jules-Ferry École primaire des Palliers École primaire de l'Yser | École Sainte-Jeanne-d'Arc (interparoissiale) École Sainte-Geneviève (Bon-Sauveur) |
| Collèges  | Collège Georges-Lavalley : 371 élèves Collège Louis-Pasteur : 458 élèves | Collège du Bon-Sauveur Collège interparoissial Collège de l'Institut St-Lô |
| Lycée     | Lycée Curie-Corot : 1 250 élèves Lycée Urbain-Le Verrier : 969 élèves (2016/2017) Lycée d’enseignement adapté Robert-Doisneau : 112 élèves | Lycée Bon-Sauveur Lycée de l'Institut St-Lô |
| Supérieur | IUT Grand Ouest Normandie (BUT, Licence Pro.) INSPE IFSI - IFAS FIM CCI Formation Normandie - École Supérieure des Métiers et du Management (École de Gestion et de Commerce, BTS, Licence) Lycée Agricole et Agro-alimentaire de Saint-Lô Thère - CFA - ENIL (BTS, Licence Pro. ) Lycée Le Verrier (CPGE Économique et Commerciale) Lycée Bon-Sauveur (BTS) Lycée Curie-Corot (BTS) | IUT Grand Ouest Normandie (BUT, Licence Pro.) INSPE IFSI - IFAS FIM CCI Formation Normandie - École Supérieure des Métiers et du Management (École de Gestion et de Commerce, BTS, Licence) Lycée Agricole et Agro-alimentaire de Saint-Lô Thère - CFA - ENIL (BTS, Licence Pro. ) Lycée Le Verrier (CPGE Économique et Commerciale) Lycée Bon-Sauveur (BTS) Lycée Curie-Corot (BTS) |

#### Institut universitaire de technologie

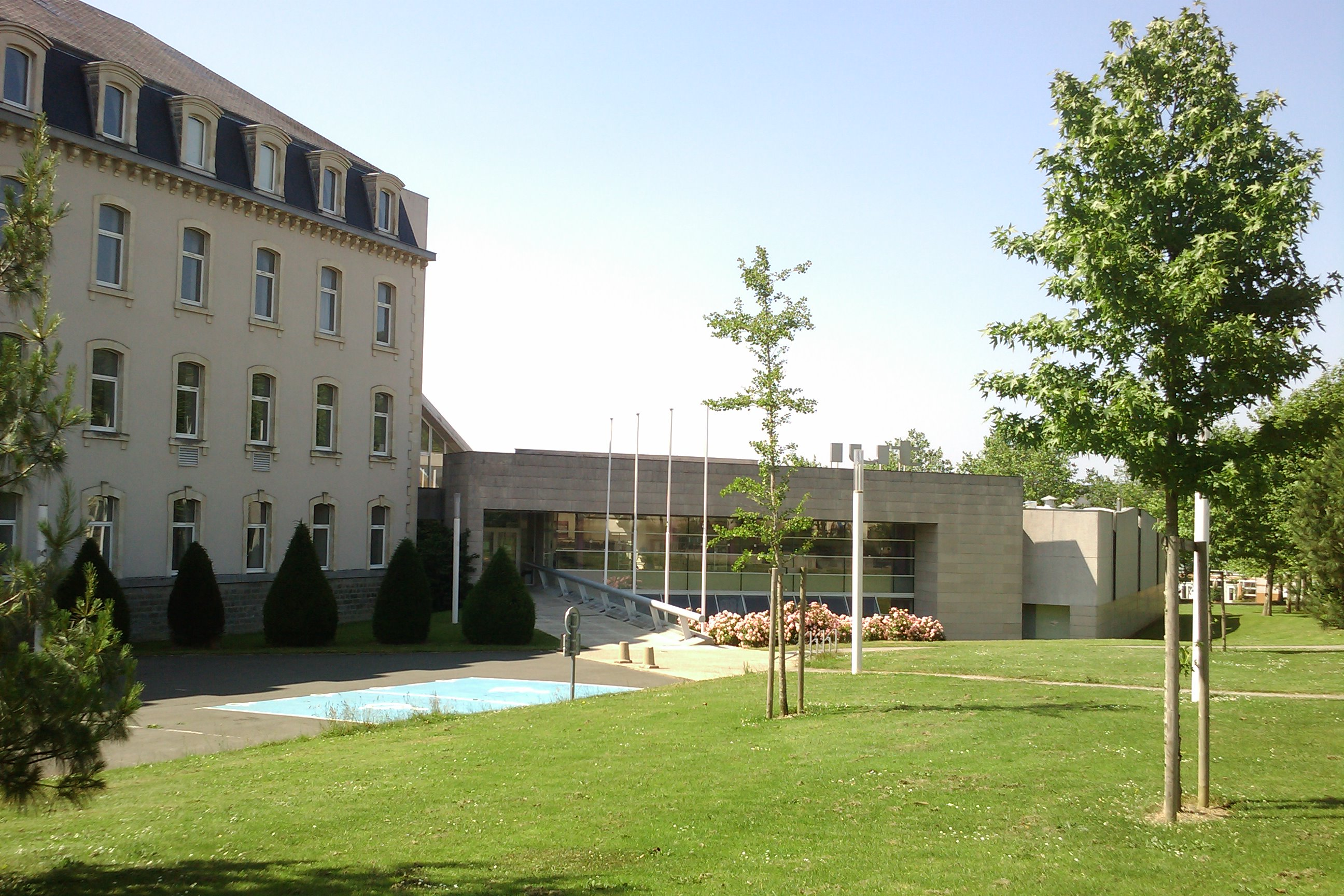
Antenne saint-loise de l'IUT.

Le site de Saint-Lô est une composante de l'IUT Grand Ouest Normandie qui propose les formations suivantes :
- BUT Métiers du multimédia et de l'Internet (anciennement DUT et avant appelé DUT SRC (Services et Réseaux de Communication))[121] ;
- BUT Génie thermique et énergie ;
- licence professionnelle développement et protection du patrimoine culturel, option Réalité virtuelle et Formation multimédia ;
- licence professionnelle management maintenance et exploitation industrielle.

#### Laboratoire universitaire des sciences appliquées de Cherbourg
Le Laboratoire universitaire des sciences appliquées de Cherbourg (LUSAC) possède une antenne sur le site Bellevue dont l'équipe « Efficacité énergétique et transferts thermiques » qui fonde son activité scientifique sur des problématiques rencontrées dans le milieu industriel, et en particulier celles soulevées par l’augmentation des dépenses énergétiques et la protection de l’environnement,.

#### École de gestion et commerce et école supérieure des métiers et des techniques
L'école de gestion et commerce de Saint-Lô ou EGC Normandie a été créée en 1988 sous l'égide de FIM CCI Formation Normandie et est actuellement dirigée par Yves Ricolleau. Membre du réseau national Bachelor EGC, l'école propose une formation post-bac de trois ans de responsable en marketing, commercialisation et gestion. Elle accueille annuellement une trentaine de nouveaux élèves. l'EGC Normandie est une des seules écoles de commerce en Normandie possible en apprentissage.
L'EGC Normandie fait partie de l’école supérieure des métiers et du management, qui comprend toutes les formations post bac de FIM CCI Formation Ouest Normandie (quatre campus : campus1 et campus 2 sur Saint-Lô Cherbourg et Granville).
l’école supérieure des métiers et du management du campus1 de Saint-Lô compte 14 formations supérieures du Bac+2 au Bac+5/ Master en Vente Commerce et Management d'Affaires, International, Gestion et Logistique et Management des Opérations.
FIM CCI Formation Normandie, organisme de formation de CCI Ouest Normandie c'est 6 000 personnes formées par an dont 4 000 salariés et 2 000 apprenants en formations longues du CAP au Master sur quatre campus dans la Manche : campus 1 et campus 2 à Saint-Lô, Granville et Cherbourg.

### Sports

#### Football

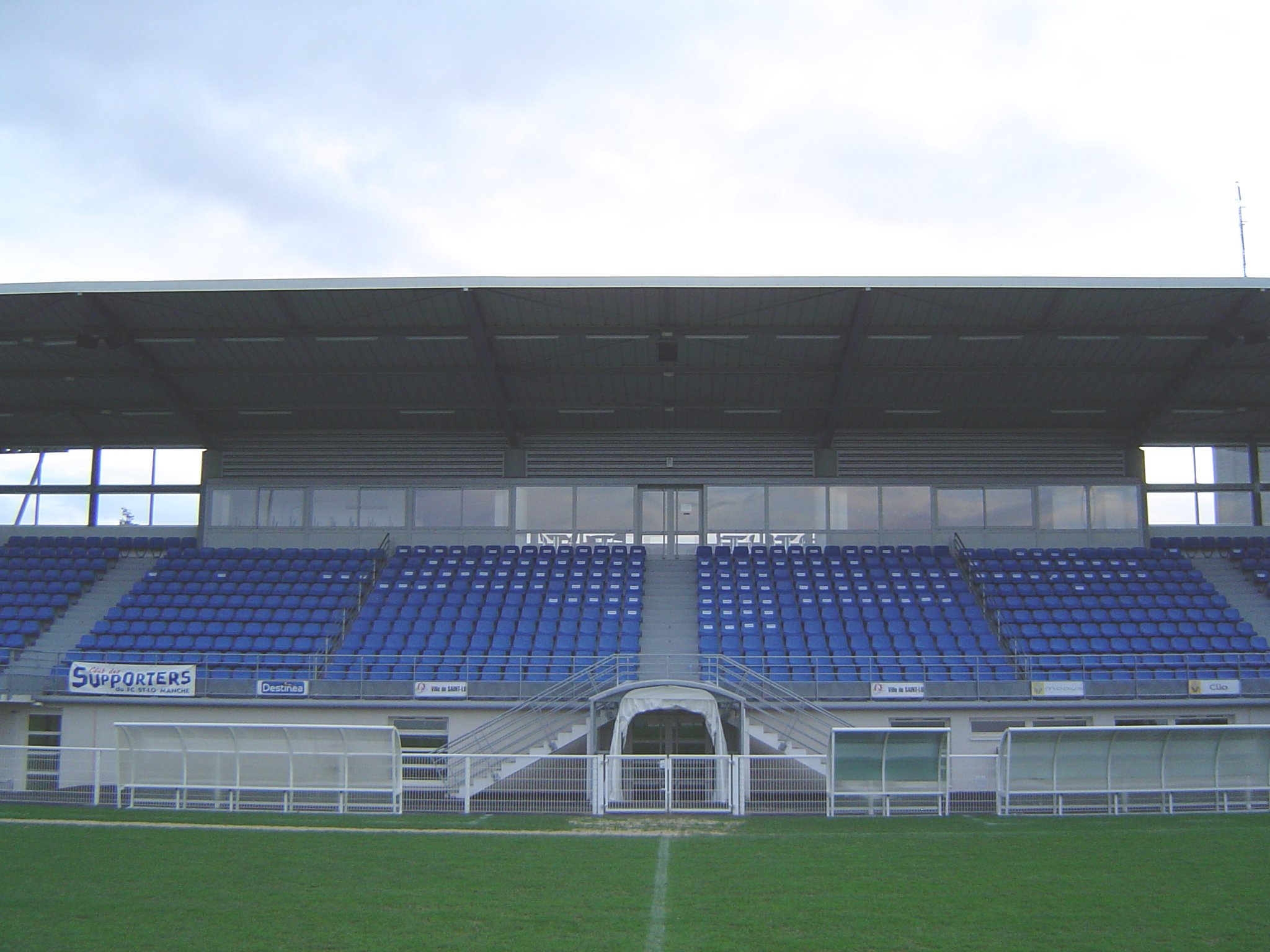
Stade Louis-Villemer.

En 2017-2018, le Football Club Saint-Lô Manche fait évoluer son équipe première en National 3, une autre équipe en ligue de Normandie et une troisième équipe en division de district. En 2004, le club jouait en CFA. Le club reçoit dans le récent stade Louis-Villemer.
L'Union sportive Sainte-Croix-de-Saint-Lô fait évoluer une équipe de football en ligue de Basse-Normandie et deux autres en divisions de district.

#### Autres associations sportives
- Jimmer's de Saint-Lô : l'équipe de baseball a été deux fois championne de France (1996 et 1997). Évoluant en 2006 dans le Championnat de France élite, le club a toutefois abandonné la saison 2007 pour raison financière et est contraint d'évoluer en 2008 au niveau régional. En 2016, l'équipe est en Nationale 1 (3e niveau)[127].
- Le Normandie Horse Show est un grand rendez-vous de l'équitation pour la promotion du cheval de selle. L'événement annuel se déroule autour de la semaine du 15 août[110].
- La Team Nissan France Dessoude[128], dirigée par André Dessoude, participe chaque année au championnat de rallye-raid, dont le Rallye Dakar. En 2002, il engage Johnny Hallyday.
- ASPTT Saint-Lô Handball évolue en 2016-2017 en Excellence régionale[129].
- Rugby Club saint-lois.
- Tir sportif saint-lois, anciennement Buffalo Club, club créé le 4 août 1952 ; le stand de tir principal est situé 91 rue de la Poterne à l'aplomb de la tour des Beaux-Regards, dans les tunnels de l'ancien hôpital souterrain allemand inachevé creusé pendant la Seconde Guerre mondiale[Note 18].
- Club d'échecs Agneaux-Saint-Lô. L'équipe jeune fait partie du Top 16, première division nationale. La première équipe adulte trouve régulièrement sa place en deuxième division nationale. Le club organise un festival international d'échecs, début juillet, qui est un des rendez-vous majeur en France; notamment pour les jeunes[réf. nécessaire].
- Le club Saint-Lô Volley évolue en 2016-2017 en Prénationale masculine et féminine[130].
- Saint-Lô Floorball, le premier club de floorball dans la Manche.
- Arc Club saint-lois : club de tir à l'arc créé en 1977, 1er club de la Manche.
- Patronage laïque saint-lois : club de tennis de table qui compte pour la saison 2019/2020 une équipe en pré-nationale.

#### Équipements

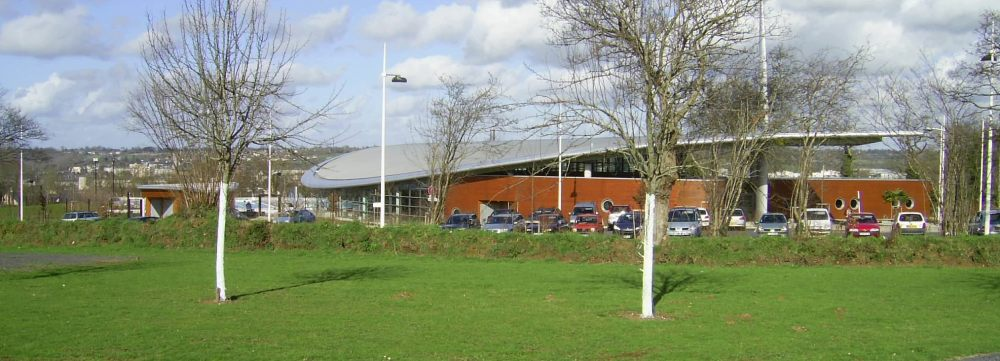
Centre aquatique.

- Complexe sportif de Saint-Ghislain.
- Salle d'haltérophilie.
- Salle de boxe Marcel-Cerdan.
- Mur de paille pour le tir à l'arc dans le gymnase.
- Stade.
- Courts de tennis.
- Gymnase André-Guilbert - Maréchal-Juin.
- Salle de gymnastique du Bois Ardent et dojo Alain-Crépieux - place Georges-Pompidou.
- Salle de tennis de table - rue de l'Exode - Saint-Ghislain bâtiment B.
- Complexe de la Vaucelle : stade Jean-Berthelem - base de canoë-kayak.
- Stade Louis-Villemer - Ronchettes : terrain de football.
- Stade de L'Aurore - Ronchettes : terrain de rugby.
- Centre sportif Fernand-Beaufils - Champ de Mars : salle de basket, salle d'escrime.
- Centre aquatique - Bois Jugan, ouvert depuis 2 janvier 2005. Il comporte un bassin sportif de 25 m, à fond mobile permettant de régler la profondeur, un bassin loisir (rivière sauvage, banquette massante…), une pataugeoire, un bassin extérieur ouvert toute l'année et un espace forme (bain froid, bain tourbillon, hammam, salle de sport, douche massante).
- Courts de Tennis du Mémorial Tennis Club - centre hospitalier mémorial France - États-Unis.
- Centre équestre du pôle hippique.
- Club équestre du Picotin (Poney).
- Squash - Bois Jugan (près du centre aquatique).
- Golf Compact - Bois Jugan.
- Terrain de tir à l'arc - rue Valvire (tout au bout).
- Terrain de baseball.

### Les médias

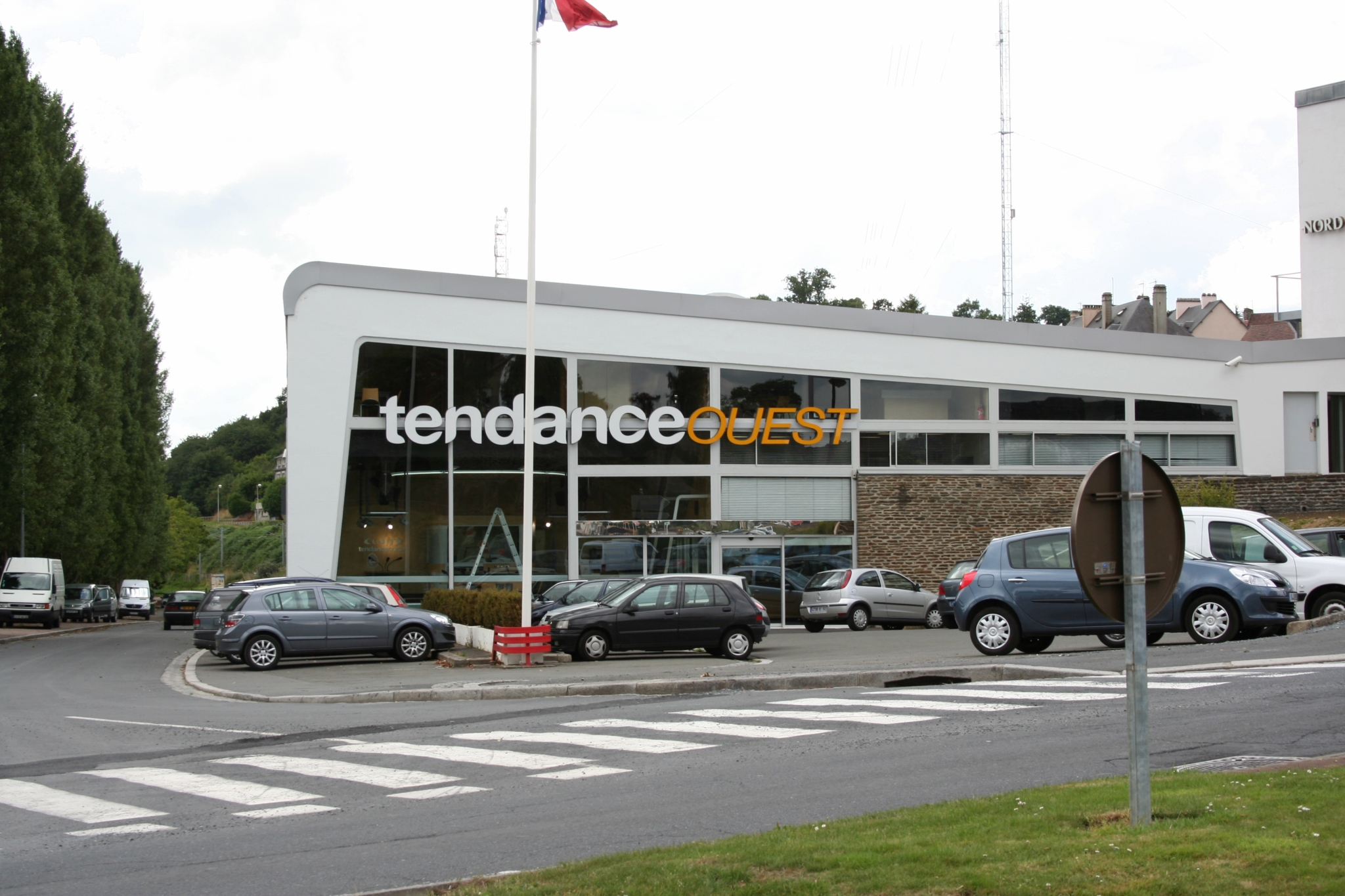
Studio de Tendance Ouest.

Plusieurs médias régionaux sont diffusés à Saint-Lô et disposent d’une agence :
- La Manche libre (presse hebdomadaire), siège ;
- Ouest-France (presse quotidienne), direction départementale du quotidien ;
- La Presse de la Manche (presse quotidienne) ;
- Tendance Ouest, anciennement Radio Manche (radio) ;
- France Bleu Cotentin (radio).

## Économie

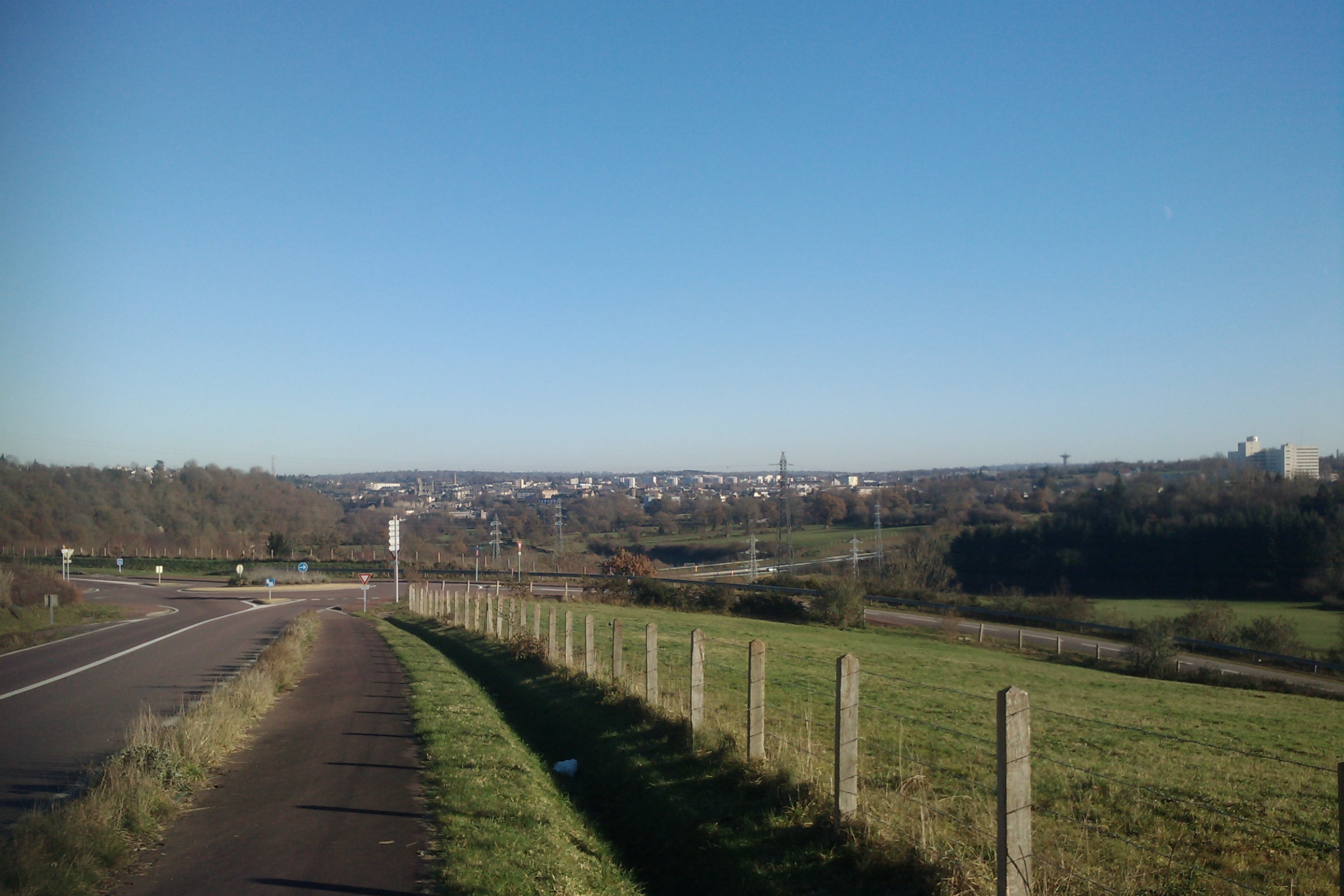
Vue de Saint-Lô, depuis les coteaux de la Vire.

La ville, carrefour entre Caen, Cherbourg et Rennes a une vocation naturelle de place de marché au centre du bocage manchois. Ville d'artisans et de commerce, qui doit une partie de sa prospérité à son statut de préfecture, elle a souffert de la liquidation de Moulinex, d'un déclin de son secteur tertiaire (transfert du siège du Crédit agricole de Normandie et de Groupama à Caen) et un exode des jeunes travailleurs vers la région de Caen et Rennes. Cependant, l'entrée en service de la route nationale 174 a permis de désenclaver le centre Manche et de créer la zone industrielle Neptune. La zone Neptune accompagne une véritable vague de réindustrialisation avec la construction de nouvelles usines dans l'industrie automobile (Lecapitaine, Verbom, …) et les vélos électriques avec Easybike.
En 2008, Saint-Lô a été équipée de fibre optique pour permettre aux entreprises et aux particuliers de disposer du très haut débit (environ 1 Gbit/s (et de 100 Mb/s pour les particuliers). Elle a donc été l'une des premières villes de France de cette taille à être équipée d’un réseau internet en fibre optique. De plus, elle est l'une des quatre communes de la Manche à avoir accès au très haut débit, que lui fournissent les opérateurs SFR et Orange.
En 2017, l'organisme Proco désigne Saint-Lô comme classée première des petites villes les plus dynamiques de France.

### Taux d'imposition
| Données en %            | 2002  | 2003  | 2004  | 2005  | 2006  | 2007  | 2008  | 2009  | 2010  | 2014  |
| Taxe d'habitation       | 14,08 | 14,08 | 14,08 | 14,08 | 14,08 | 14,08 | 14,08 | 14,08 | 14,08 |       |
| Ordure ménagère         |       |       |       | 08,49 |       | 08,49 |       |       |       |       |
| Taxe foncière bâtie     | 17,81 | 17,81 | 17,81 | 17,81 | 17,81 | 17,81 | 17,81 | 17,81 | 17,81 | 17,81 |
| Taxe foncière non bâtie | 39,71 | 39,71 | 39,71 | 39,71 | 39,71 | 39,71 | 39,71 | 39,71 | 39,71 | 39,71 |
| Taxe professionnelle    |       |       |       | 12,17 | 12,17 | 12,17 | 12,17 |       |       |       |

### Industries

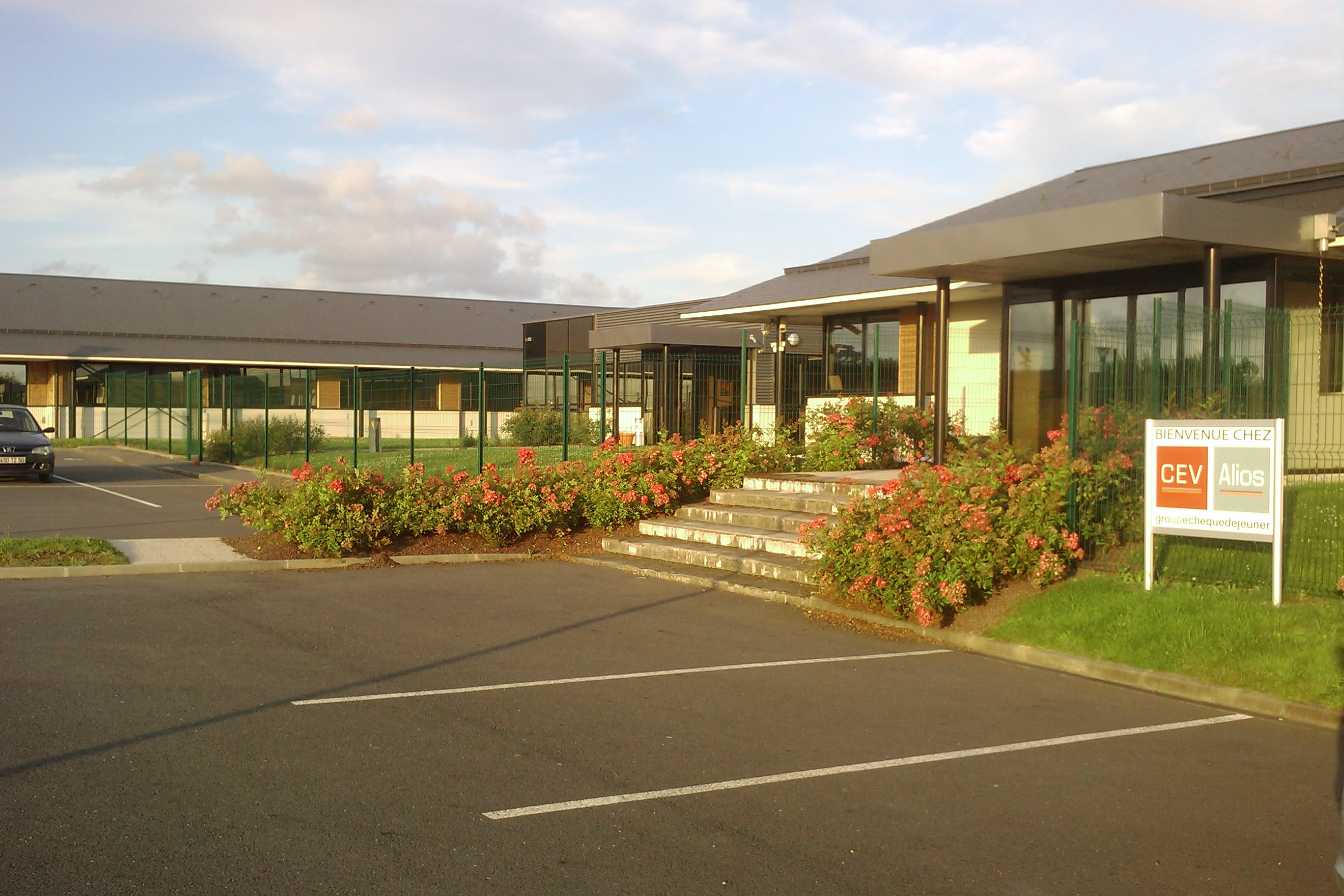
CEV Group-Alios.

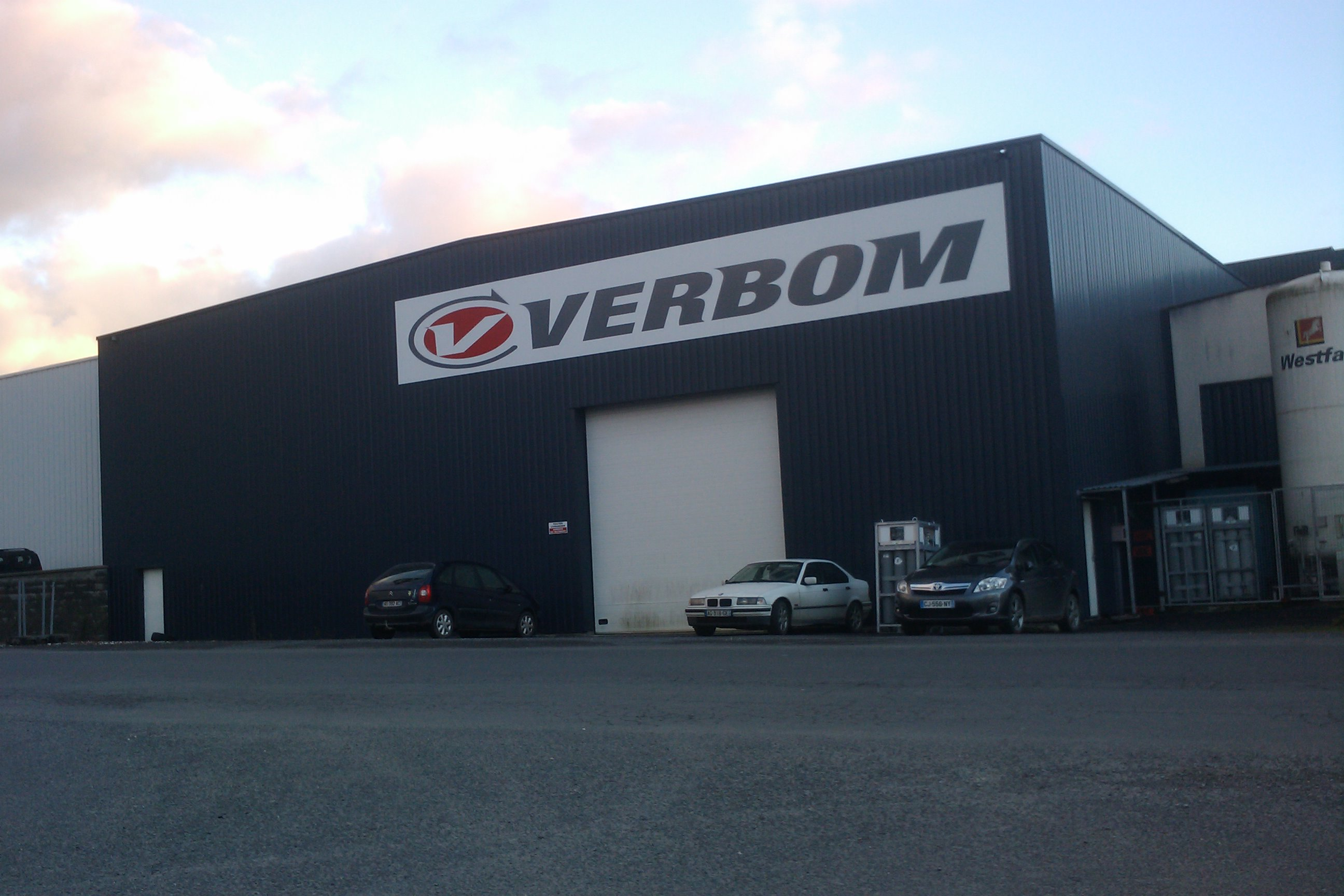
Verbom.

- Lecapitaine : fabrication de carrosseries automobiles et frigorifique, filiale de Petit Forestier, Lecapitaine fait travailler 483 employés à la fin de 2016 ; son chiffre d'affaires est de 89 M€[137]). Un groupe en croissance régulière qui a bénéficié de son partenariat avec Petit Forestier et qui s'est implanté dans la zone industrielle Neptune. Le site de Saint-Lô est doté des outils de production les plus modernes, taillé pour une capacité de production annuelle pouvant dépasser les 5 000 caisses frigorifiques. Du sandwich mousse-polyester à la construction finale, toutes les opérations sont effectuées sur les lignes de production, l’atelier de fabrication d’Agneaux fournissant les pièces métalliques nécessaires aux divers assemblages. L'usine Nautilus représente 14 hectares de terrain avec une importante capacité de stockage, 18 000 m2 consacrés à la production, trois lignes de production séquencées, 1 000 m2 de bureaux[138].
- Alios, usine de production qui fabrique des cartes à puces et CEV, entreprise qui assure la gestion de transactions électroniques, regroupés au sein du même bâtiment (80 salariés) et filiales du Groupe Chèque Déjeuner. C'est l'un des acteurs majeurs du pôle de compétitivité Transactions électroniques sécurisées.
- MT Verbom, entreprise spécialisée dans l'outillage de presse. Créée en 1985 sur la promenade des Ports, la société Martignoni-Traisnel se spécialise dans la production de pièces automobiles, et déménage en 1990 dans la zone de la Chevallerie. La société se rapproche en 1998 du groupe canadien Verbom et emploie 65 personnes sur le site (en 2008)[139].
- Reprise par le groupe SEB en 2001, l'ancienne usine Moulinex est devenue en 2011[140] le fournisseur des éléments électroniques de l'entreprise et emploie environ 80 personnes[141].

### Secteur tertiaire
Depuis la chute de Moulinex, le centre hospitalier mémorial France - États-Unis est devenu le premier employeur de la ville. Le centre hospitalier emploie 240 médecins sur le site de Saint-Lô (50 à Coutances). Il a été classé A par la Haute Autorité de Santé en 2017.
Hormis le centre hospitalier, les emplois tertiaires se situent au niveau de la préfecture et dans des groupes comme la MSA. Outre l'hôpital Mémorial, la ville abrite également la polyclinique, ou clinique Saint-Jean.
La Caisse primaire d'assurance maladie de la Manche a son siège à Saint-Lô. Elle compte environ 380 agents dont 200 à Saint-Lô.

### Agriculture et pôle agroalimentaire
La ville accueille des activités liées à l'élevage de bovins et de chevaux. Chaque semaine, un marché aux veaux se déroulait dans le foirail installé jusqu'au 30 décembre 2008 près des Ronchettes. Il est supprimé et rattaché à partir de janvier 2009 au marché aux veaux de Torigni-sur-Vire. La ville dispose également du centre de promotion de l'élevage, situé à côté du haras, qui accueille chaque année au mois d'août le concours hippique du Normandie Horse Show. Le pôle agroalimentaire a été développé depuis 1990 dans le but d'accueillir des entreprises de ce secteur, plusieurs organismes publics ou parapublics s'y sont installés :
- Adria Normandie : centre de conseil technique aux industries agroalimentaires ;
- Pépinière agroalimentaire ;
- Le Lilano : laboratoire interprofessionnel « laitier de Normandie » ;
- N'Oye : fabricant d'assaisonnements alimentaires asiatiques ;
- Algaia : entreprise spécialisée dans les extraits d'algues ;
- Pôle de formation agroalimentaire de Saint-Lô, une extension du lycée agricole de Thère situé au Hommet-d'Arthenay ;
- Ardefa : association régionale pour le Développement de l’Emploi et des Formations dans l'Alimentaires ;
- Labo scientifique cosmétologie Lasco ;
- Atelier de rotation agroalimentaire.

En 2008, l'entreprise France Kébab a obtenu de nombreux prix dans le domaine alimentaire.
En 2019, c’est la sauce gingembre de la marque N'OYE qui s’est illustrée dans la catégorie « Les Produits d’Assemblage ou Produits Service » du Snacking d'Or par France Snacking.

### Les parcs d'activités et les zones industrielles
Saint-Lô est une terre d'entreprises, d'investissements, d'innovations, de recherche et de création qui s'appuie sur ses filières d'excellence : la filière équine, l'agroalimentaire et le numérique. Avec des entreprises majeures du tissu industriel normand, Saint-Lô est également un territoire spécialiste de la logistique et du transport. Elle offre aux entreprises une place stratégique.
- Parc d'activités Europe : ce parc à destination mixte est idéalement situé en bord de la rocade intérieure. Récent, il offre une image de modernité et valorise ainsi les entreprises qui y sont implantées.
- Parc d’activités Golf I, II et III : ces parcs d'activités modernes destinés aux activités tertiaires et aux commerces sont situés le long d'un axe passant et très facilement accessible depuis le centre-ville. Ils sont également proches du golf et du centre aquatique. Cet environnement est un atout important pour l'implantation de votre société : visibilité et cadre de vie des salariés.
- Parc d'activités Agglo 21 : parc destiné à l'agroalimentaire, au numérique et à l'innovation.
- Parc d'activités Neptune 1 et 2
- Parc d'activités de la Chevalerie : zone consacrée au bâtiment, aux transports.
- Zone industrielle de la Capelle
- Zone industrielle Delta
- Zone industrielle des ports : Bowling de Saint-Lô nommé Le Before, NJ fitness, STEF, la discothèque Le Milton.
- Zone industrielle de la gare : CinéMoViKing, restaurant La Pataterie.

### Parc d’activité Agglo 21
Parc consacré à l’agroalimentaire, au numérique et à l’innovation. On y trouve :
- le deuxième campus de FIM CCI Formation Normandie qui dispense des formations du CAP au Bac+5 aussi bien en Vente Commerce, en Management d'Affaires, en Tourisme-Hôtellerie-Restauration, en Web-Multimédia et stratégie Digitale. C'est un nouveau campus (inauguration en 2017) conçu écoresponsable et disposant de matériels dernière génération. Le Campus 2 de FIM Saint-Lô abrite aussi bien des apprenants de l'Académie des Métiers et des Techniques (formations avant Bac/CAP/Bac professionnel) ainsi que des apprenants du post Bac dans l’École Supérieure des Métiers et du Management (BTS/Bac+2/Licence/Bachelor/Bac+5/Master) ;
- Chambre de commerce et d'industrie de Centre et Sud-Manche située dans le campus 2. Ce pôle est sur deux étages, pour une hauteur de 14 m et une surface de plancher de 1 689 m2. Le pôle Agglo 21 de Saint-Lô Agglo offre aux porteurs de projets et entrepreneurs des services et animations tels que l'accompagnement des porteurs de projets, des espaces de télétravail et de cotravail, l'organisation d’événements, un laboratoire d’innovation et de prototypage, des permanences de partenaires, des salles de réunions et de visioconférences ;
- StarTech Normandy St-Lô : Centre de formation et un espace des usages numériques. Son objectif est de permettre aux professionnels de se familiariser avec les technologies, d’en identifier l’impact au niveau de leurs activités, d’en suivre et d’anticiper les évolutions ;
- implantation de la 2e entreprise DATAOUEST disposant d'un 2e data center et de l'ensemble de ses services. Le site d'Agneaux continuera d'abriter le 1er data center et un centre de formation sur les métiers spécifiques du numérique ;
- implantation de deux pépinières d’entreprises et un atelier relais destiné à l’agroalimentaire ;
- Chrysalis : bâtiments d'Entreprises de l'Ouest ;
- Pim Pam Pomme : crèche interentreprises ;
- la société LFI SAS va s’installer dans la Zone Agglo 21. Il s’agit d’une société immobilière travaillant pour Axians (filiale de Vinci) qui travaille dans l’installation de la fibre.

### Les incubateurs, pépinières d'entreprises et centre d'affaires
- Le FabLab - Saint Lô Agglo[146] (contraction de l'anglais fabrication laboratory, « laboratoire de fabrication ») est un lieu ouvert à tous où toutes formes d'outils sont mis à dispositions, notamment des machines-outils pilotées par ordinateur pour la conception et la réalisation d'objets.
- Association I-LÔ 21[147] : incubateur pour les start-ups. L'association apporte son aide aux jeunes chefs d'entreprises innovantes.
- Centre d'affaires le Phénix[148] situé dans l’ancien siège du Crédit agricole qui date de 1975[149]. Ce centre d'affaires est créé en 2019. La capacité d’hébergement du centre d’affaires est de 25 entreprises, soit environ 350 salariés. Les superficies des bureaux disponibles à la location vont de 15 à 2 500 m2. Le Phénix héberge le groupe Orange (l’unité d’intervention de Saint-Lô, soit une équipe de 42 personnes), Start People (société d’intérim) et Groupama[150].

### Les services en centre-ville
Liés à la santé :
- le centre hospitalier mémorial France États-Unis, 715, rue Henri-Dunant ;
- l'hôpital privé Centre Manche, 45, Rue du Général Koenig ;
- la caisse primaire d'assurance maladie de la Manche (CPAM), Montée du Bois-André.

Liés au social :
- la caisse d'allocations familiales (CAF), 12 rue Fontaine-Venise ;
- la mission Locale (service d'aide à la recherche d'emploi), 13 rue Octave-Feuillet ;
- le centre communal d'action sociale (CCAS), 7 rue Jean-Dubois ;
- l'Urssaf (Unions de recouvrement des cotisations de Sécurité Sociale et d'allocations familiales) Basse-Normandie - site de la Manche, 1 rue de la Laitière-Normande ;
- la MSA (Mutualité sociale agricole) Côtes Normandes, 9, place du Champ-de-Mars ;
- la préfecture de la Manche, place de la Préfecture ;
- la maison de Justice et du Droit, 2, Rue de la Laitière Normande ;
- la Banque de France (Institution financière), 5, rue Jean-Dubois. En 2020/2021, la succursale de la Banque de France va quitter ses locaux historiques de la rue Jean-Dubois pour le quartier de la gare (bâtiment à côté de la gare).

Liés aux loisirs :
- Aappma (Association des pêcheurs à la ligne du Pays Saint-Lois) ;
- le syndicat de la Vire et du Saint-Lois, 709, promenade des Ports. En 2020, Le syndicat de la Vire rénove l’ancienne maison éclusière de Saint-Lô pour y installer une maison de la pêche[151].

## Culture locale et patrimoine

### Monuments et lieux touristiques
Plusieurs sites sont inscrits au titre des monuments historiques :
- la chapelle de la Madeleine (voir sous-section) ;
- le château de la Vaucelle (voir sous-section), inscrit le 11 juillet 1975 ;
- l'église Notre-Dame (voir sous-section), inscrite en 1840, comporte dix œuvres inscrites au titre objet aux monuments historiques ;
- l'église Sainte-Croix (voir sous-section) ;
- le haras et son parc (voir sous-section), inscrits le 18 février 1993 ;
- le pavillon et le vestibule du centre hospitalier mémorial France - États-Unis ;
- le manoir de Bosdel des XVIe et XVIIIe siècles, inscrit le 1er avril 1946 ;
- les vestiges des remparts (voir sous-section) inscrits le 12 décembre 1945, mais la rue de la Poterne et la place des Beaux-Regards avaient été inscrits dès le 22 octobre 1937.

#### Patrimoine religieux

##### Église Notre-Dame
L'église Notre-Dame (XIIIe, XVIe et XXe siècles), place Notre-Dame, est un monument de style gothique érigé sur quatre siècles à partir de la fin du XIIIe siècle. Elle est située dans la ville close et est inscrite au titre des monuments historiques dès 1840. Sa chaire extérieure fut remarquée et dessinée par Victor Hugo, qu'il qualifia dans une lettre adressée à Adèle Foucher d'« unique ». L'édifice subit de lourdes destructions pendant la Seconde Guerre mondiale. Si les vitraux, toujours présents car déposés pendant la guerre, ont été sauvés, la nef fut éventrée à la suite de l'effondrement de la tour Nord bombardée par l'artillerie allemande. Au lieu de reconstruire à l'identique, l'architecte des monuments historiques décida de construire une façade en schiste vert afin de mettre en valeur la cicatrice laissée par la guerre.

L'église Notre-Dame
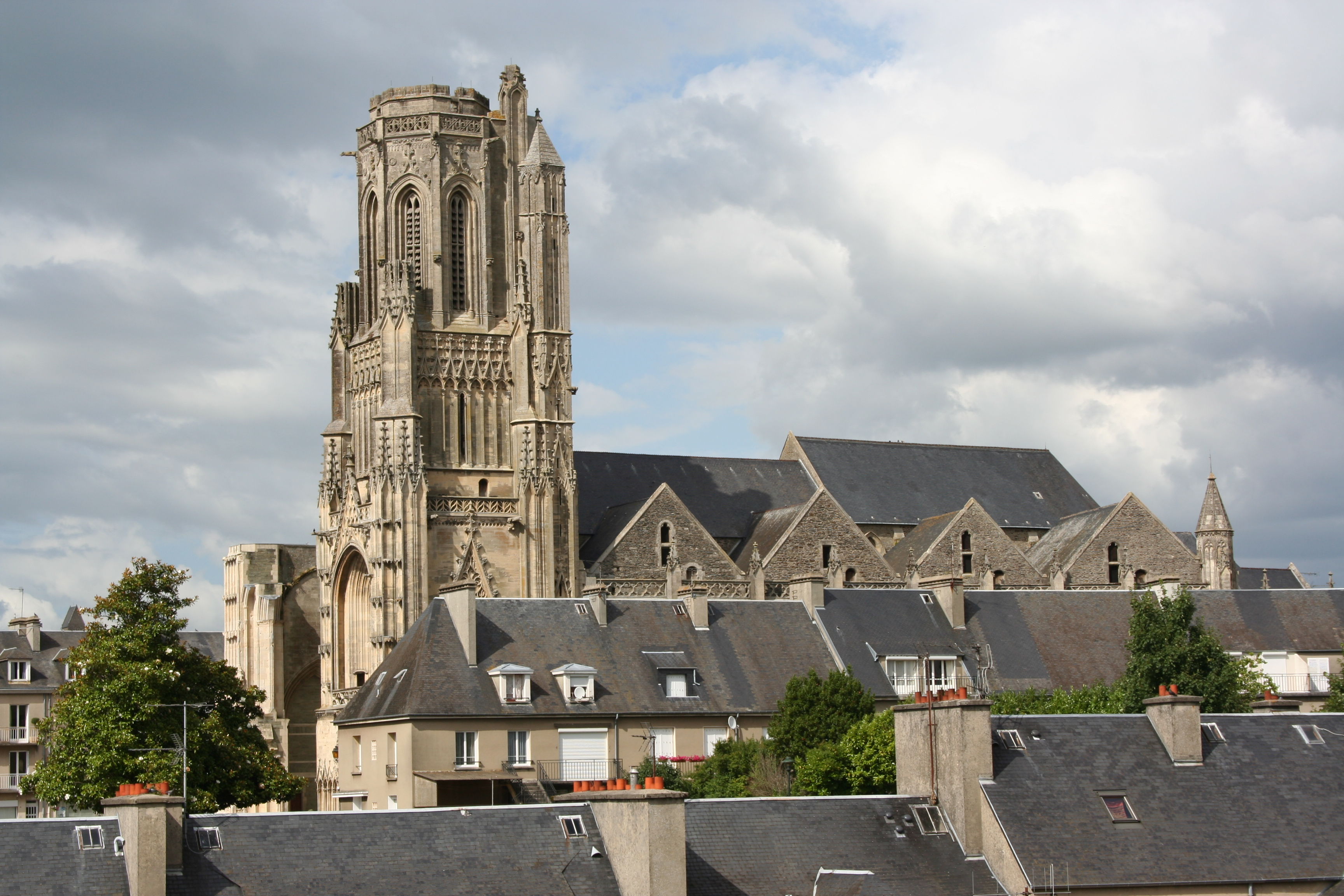
Vue d'ensemble.
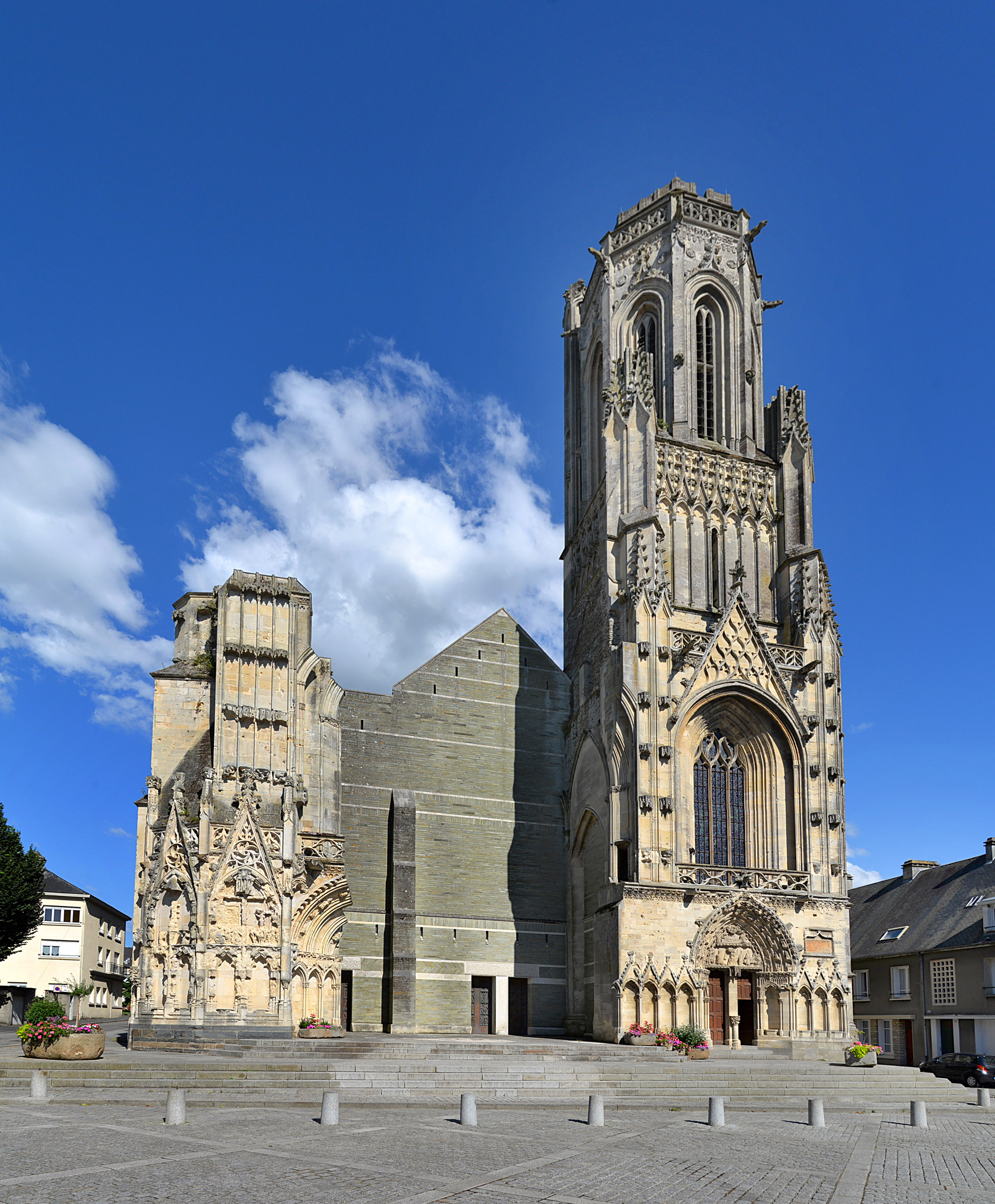
La façade.
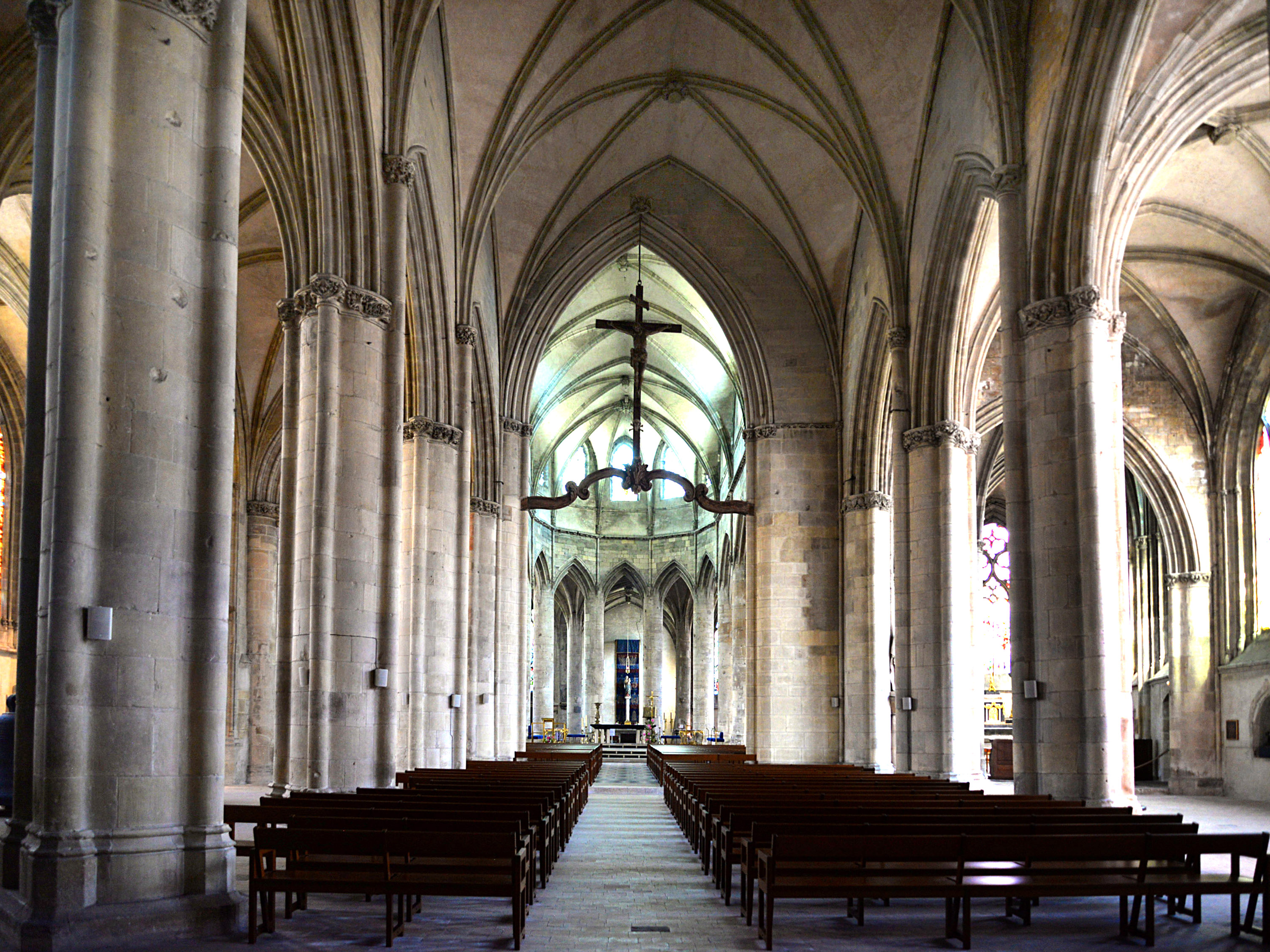
La nef.

##### Église Sainte-Croix
L'église abbatiale Sainte-Croix de style romane, place Sainte-Croix, construite au XIIe siècle, a été profondément remaniée par ses rénovations successives, notamment au XIXe siècle. Elle a néanmoins conservé son portail roman du XIIe. Lors de la Seconde Guerre mondiale, le clocher (situé latéralement) s'est effondré et c'est sur ses ruines qu'on a déposé le corps du major Thomas D. Howie ; un nouveau clocher a été reconstruit en 1957 sur le parvis dans un style moderne labellisé XXe. Sur la place de l'église est érigé le monument départemental à la mémoire des victimes de la guerre d'Algérie et d'Indochine, inauguré en 2005.

L’église Sainte-Croix
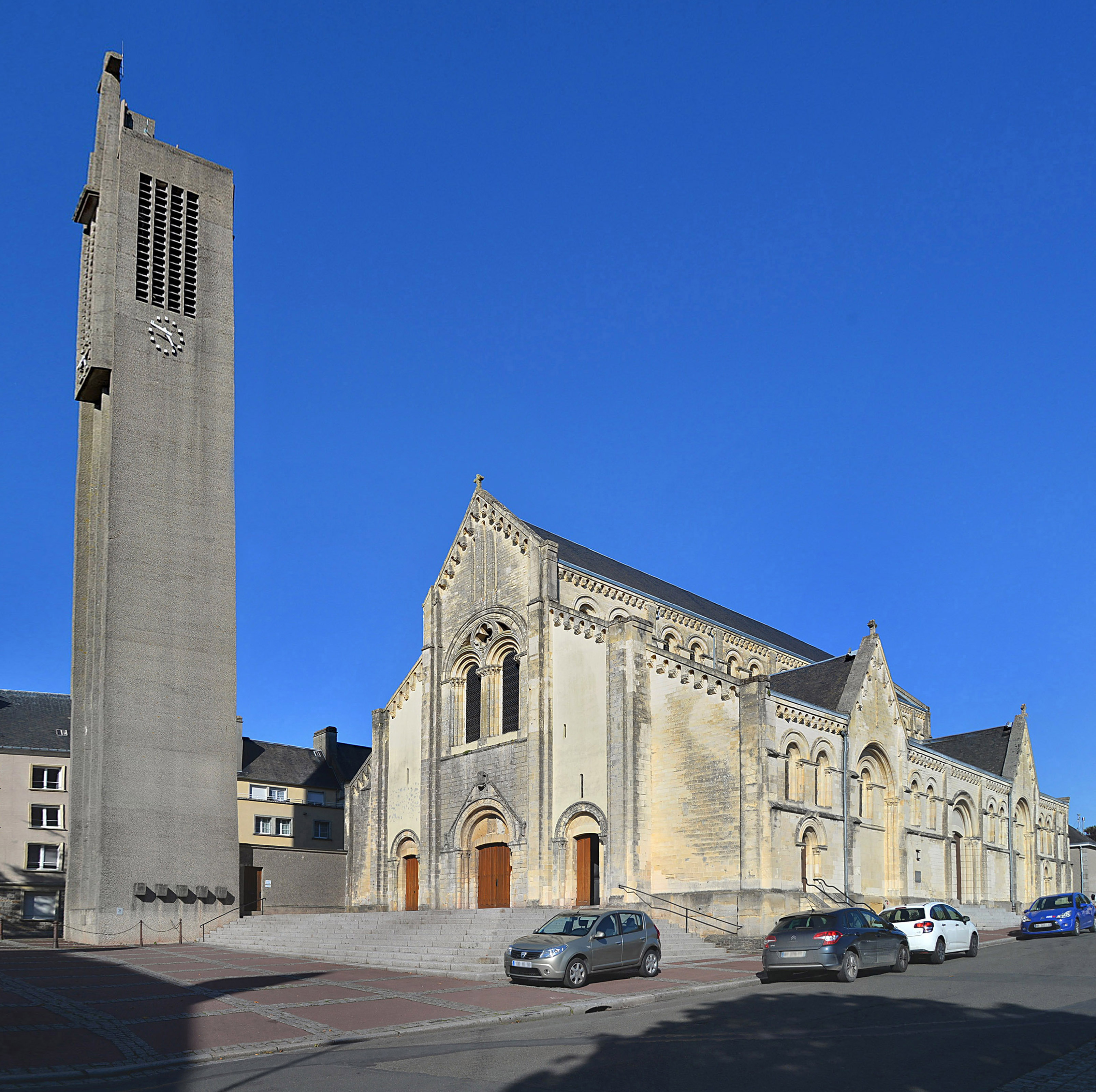
Vue sud-ouest.
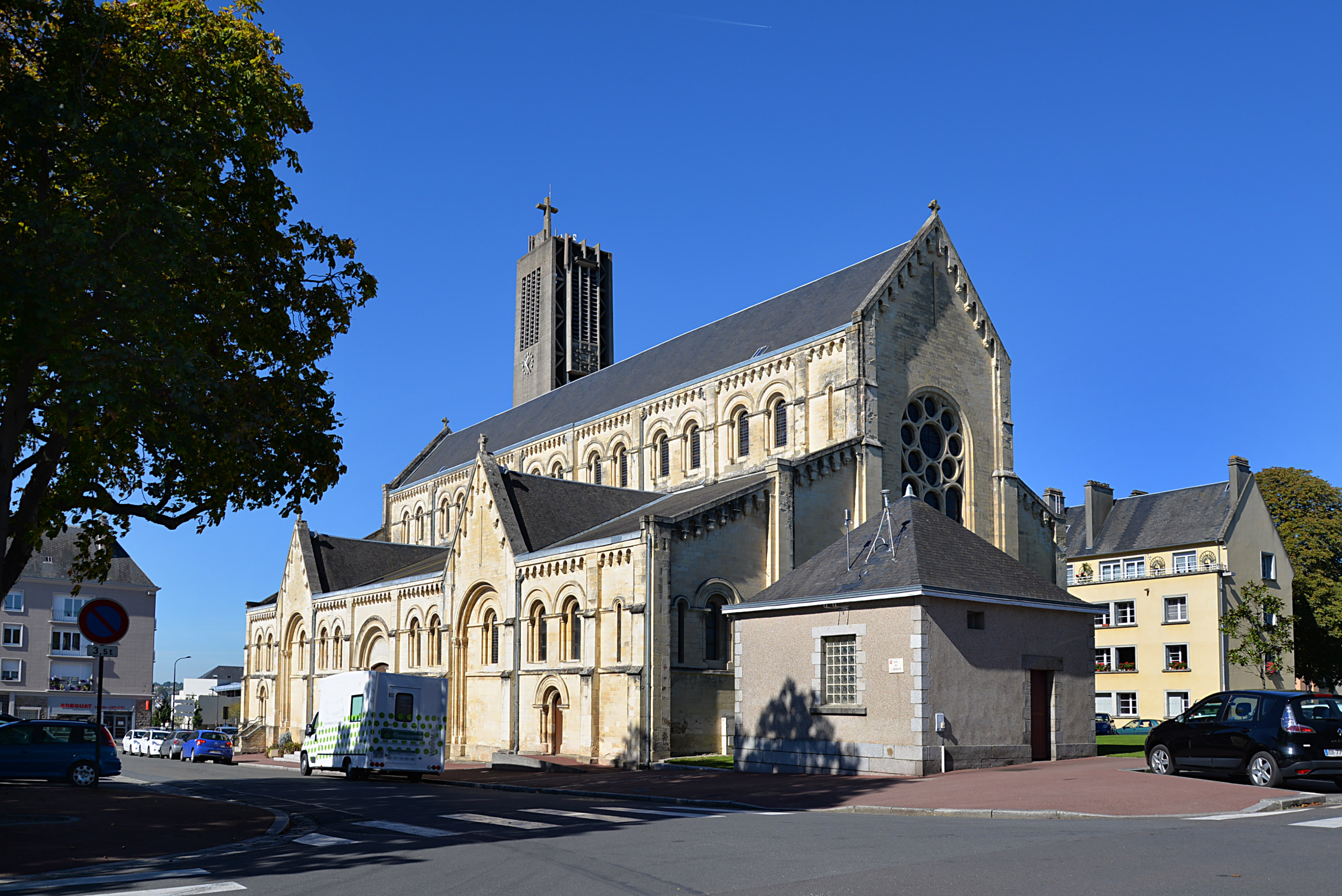
Vue sud-est.
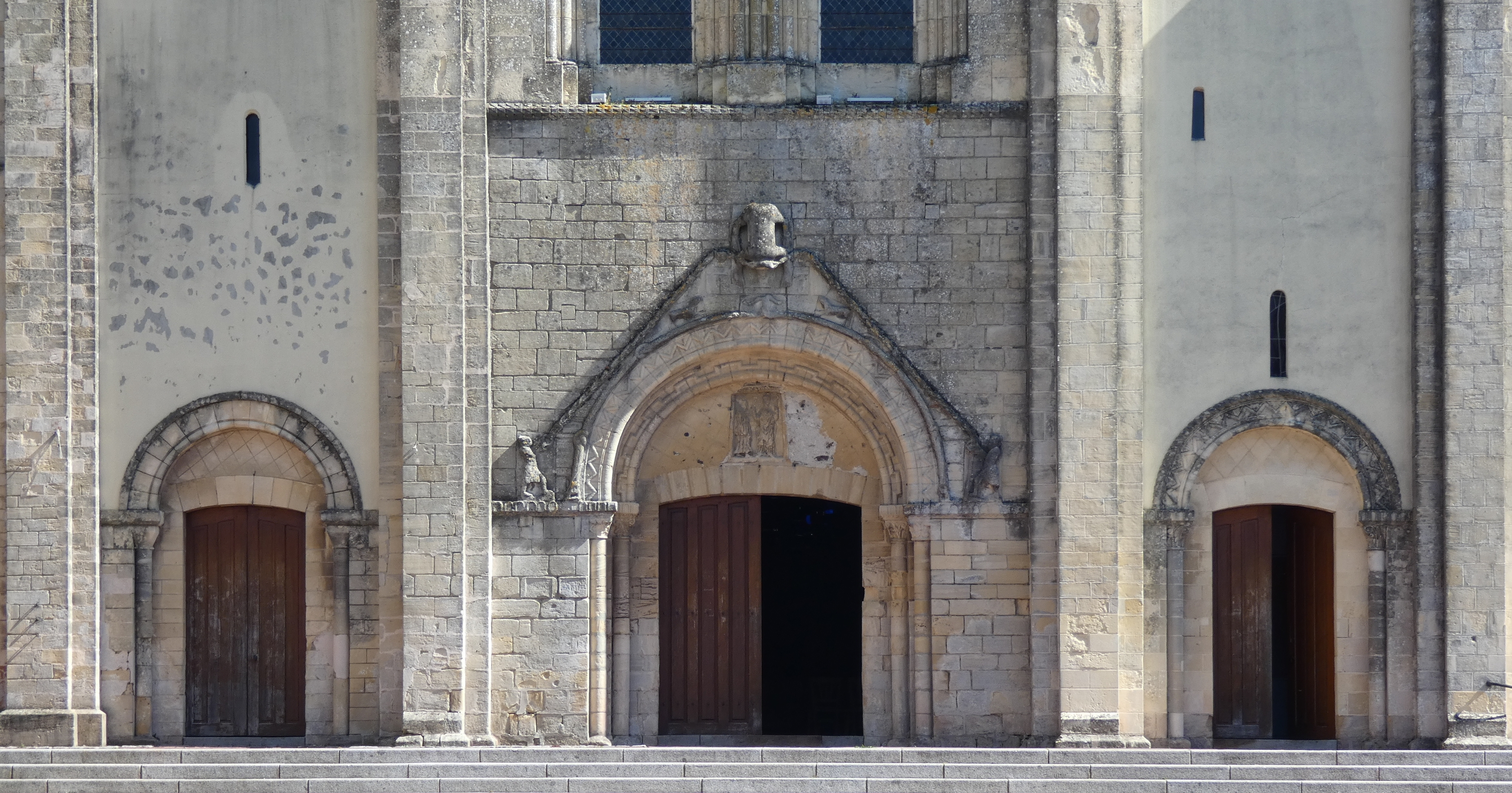
Les portails occidentaux.
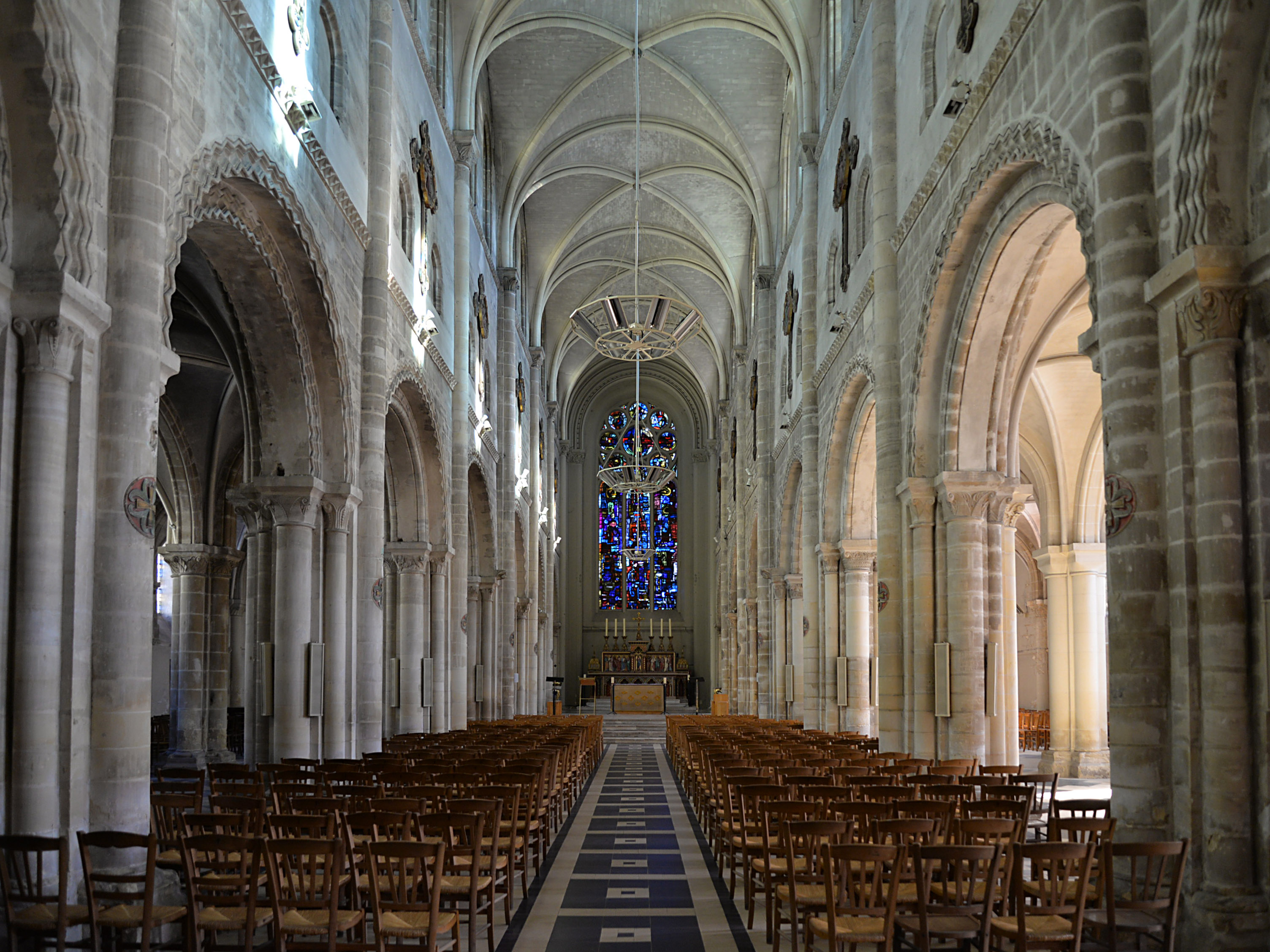
La nef.
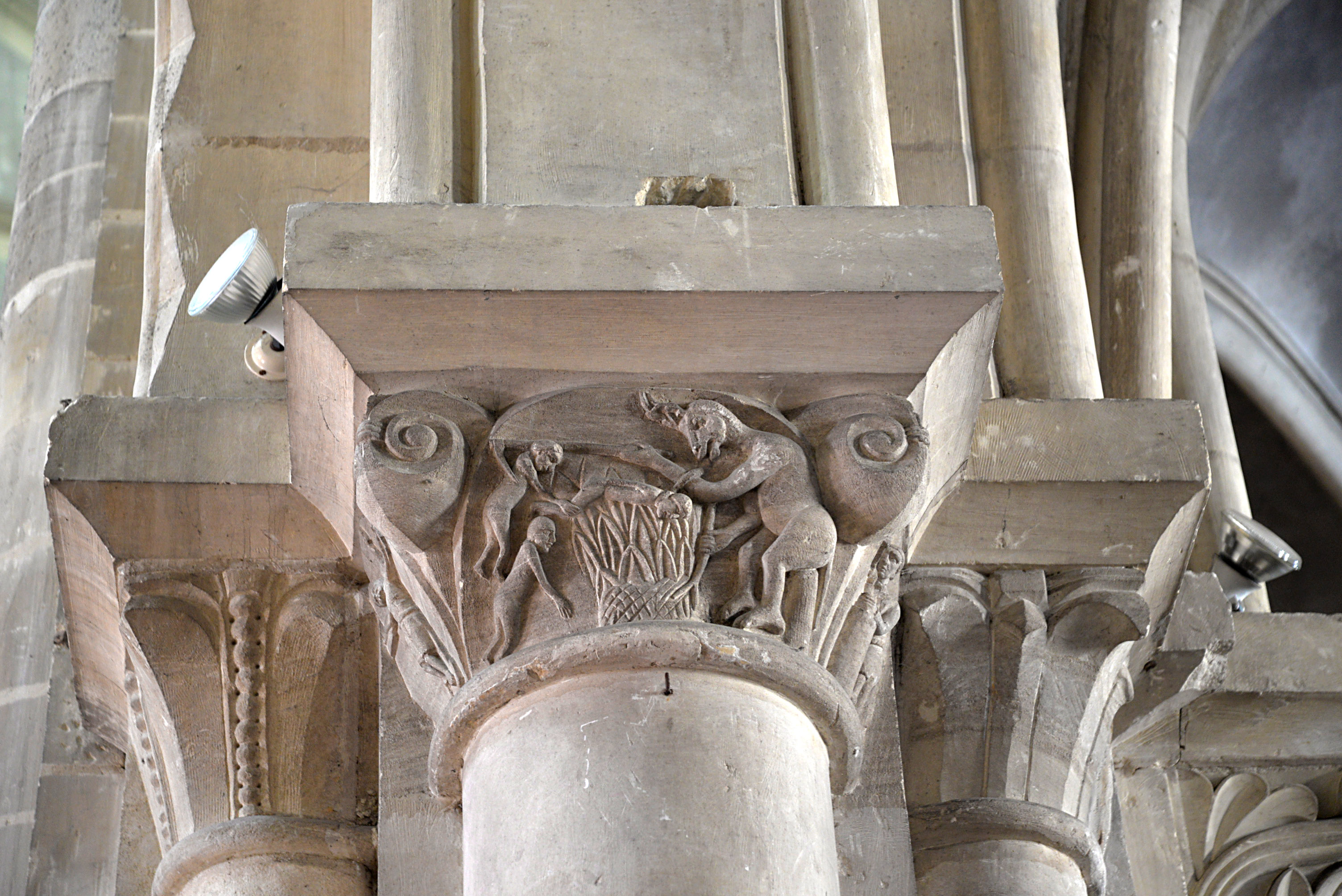
Les tourments de l’enfer.

##### Chapelle de la Madeleine

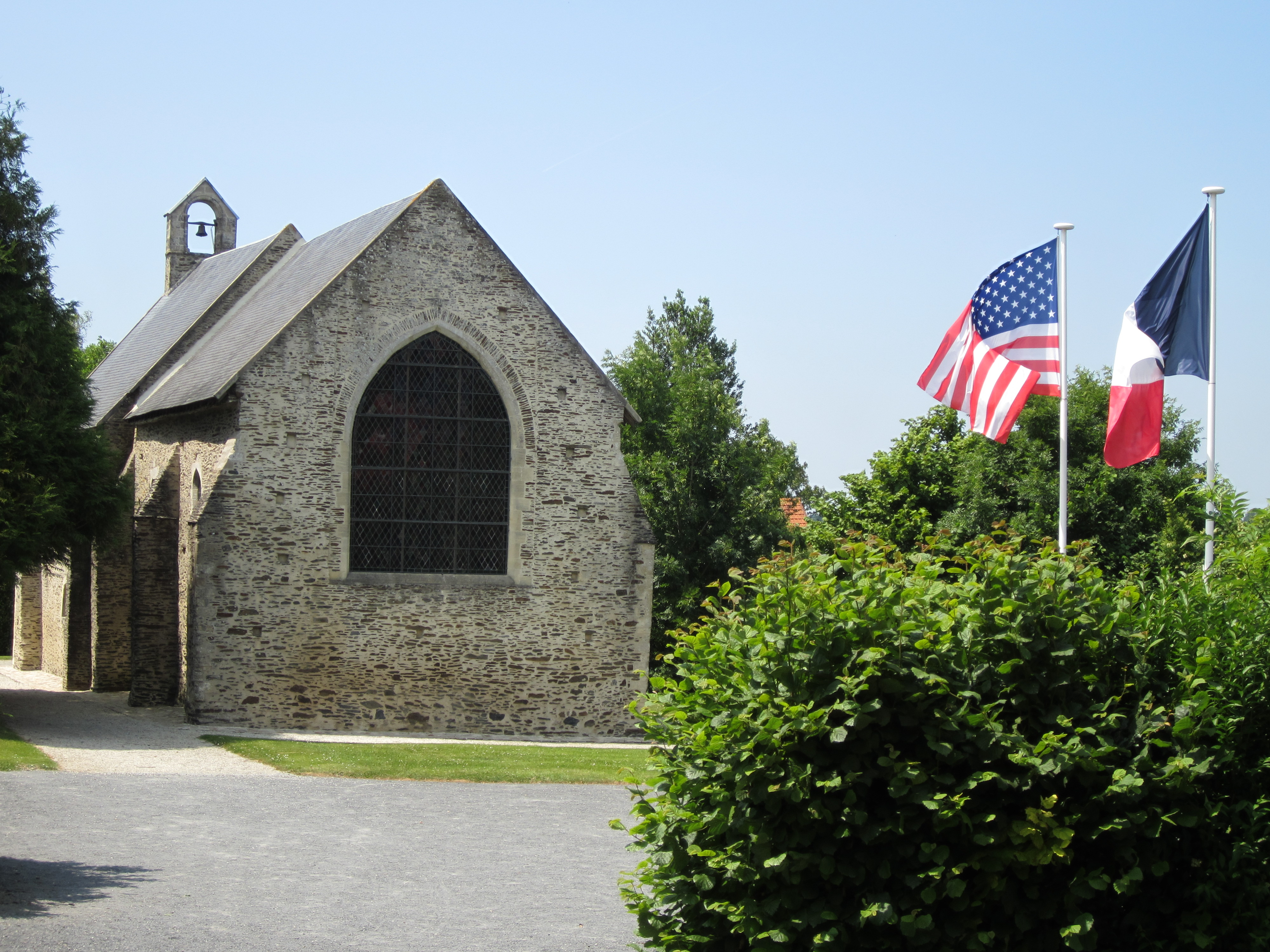
Mémorial de la Madeleine.

La chapelle de la Madeleine, impasse de la Chapelle, est située juste à côté du haras de Saint-Lô, sur la route de Bayeux. Elle est le vestige d'une ancienne léproserie fondée au XIIIe siècle. Elle fut classée monument historique le 3 août 1974 et fut restaurée entre 1988 et 1994. Un mémorial est inauguré en mai 1995 en l'honneur des soldats des 29e division d'infanterie et 35e division d'infanterie des États-Unis qui ont libéré Saint-Lô en 1944. Des photos, des plaques commémoratives, des tableaux et des drapeaux y sont exposés.

##### Cimetière de Saint-Lô

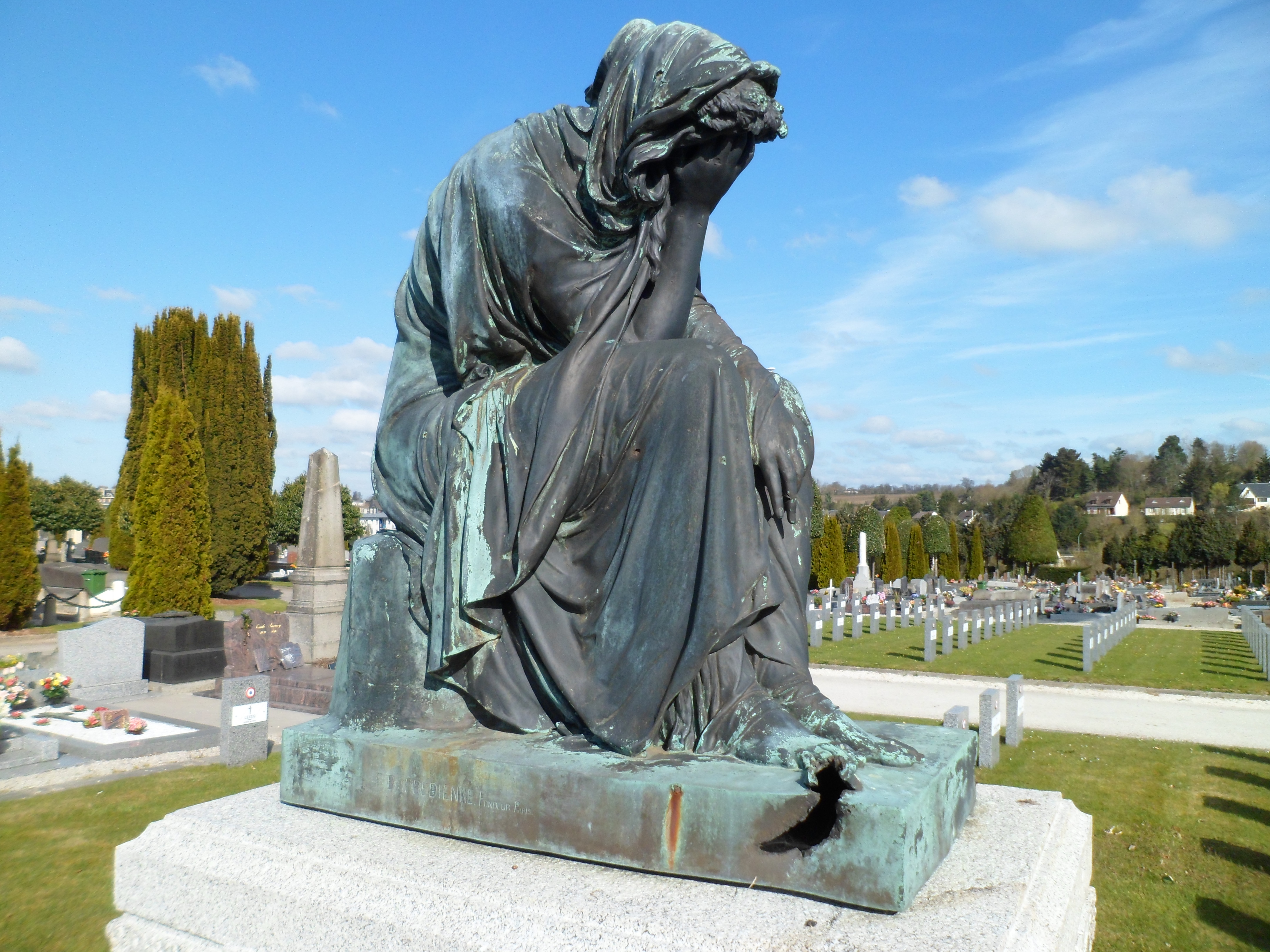
La statue de la Pleureuse.

Le cimetière de Saint-Lô est situé entre l'église Saint-Croix et le haras, au niveau de la route de Lison. Le cimetière est très marqué par la Seconde Guerre mondiale en abritant le carré des victimes civiles du bombardement de 1944 et également le mausolée de la famille Blanchet où le major Glover S. Johns Junior installa le premier poste de commandement avant de libérer la ville. On trouve encore le caveau du général de la Révolution française, Dagobert. On remarquera également la statue représentant une Pleureuse, sculpture en bronze de Cabet, élève de F. Rude, qui présente les traces d'éclats d'obus.

##### Autres édifices
Les paroisses de Saint-Lô (Saint-Laud et Saint-Jean-Eudes) comptent d'autres édifices catholiques :
- l'église Saint-Georges, rue de l'Église (desservant la commune voisine de Saint-Georges-Montcocq) ;
- l'église Saint-Jean-Eudes, avenue des Tilleuls, situé au Val Saint-Jean ;
- la chapelle Sainte-Catherine du centre hospitalier mémorial de Saint-Lô ;
- la chapelle de la fondation du Bon-Sauveur (1959), rue Baltimore ;
- la chapelle de la communauté des Sœurs du Bon Sauveur, rue Élisabeth-de-Surville.
- la chapelle de la clinique Saint-Jean ;
- la chapelle Jean-XXIII (fermée), passage Quemin-És-Moines, dans le quartier de la Dollée.
- l'ancienne chapelle du Bouloir, boulevard du Midi : la chapelle est désacralisée et reconvertit en salle polyvalente.

La commune compte également :
- un temple protestant de l'Église réformée de France rue Fontaine-Venise ; il fut construit par l'architecte Verrey avec le verrier Max Ingrand et fut inauguré le 23 octobre 1955 ;
- une salle de prière musulmane située rue Jean-Mantelet[157] ;
- une salle du Royaume des Témoins de Jéhovah rue Général-Koënig.

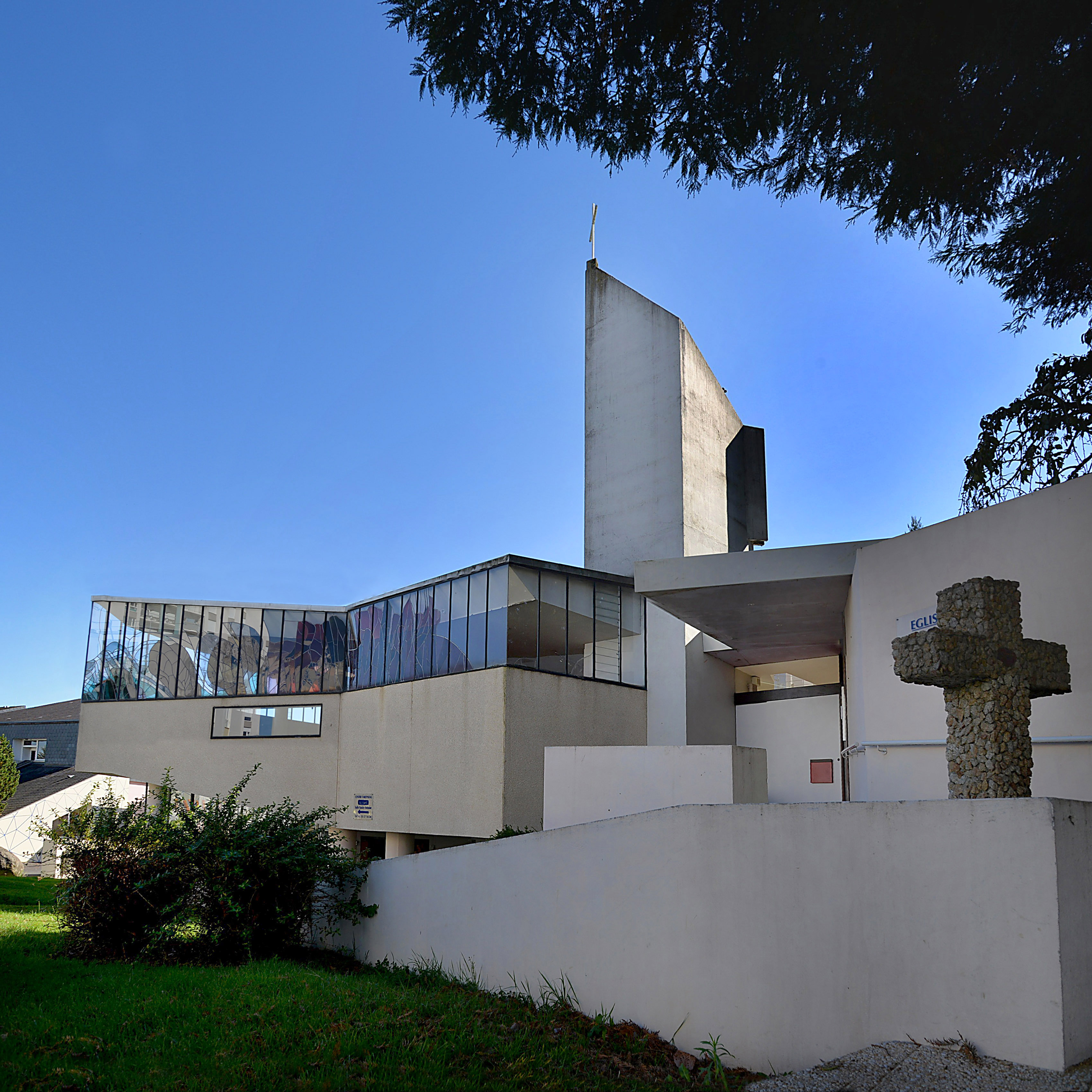
L’église Saint-Jean-Eudes.
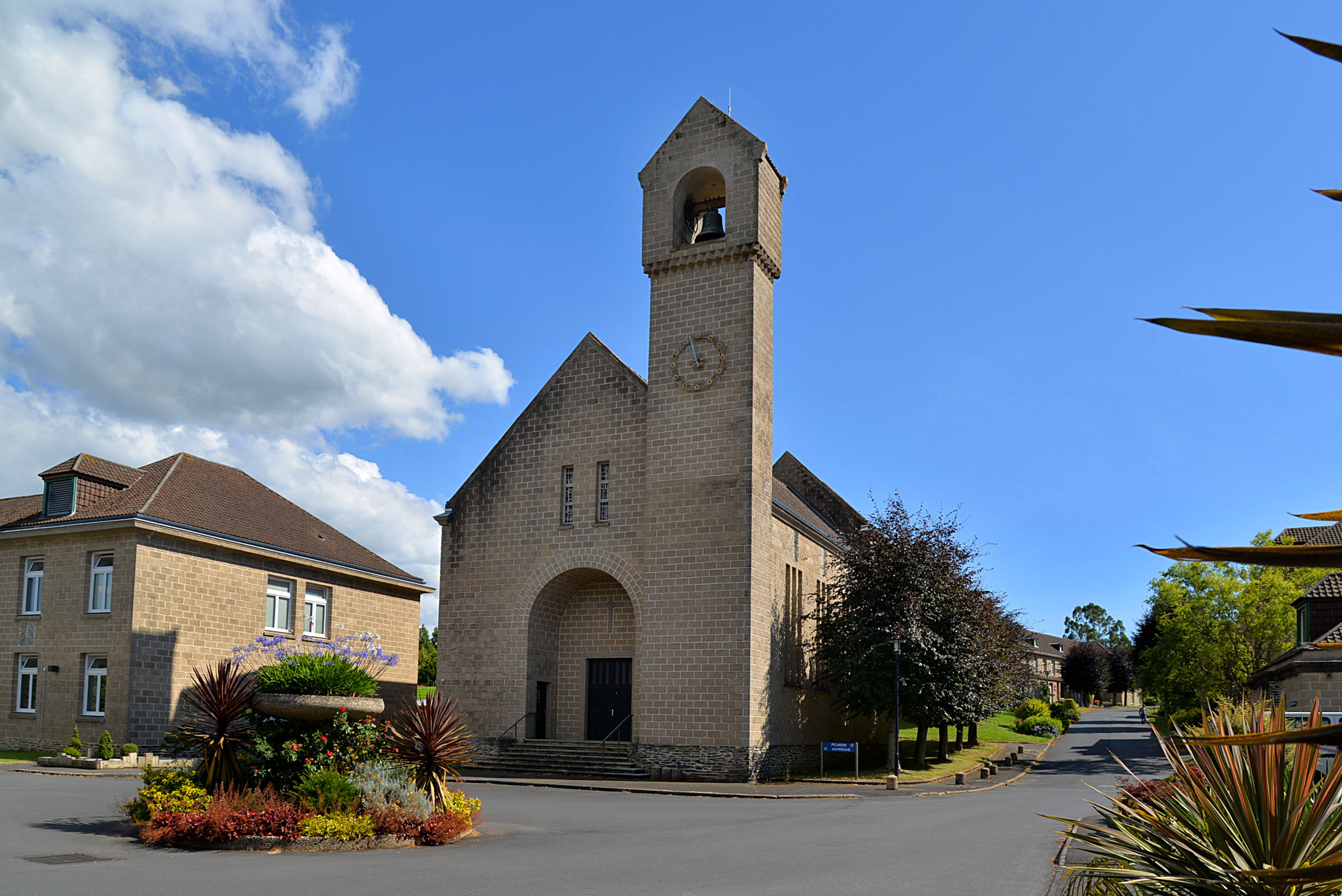
La chapelle de l’hôpital du Bon-Sauveur.
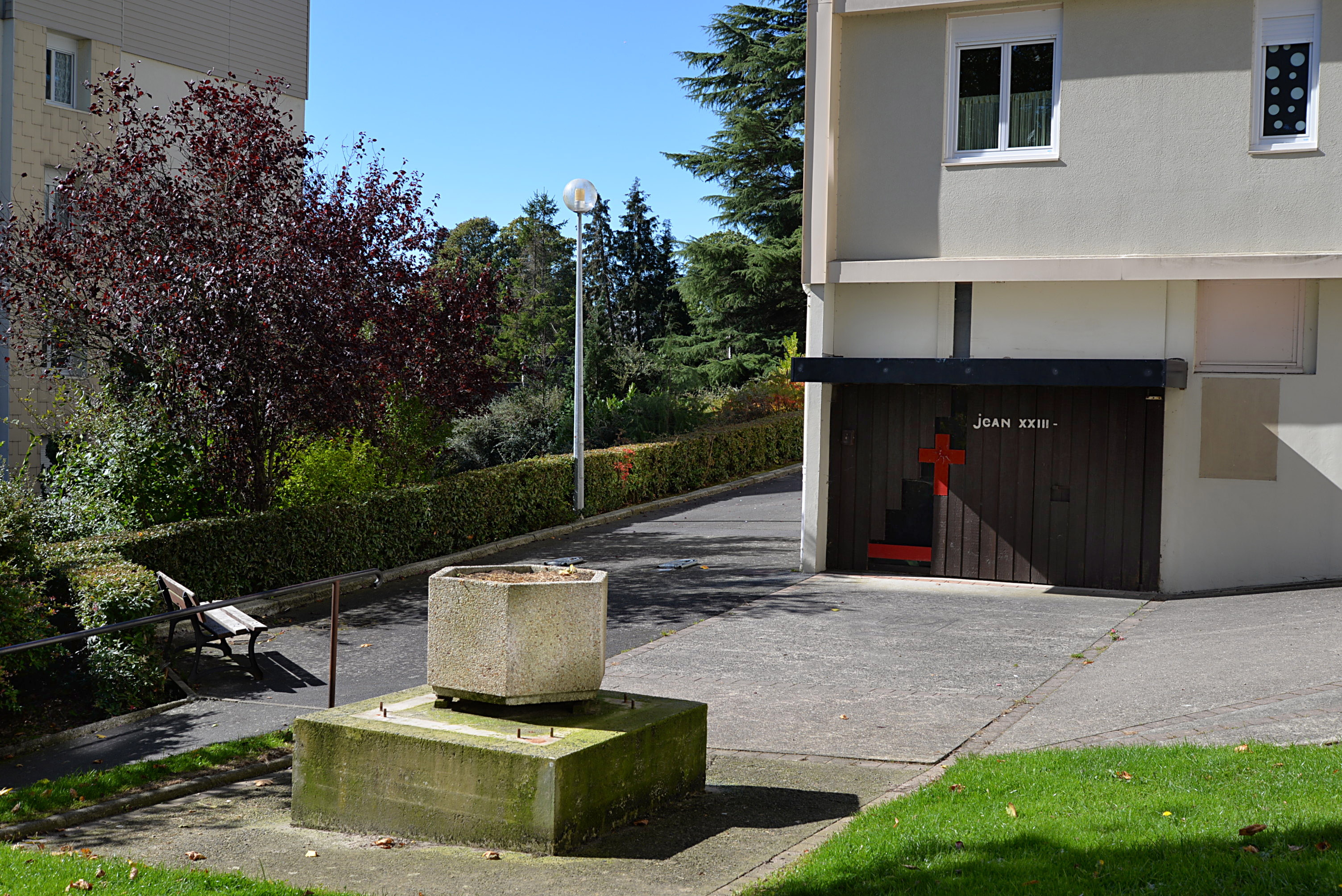
La chapelle Jean-XXIII.
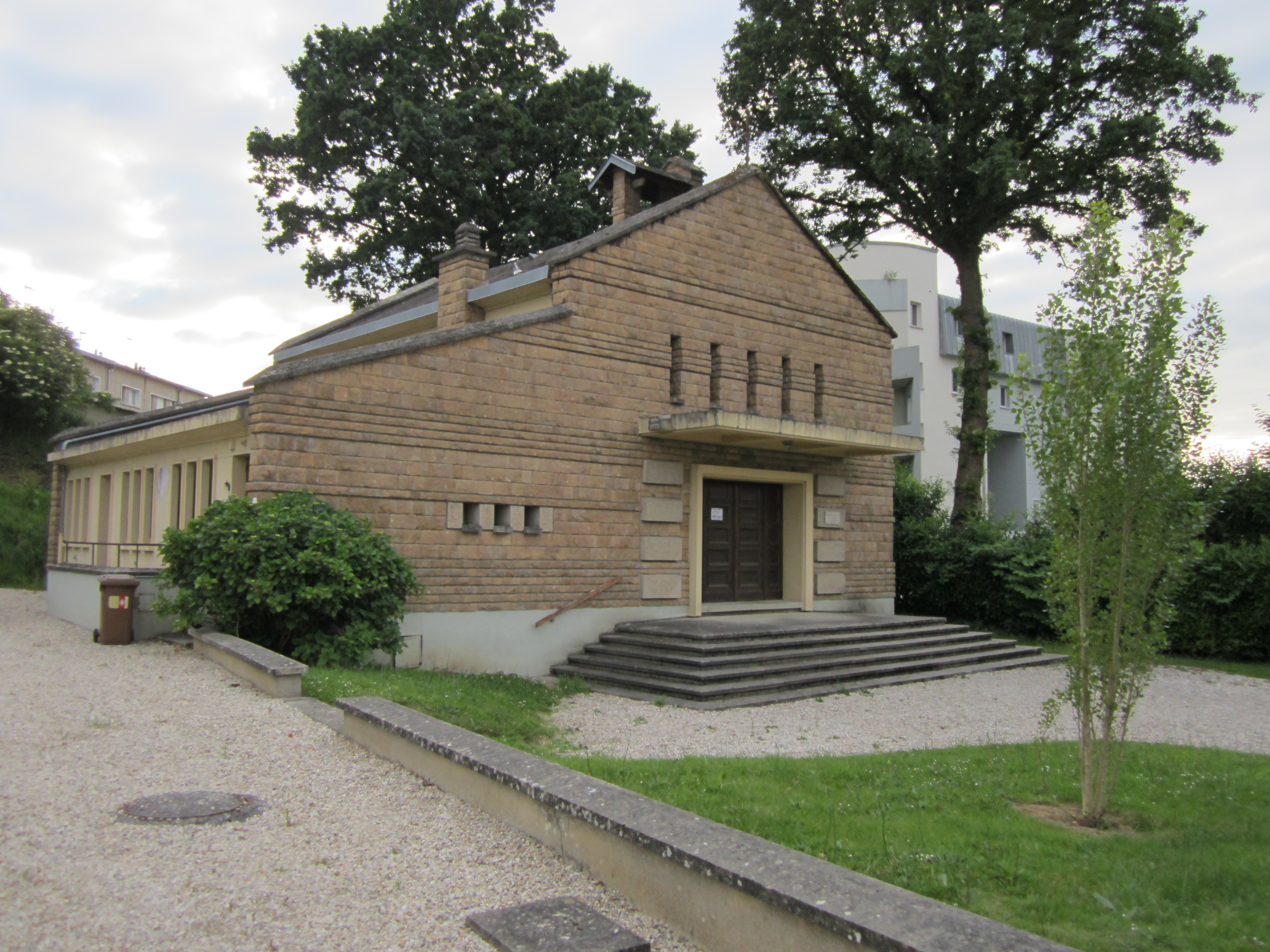
Le temple protestant.

#### Patrimoines civils historiques

##### Remparts

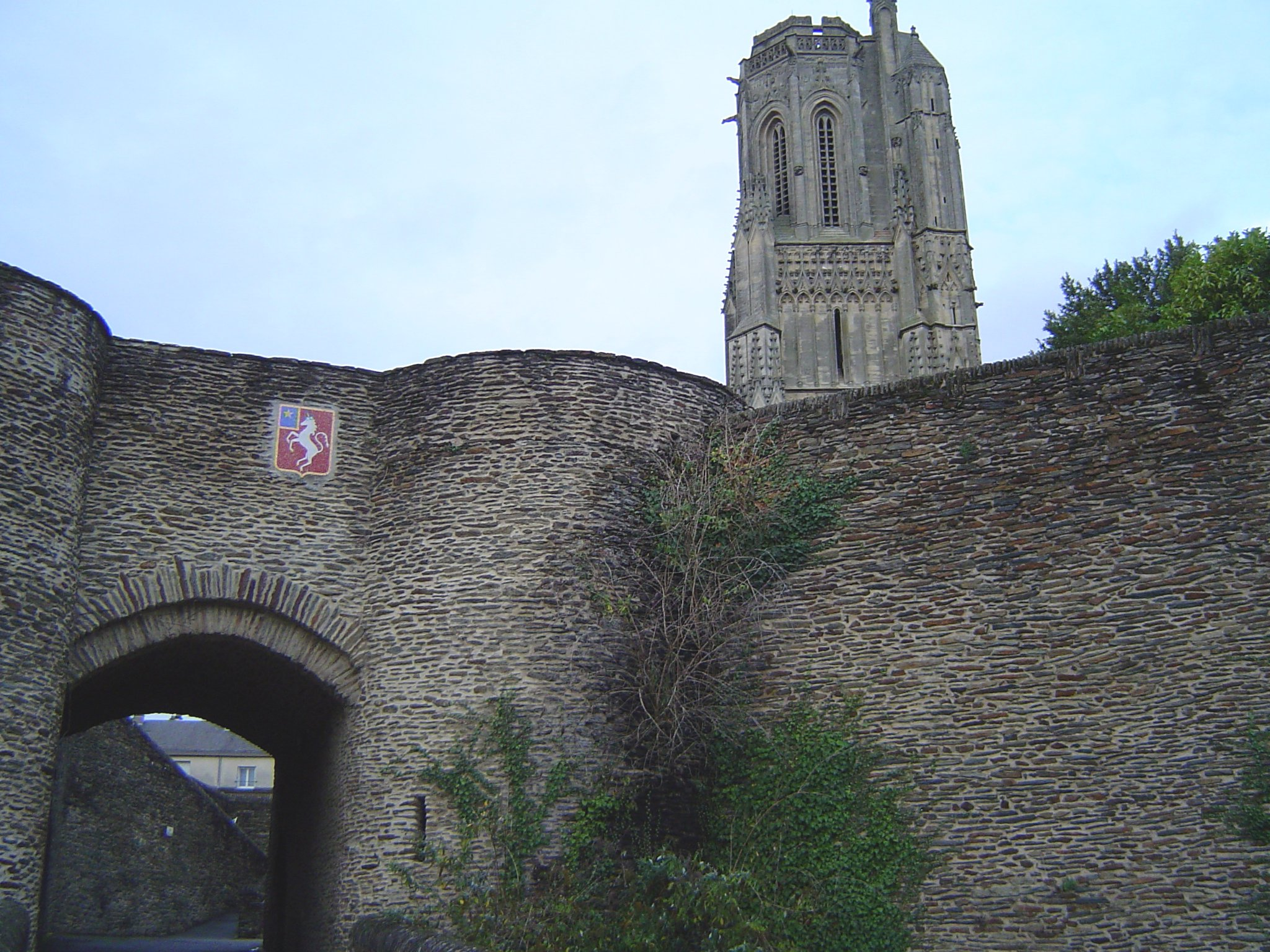
La « porte au Lait » des remparts avec la tour de l'église Notre-Dame.

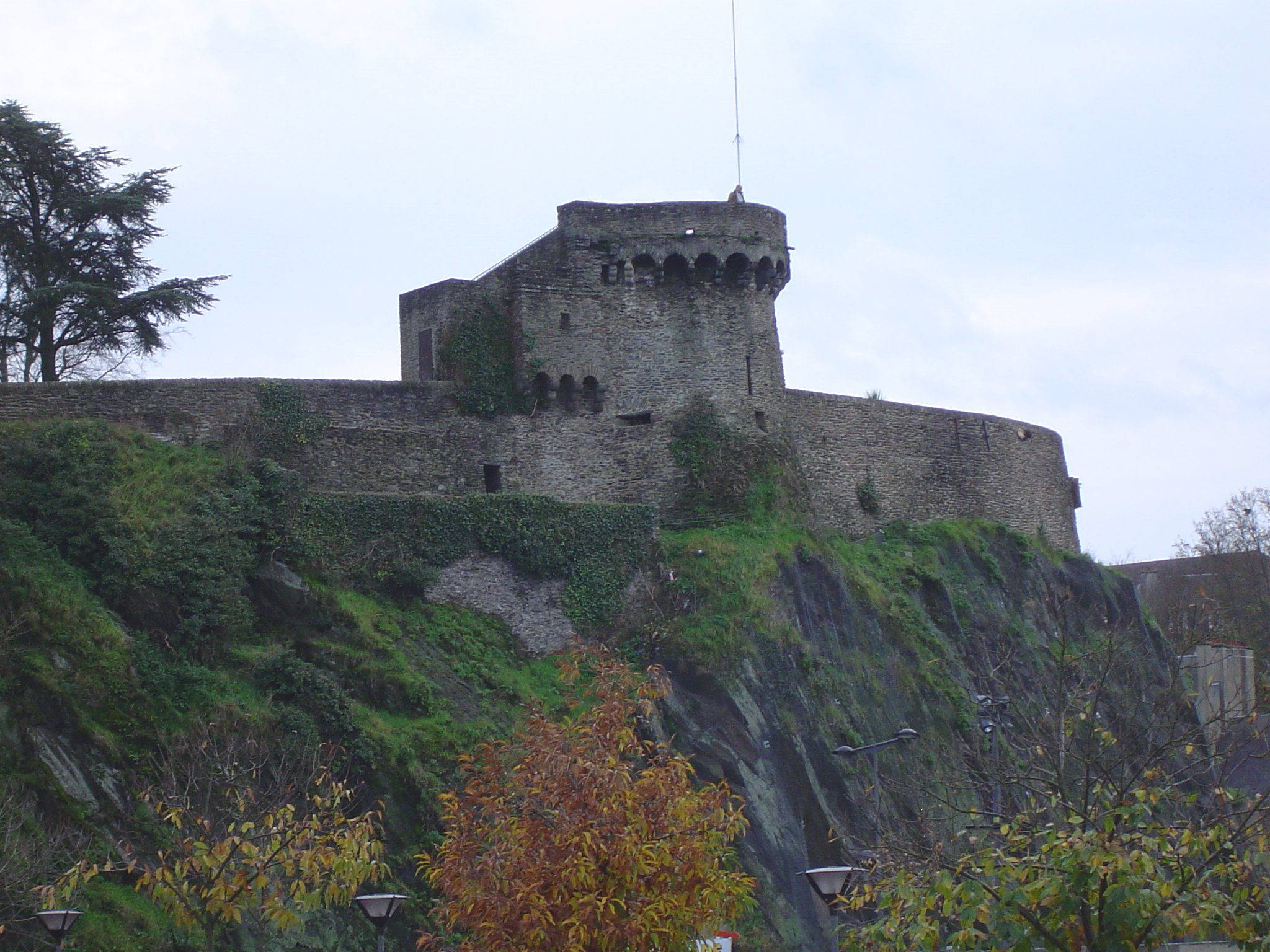
Les remparts de Saint-Lô et la tour Beaux-Regards.

Des remparts constituant l'Enclos, il en subsistent trois des quatre côtés. Côté sud, le désastre de 1944 a eu l'effet paradoxal d'en dégager la base où avaient poussé des maisons, rue du Torteron. La tour des Beaux-Regards, qui offre un panorama sur la Vire au sud-ouest et la tour de la Poudrière, impressionnant vestige militaire, sont les deux éléments les plus remarquables des remparts ainsi que la porte Dollée.

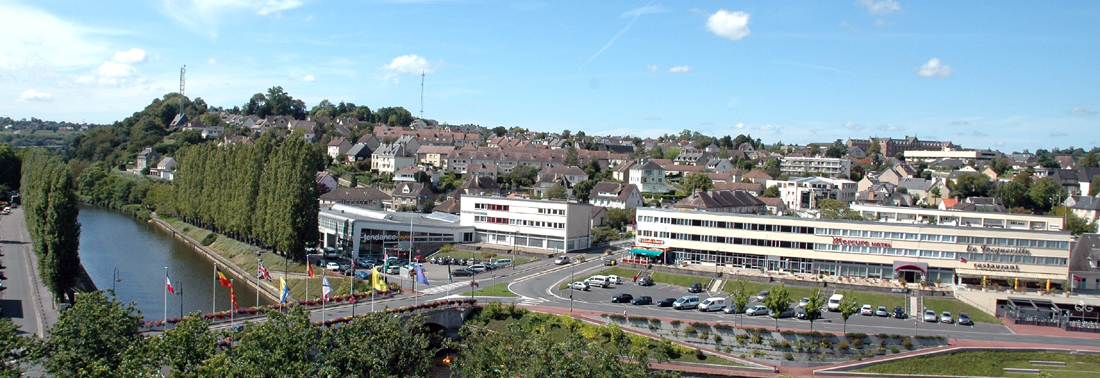
Vue panoramique depuis les remparts.

##### Haras de Saint-Lô

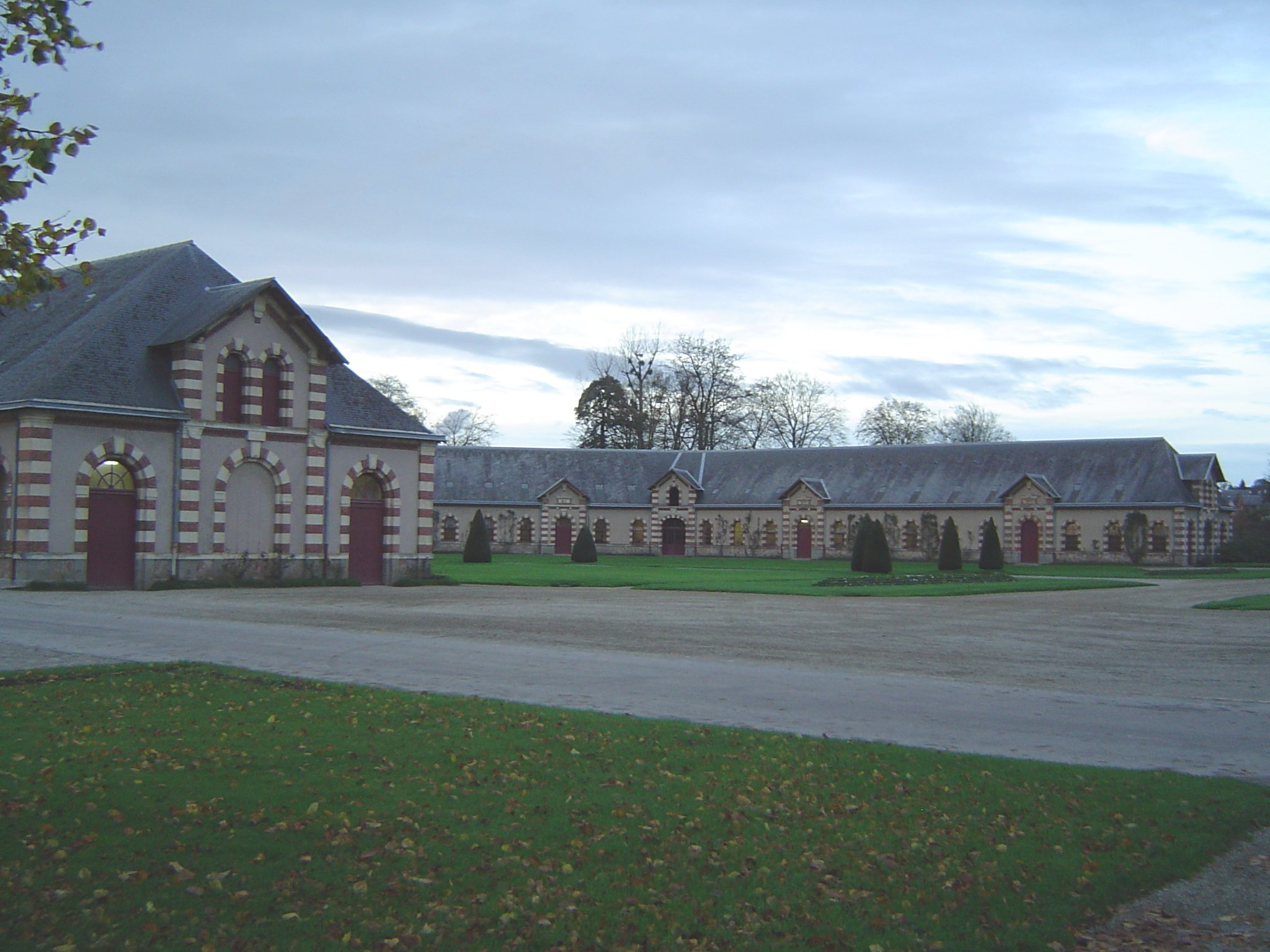
Le haras de Saint-Lô.

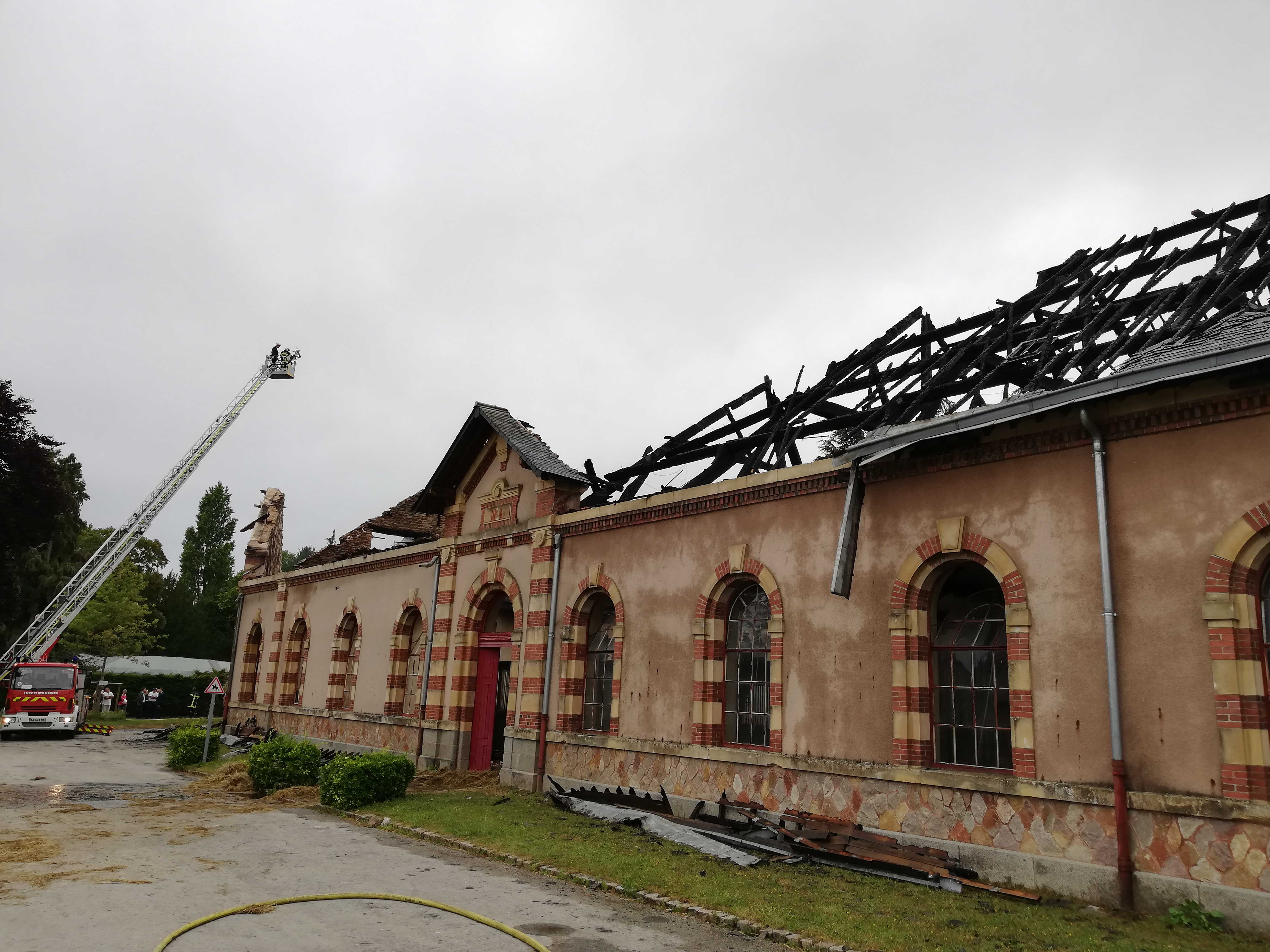
Les écuries du haras de Saint-Lô après l'incendie du 12 juillet 2019.

En 1806, Napoléon Ier dote Saint-Lô d'un dépôt d'étalon par le décret impérial du 4 juillet 1806. Dès son origine, le dépôt fut installé sur des bâtiments et terrains désaffectés de l'ancienne abbaye Sainte-Croix (trois hectares d'abord loués puis possédés à partir du 22 septembre 1807). Le haras recruta alors des reproducteurs issus du haras national du Pin.
En 1826, le dépôt de remonte militaire s'installe dans les locaux que le haras lui cède ; la plupart des étalons quittent le haras pour fournir la cavalerie. Le 28 mai 1874, la loi Boscher permet de surveiller les dotations des régiments et permet de doter le haras de plus de 230 chevaux. Le 28 juin 1881, le conseil municipal décide de transférer le haras au bord de la route de Bayeux. Ainsi, les bâtiments actuels de haras datent de 1884 (pose de la première pierre le 11 juin 1884) et le transfert est fini trois ans plus tard. Lors de la Première Guerre mondiale, cinq juments sur six seront réquisitionnées, mais aucun étalon. Les palefreniers combattirent au front et des prisonniers allemands creusèrent un étang. En 1939, le vieux haras hébergea l'effectif du haras national de Strasbourg (40 étalons et personnel) au moment de la percée allemande. Puis, en 1944, cinquante chevaux furent tués par les bombardements et d'autres étalons furent dérobés par les soldats allemands en fuite. Le vieux haras fut détruit et réclamé par la ville ; ainsi, ne subsiste que la rue du même nom et le bâtiment du Normandy qui était auparavant le manège de l'ancien haras. Le nouveau haras fut reconstruit ; le général de Gaulle offrit au sultan du Maroc Bois de Rose, un pur-sang anglais stationnant depuis deux ans au haras. Puis le haras se développa progressivement dans le domaine de la reproduction, en investissant dans un centre d'insémination artificielle, un centre de congélation de semence et une unité de transfert d'embryon. Ainsi, la circonscription de Saint-Lô a la plus forte densité d'élevage des dépôts de France.
Bien que vendu aux collectivités en 2017, le site conserve le droit d'usage de la marque Haras national. En 2019, un incendie détruit une partie des toitures des écuries ayant échappé aux dommages des bombardements de 1944.

##### Château de la Vaucelle

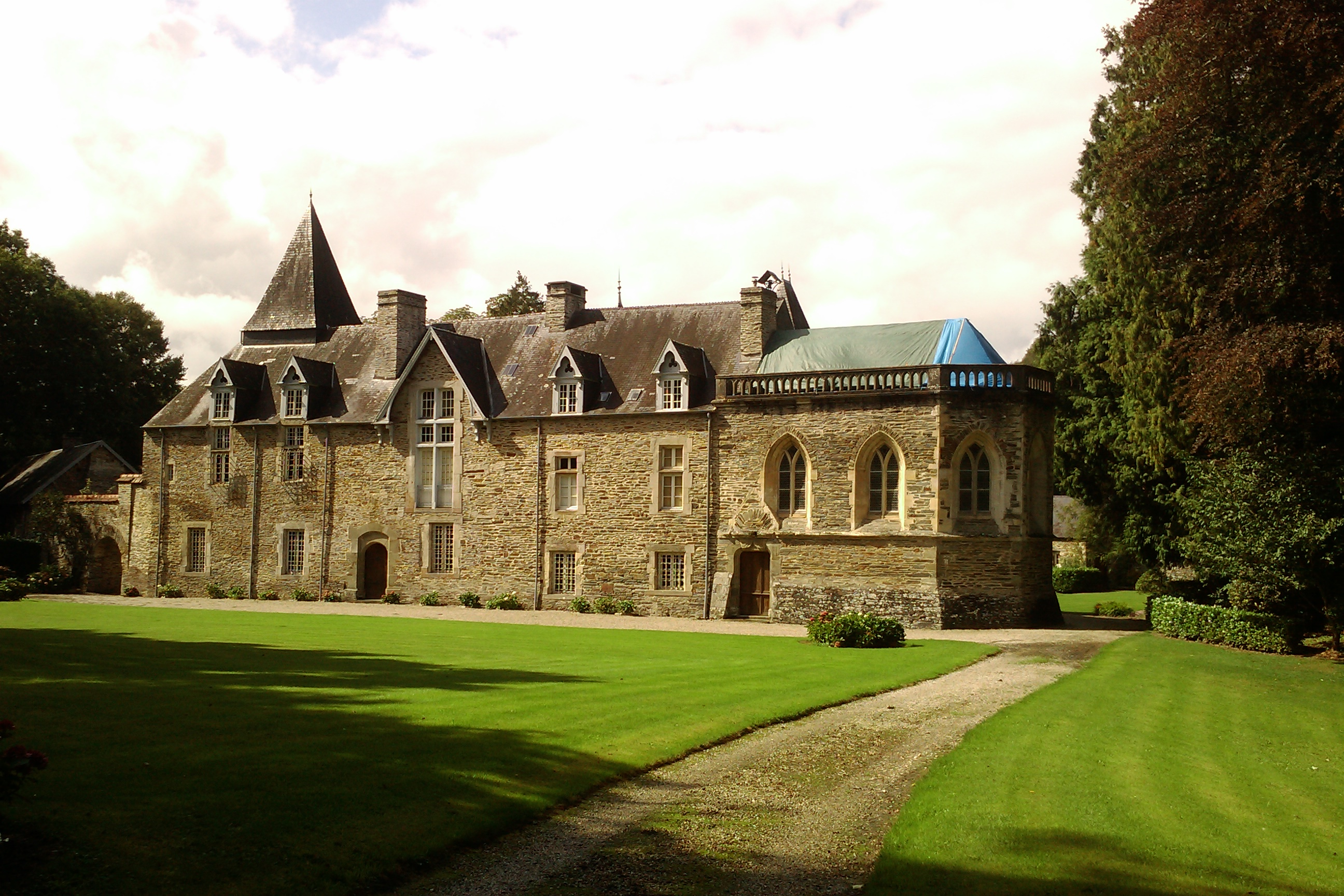
Château de la Vaucelle.

Situé au bord de la Vire, le château de la Vaucelle appartient aux descendants du mémorialiste saint-lois du XVIIe siècle Luc Duchemin. La chapelle Sainte-Pernelle est l'œuvre d'un seigneur de la Vaucelle Jean Boucart, confesseur de Louis XI et fondateur de la bibliothèque paroissiale de Saint-Lô qui fut pour l'époque la deuxième bibliothèque de Normandie par son importance. Trois rois résidèrent à la Vaucelle : Édouard III en 1346, au début de la guerre de Cent Ans car le roi trouvait la ville non sûre, François Ier lors de sa visite en 1532 et Charles IX. Le pigeonnier et le mur à créneaux nord sont recensés comme éléments protégés.

#### Autres lieux remarquables

##### Place de la mairie

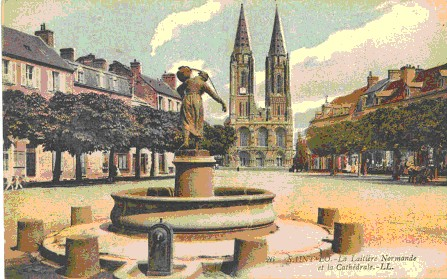
La Laitière normande, d'Arthur Le Duc.

Remaniée en 1990, la place est toute en bitume noir éclairé par des faisceaux de lumière au sol. La nuit elle ressemble à une piste d'aéroport. On peut apercevoir en haut de la place la statue de la laitière normande ou Femme d'Isigny. Arthur Le Duc (1848-1918) présente en 1887 le plâtre d'une statue, une femme normande marquée par le travail difficile de la terre, sa canne à lait (récipient typique de Normandie) sur l'épaule. Quelques années plus tard, le bronze arrive à Saint-Lô. Il est posé sur un socle rond, entouré d'un bassin, sur la place des Beaux-Regards devant l'église Notre-Dame. Elle est déménagée un peu plus loin lorsqu'est installé le Poilu de la Première Guerre mondiale. Elle est déboulonnée et fondue le 8 février 1942 dans le cadre de la mobilisation des métaux non ferreux. En janvier 1984, André Leplanquais, un commerçant saint-lois, souhaita créer une nouvelle réplique de cette statue. Une collecte de fonds suscita des dons importants de la part des habitants. Une fois l'argent réuni, le sculpteur Louis Derbré célèbre sculpteur d'Ernée (Mayenne) façonna une nouvelle statue d'après des plans originaux. Plusieurs fois déplacée, on peut la retrouver près des escaliers de la place. Le socle et le bassin en granit sont d'origine.

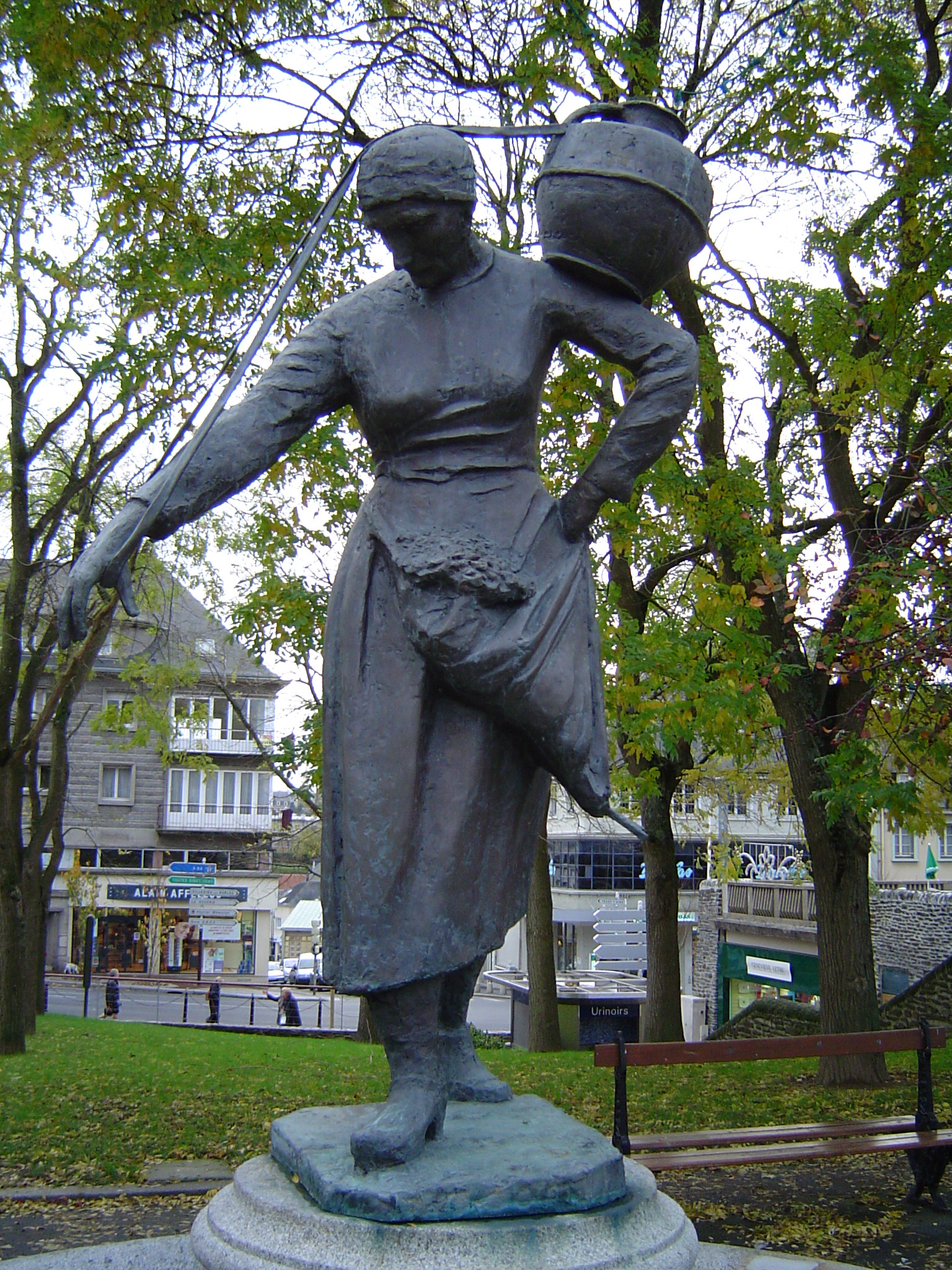
La Laitière normande de Louis Derbré, d'après Arthur Le Duc.

La fontaine Havin créée également par Arthur Le Duc en 1887 était situé près du musée de Saint-Lô ; la statue fut elle aussi fondue par les Allemands mais aucune réplique n'a été créée. Juste à côté se trouve la porte de la prison, vestiges des bombardements de 1944. Une urne contenant des cendres de déportés est placée au pied de celle-ci. Mémorial en l'honneur des victimes de la répression nazie, elle est devenue le monument départemental de la Résistance. On peut également observer sur la place le beffroi qui semble jaillir du cœur de la cité. Construit en 1954, on y faisait autrefois sécher les tuyaux des pompiers. Rénové plusieurs fois depuis 1990, il est le symbole de la reconstruction de la ville. Une girouette en forme de Licorne et une table d'orientation se trouvent au sommet duquel on peut admirer toute la région. Auparavant ouvert au public par l'office de tourisme, son accès est désormais interdit.

##### Écureuil de la Caisse d'épargne
On peut apercevoir à Saint-Lô, une statue en granit représentant un écureuil, qui est le logo du Groupe Caisse d'épargne ; celui-ci est visible dans la rue Saint-Thomas. Ce qui peut paraître incongru, c'est qu'il n'y a pas de banque de cette enseigne à proximité. En fait, la banque avait bien un guichet juste en face mais celle-ci a déménagé dans les années 1990. Il s'est alors posé la question de garder ou pas cette statue à vocation publicitaire. Les Saint-Lois étaient attachés à l'écureuil et il fut finalement décidé de le laisser à cet endroit.

#### Statuaire
Devant l'entrée de l'hôtel du département, route de Candol, est érigée la statue grandeur nature d'Alexis de Tocqueville, réalisé en septembre 2002 par le sculpteur Louis Derbré (1925-2011).

#### Patrimoine disparu

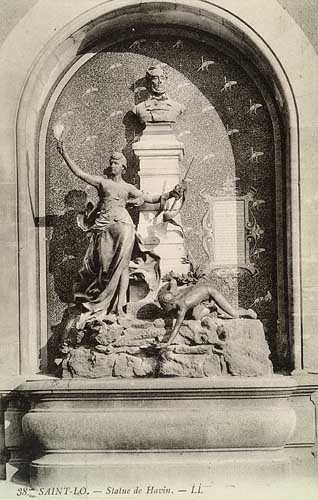
Monument-fontaine à Léonor-Joseph Havin.

- Le monument-fontaine à Léonor-Joseph Havin réalisé par Arthur Le Duc inauguré en 1888. Également appelé La presse guide l'enfance à la source de la vérité. Le buste de Léonor-Joseph Havin et les ornements en bronze sont déboulonnés et fondus sous le régime de Vichy, dans le cadre de la mobilisation des métaux non ferreux. Ce qui reste du monument est presque totalement détruit par les bombardements de 1944.
- Le château de Saint-Lô.
- La Maison-Dieu ou maison du Poids-le-Roy[Note 19], construite, face à l'église au no 11 rue Thiers dans l'Enclos, dans la 2e moitié du XVe siècle (1495-1496) par les frères de l'hôpital de Saint-Lô, sur de deux petites maisons acquises d'une famille Le Bachelier, l'une entre 1426 et 1431, l'autre en 1489, fut rasée lors des bombardements de 1944. Cette construction bourgeoise qui présentait une façade à colombage avec des encorbellements et des sculptures[165] avait été inscrite au monument historique le 3 octobre 1929[166],[167].

### Garnisons

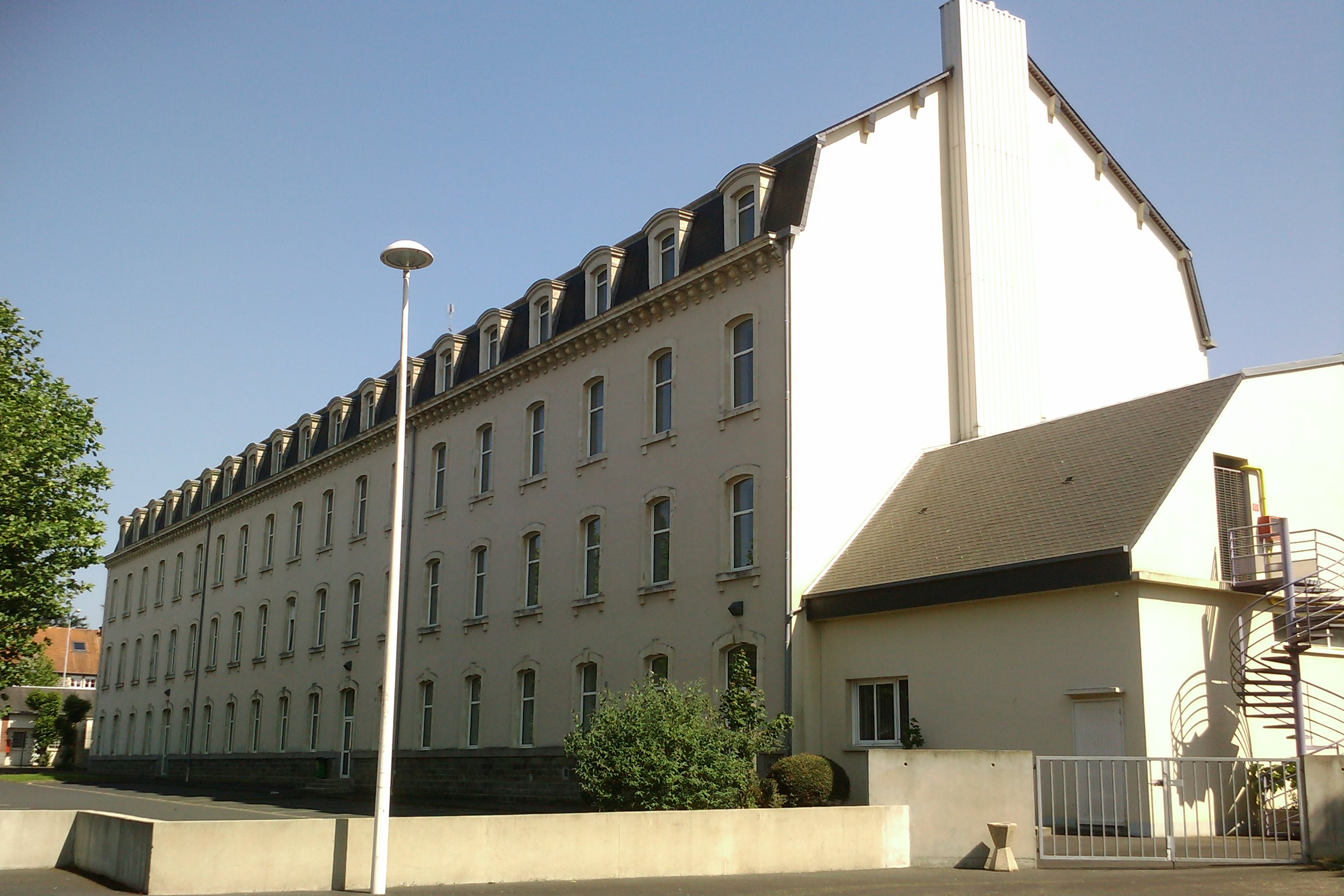
Caserne Bellevue.

Saint-Lô fut le lieu de différentes garnisons dans la caserne Bellevue :
- ????-1923 : trois bataillons (1er, 2e et 3e) du 136e régiment d’infanterie ;
- 1924-1929 : 1er bataillon du 1er colonial ;
- 1929-1939 : 8e régiment d’infanterie ;
- ????-???? : 208e régiment d’infanterie ;
- 1963-???? : 512e groupe de transport venant de Constantine ;
- 1978-1984 : 1er RIMA[168].

### Personnalités liées à la commune

#### Naissances

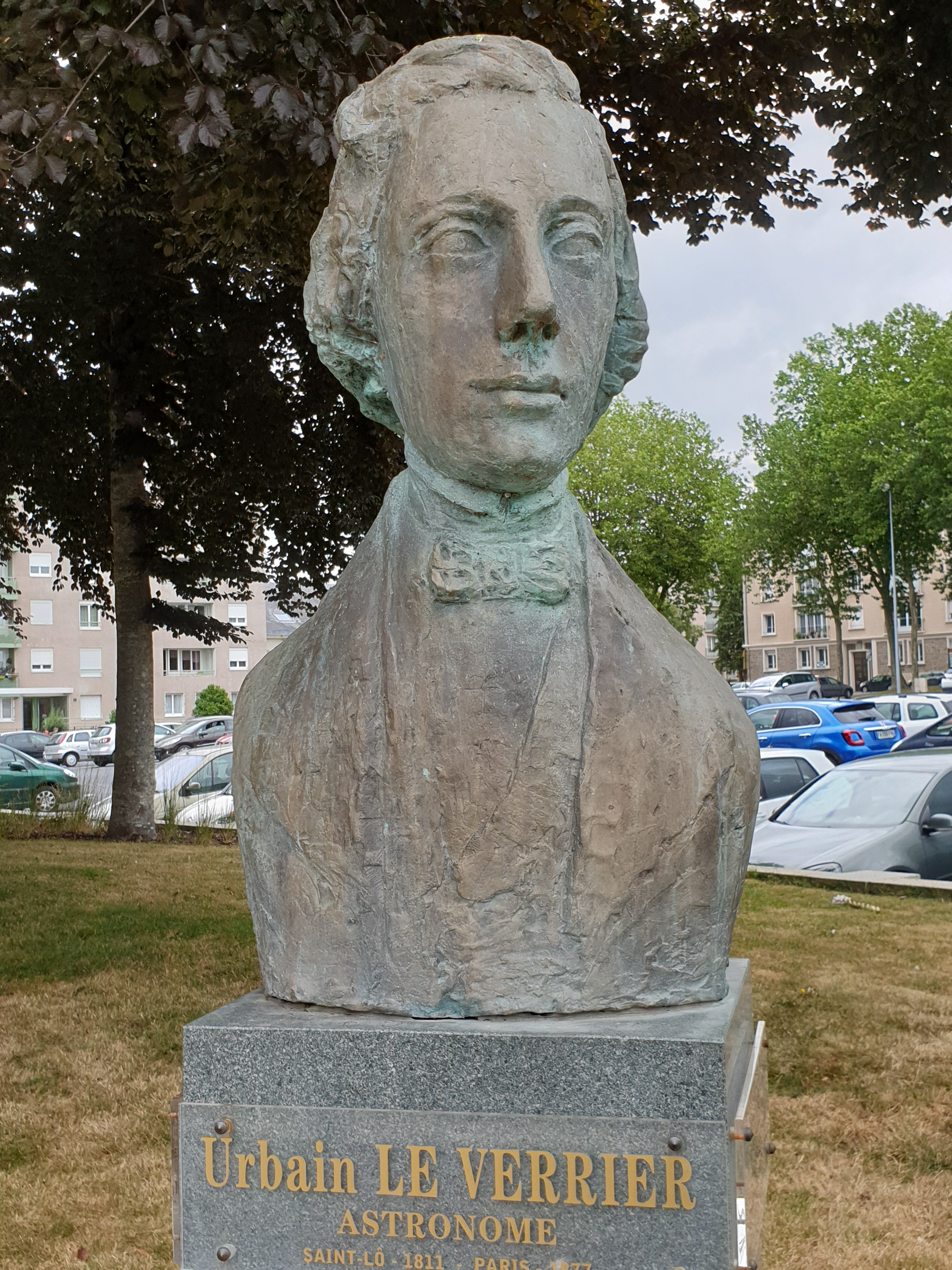
Buste d'Urbain Le Verrier à Saint-Lô.

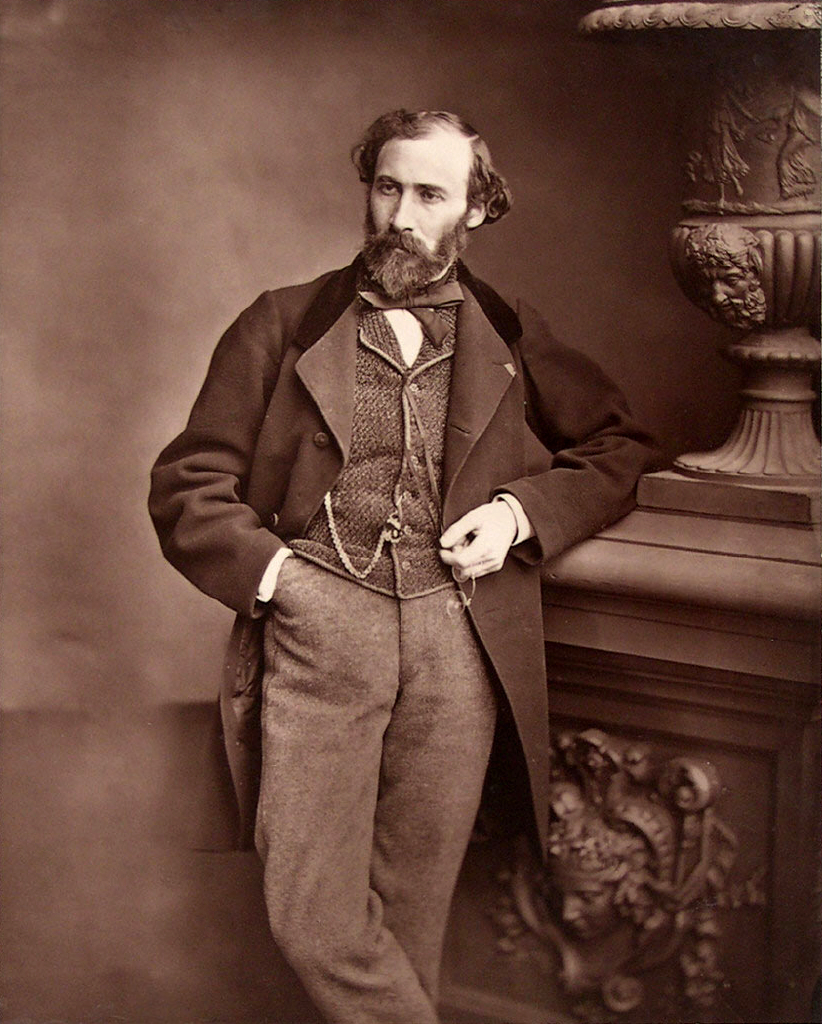
Photoglyptie d’Octave Feuillet par Antoine Samuel Adam-Salomon entre 1876 et 1884.

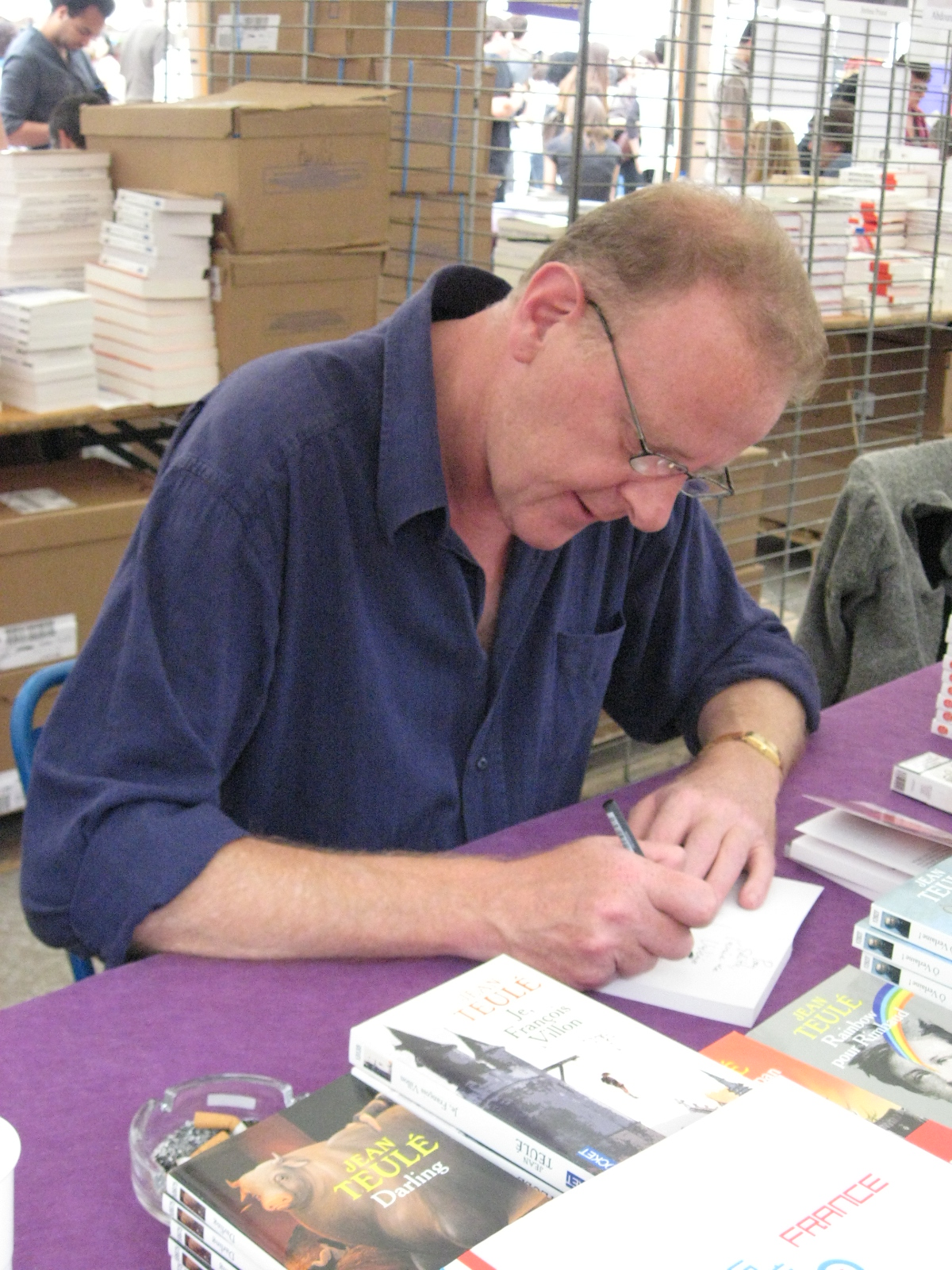
Jean Teulé, romancier, natif de Saint-Lô.

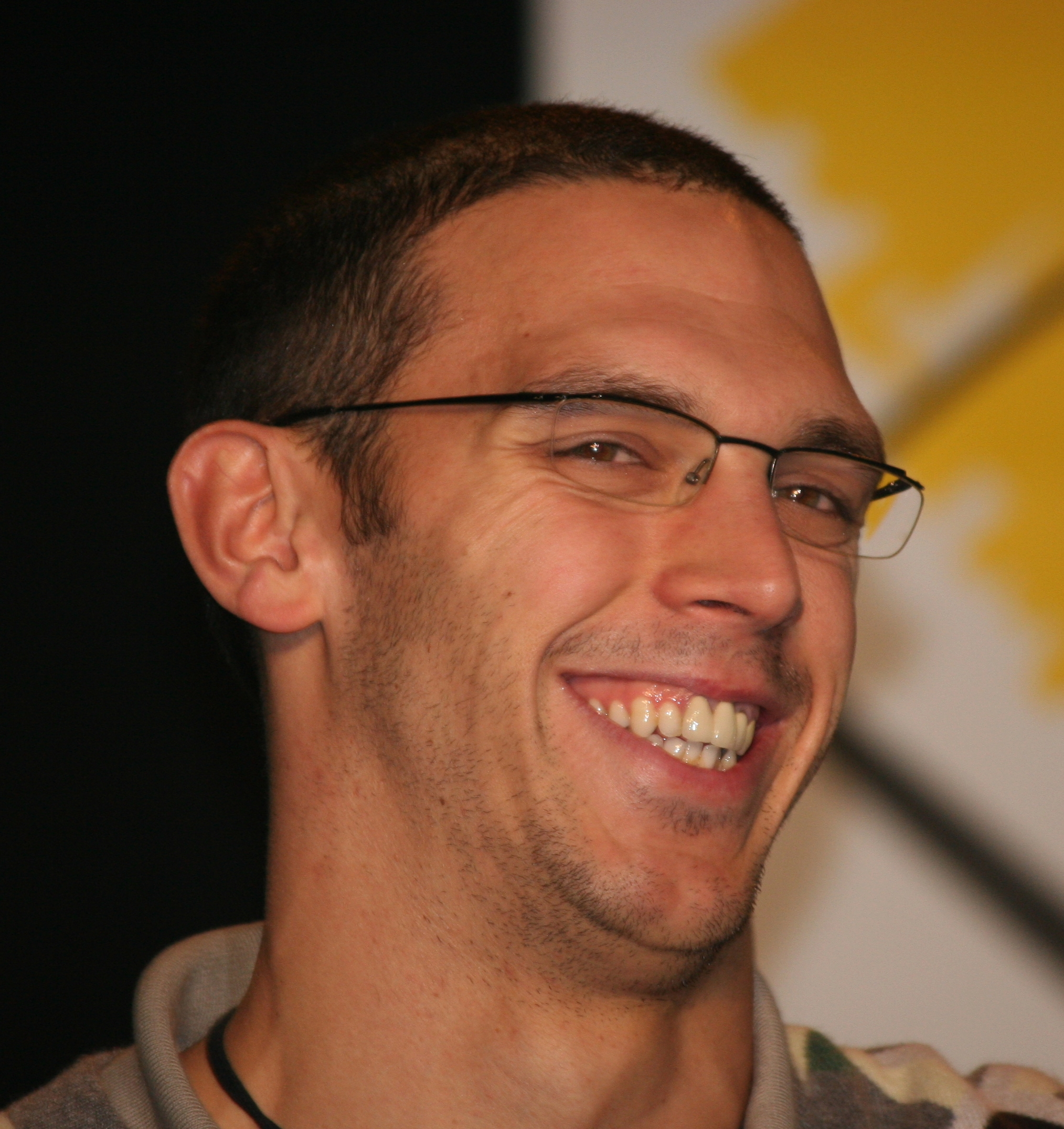
Hugues Duboscq, nageur français.

- Jacques Davy du Perron (1556-1618), poète et diplomate[169].
- Jacques Le Noël du Perron (v. 1590-1649), évêque d'Angoulême de 1636 à 1646 puis évêque d'Évreux de 1646 à 1649.
- Jean Pierre David Letellier du Hutrel (1732-1818), homme politique, député de la Manche de 1791 à 1792.
- Jacques Poisson de Coudreville (1746-1821), député de la Manche.
- Ambroise Félix Desprez (1754-?), homme politique, député de la Manche de 1791 à 1792.
- Pierre-Jacques Vieillard (1756-1815), homme politique, député du tiers-état aux états généraux de 1789.
- Pierre Israël Le Menuet de La Jugannière[170] (1771-1817), né à Saint-Lô, procureur et homme politique, député du Calvados.
- Daniel Saint (1778-1847), miniaturiste du XIXe siècle[171].
- Jean-Marie Hervagault (1781-1812), aventurier prétendant être Louis XVII. Né à Saint-Lô le 20 septembre 1781, mort à l'hôpital-prison de Bicêtre (Seine) le 8 mai 1812.
- Joseph Joachim Guernier (1791-1848), peintre.
- Urbain Le Verrier (1811-1877), astronome et mathématicien, né à Saint-Lô où il passera les premières années de son enfance. Une plaque est installée place du Champ-de-Mars, sur l'immeuble où il vécut[172].
- Alexandre Blanchet (1819-1867), médecin français (chirurgien).
- Léonor Couraye du Parc (1820-1893), personnalité judiciaire et artistique de la Manche et petit-fils du dernier vicomte de Granville, François Léonor Couraye du Parc.
- Octave Feuillet (1821-1890), écrivain, est né et mort à Saint-Lô. Sa maison natale existe toujours au 2 rue Saint-Georges. Romancier et dramaturge à succès sous le Second Empire, il était considéré comme « l'écrivain bourgeois » de cette époque et fut élu à l'Académie française à seulement 40 ans.
- Valérie Feuillet (1832-1906), femme de lettres et épouse du précédent.
- Gabriel Biaudet (1848-1898), professeur de français à l'Université d'Helsinki.
- Henri Chardon (1861-1939), écrivain, conseiller d'État et aquarelliste très attaché à Barfleur.
- Daniel de Losques (1880-1915), dessinateur français.
- Madeleine Deries (1895-1924), première femme en France à obtenir le titre de docteur ès-lettres de la Sorbonne, avec une spécialisation histoire, en 1923.
- Raymond Brulé (1897-1944), résistant, mort en déportation.
- Roger Ferdinand (1898-1967), auteur dramatique et scénariste.
- Raymond Chelet (1905-2001), graveur français.
- Louis Rachinel (1912-1944), lieutenant des FFI, fusillé par les Allemands à Villeneuve-lès-Maguelone[173].
- Bernard Jacqueline (1918-2007), prélat et historien normand.
- Jacques Datin (1920-1973), compositeur qui a écrit pour France Gall, Juliette Gréco, Serge Lama, Claude Nougaro, Édith Piaf, etc.
- Jean-Pierre Brulé (1929-2015), dirigeant d'entreprises informatiques, fils de Raymond Brulé.
- Michel Brulé (sondeur) (1932-), fils de Raymond Brulé.
- Claude Rolley, (1933-2007), archéologue, professeur émérite de l'université de Bourgogne, écrivain sur l'art de la Gaule et Grèce ancienne, président de l'Académie du Morvan.
- Raymond Touroul, (1939-2006), pilote de courses automobile d'endurance.
- Pierre Yver, (1947-), pilote de courses automobile d'endurance.
- Jean Teulé (1953-2022), romancier, qui a également pratiqué le cinéma et la télévision.
- Sylvie Lainé (1957), romancière.
- Isabelle Juppé née Bodin (1961-), journaliste et romancière, épouse de l'ancien Premier ministre Alain Juppé.
- Jacky Vimond (1961-), premier pilote français de moto-cross à devenir champion du monde en 1986.
- Stéphane Puisney (1959-), dessinateur scénariste.
- Éric Levallois (1963-), cavalier médaillé d'or par équipe aux Jeux équestres mondiaux 2002.
- Florian Angot (1973-) et Reynald Angot (1975-), cavaliers membres de l'équipe de France aux Jeux Olympiques d'Athènes.
- Alexis Loret (1975-), acteur qui a joué notamment dans le film Mariages ! de Valérie Guignabodet.
- Audrey Lefevre (1980-), mannequine et maquilleuse.
- Hugues Duboscq (1981-), nageur médaillé de bronze sur 100 m brasse aux Jeux olympiques d'été de 2004 et 2008.
- Marion Lemonnier (1981-), musicienne, chanteuse, compositrice de musique de films.
- Benoît Lesoimier (1983-), footballeur professionnel évoluant au Stade brestois 29.
- Éric Delaunay (1987-), athlète spécialiste de skeet olympique.
- Florian Geffrouais (1988-), athlète spécialiste du décathlon.

#### Autres
- François Léonor Couraye du Parc (1746-1818), le dernier vicomte de Granville, meurt à Saint-Lô dont il fut président du tribunal de première instance le 30 août 1818.
- Pierre Le Menuet de La Jugannière (1746-1835), échevin de Saint-Lô, accusateur public puis président du Tribunal criminel de la Manche, député de la Manche au Conseil des Anciens.
- Édouard-Léonor Havin (1755-1829), avocat à Saint-Lô et membre de la Convention.
- Louis Caillemer (1764-1827), militaire français.
- Pierre Yver (1768-1826), homme politique de la Manche fut conseiller d'arrondissement de Saint-Lô sous l'Empire.
- Jean Follain (1903-1971), écrivain, consacra un livre, intitulé Chef-lieu (1950), à Saint-Lô où il passa son adolescence. De nombreux documents sont rassemblés au Musée des beaux-arts de la ville.
- Samuel Beckett (1906-1989), écrivain, qui s'engage comme officier d'intendance à l'hôpital irlandais de Saint-Lô. Il dédia quatre vers aujourd'hui gravés à l'entrée du Musée des beaux-arts[Note 20].
- Luc Dietrich (1913-1944), écrivain français, décédé à Paris des suites de blessures subies lors du bombardement de Saint-Lô.
- Paul-Jacques Bonzon (1908-1978), romancier pour la jeunesse.
- Albert II (1958-), actuel prince de Monaco, porte parmi ses nombreux titres celui de baron de Saint-Lô.
- Sounhadj Attoumane (1962-), homme politique et cardiologue comorien. De 1993 à 1997, il exerce au Centre hospitalier mémorial France - États-Unis[174].
- Francis Letellier (1964-), journaliste TV, scolarisé au lycée Le Verrier.

### Dans la culture

#### Philatélie
Un timbre français représentant les armoiries de la ville fut émis le 17 décembre 1966. Il fait partie de la dixième série des Armoiries des villes de France. Son pouvoir d'affranchissement est de 20 centimes. Il a été dessiné par Mireille Louis.

#### Comme nom
Des porte-avions et cargos portaient autrefois le nom de Saint-Lô. L'US Navy rebaptisa l'un de ses porte-avions l'USS St. Lo le 10 octobre 1944, en mémoire de la dure bataille qui venait de se dérouler dans la ville. Cela ne portera pas chance au navire qui sera le premier bâtiment de guerre d'importance coulé par une attaque kamikaze japonaise, quinze jours plus tard, le 25 octobre 1944 pendant la bataille du golfe de Leyte.
Le cargo Saint-Lô, portant également le même nom, est construit en 1943 à Los Angeles. Il est mis à flot en 1947, livré au gouvernement français pour le compte de la Compagnie générale transatlantique. Il est ensuite revendu en 1963, puis en 1967, et démoli en 1969.

### Héraldique
| Blason | Blasonnement : De gueules à la licorne saillante d'argent, au chef d'azur chargé de trois fleurs de lys d'or. Commentaires : la licorne symbolise la pureté de la Vierge Marie à laquelle la ville fut consacrée. Les fleurs de lys ont été accordées par le roi Louis XI pour remercier Saint-Lô de sa fidélité à la couronne de France. On retrouve aussi, à la place du chef de France, un canton d'azur à l'étoile d'argent. |

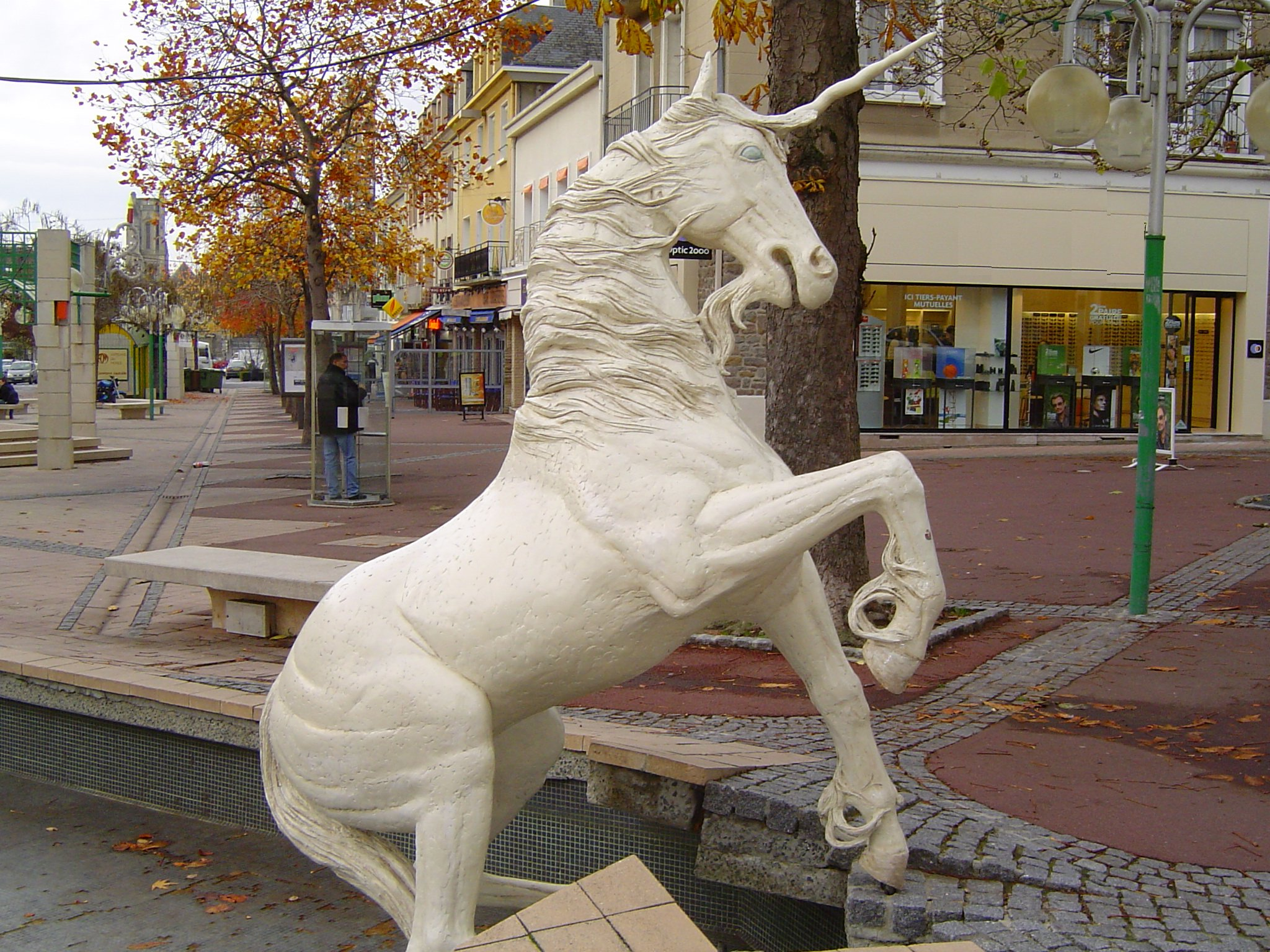
Statue de la Licorne à Saint-Lô.

| Blason | De gueules, à une licorne passante d'argent, à l'écusson cantonné d'azur, chargé d'un N majuscule d'or surmonté d'une étoile d'or Pendant le Premier Empire, la ville se vit concéder cet autre blasonnement, selon Victor-Adolphe Malte-Brun. |
| Blason | Grandes armes de la ville de Saint-Lô. |